# ホンダF1の年表
ホンダF1の年表では、本田技研工業（ホンダ）によるフォーミュラ1（F1）参戦についての出来事を年表形式に掲載する。
- 各見出しの「年」は参戦した期間を示している。各節の内容には参戦前後の年の関連する出来事を含んでいる。
- F1全体に関する事柄や、他のエンジンサプライヤーの重要と思われる（関連して語られることのある）動向についても含めている。

## 前史

### ホンダ創業以前
1924年

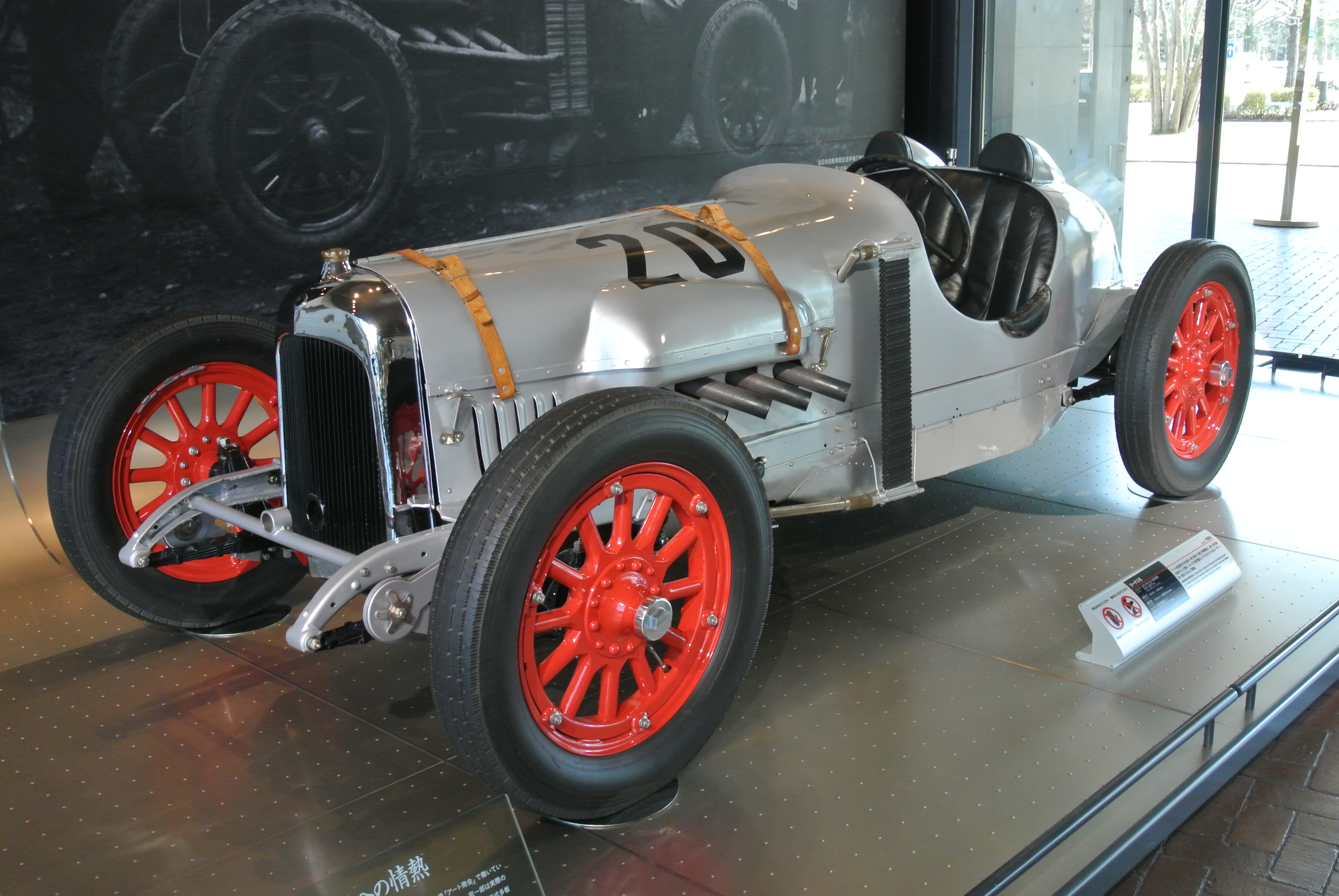
カーチス号（レストア車）

- 11月23日、神奈川県の鶴見埋立地で、日本自動車競走大会（第5回大会）が開催され、アート商会がカーチス号を初参戦させ、優勝する[1]。この際、当時満18歳の本田宗一郎が榊原真一のコ・ドライバー（ライディングメカニック）を務め[1][2]、この優勝に至るまでの道程は本田にとっての自動車レースの原体験となる[3][4]。本田は以降も同大会でカーチス号のライディングメカニックを務める（1934年の第9回大会まで）。

1936年
- 6月、多摩川スピードウェイで全日本自動車競走大会が開催され、アート商会浜松支店を当時経営していた本田宗一郎は弟の弁二郎とともに自製の「ハママツ号」（浜松号[注釈 1]）で参戦する[1]。トップを独走したが、ゴールする直前に周回遅れの車と絡むアクシデントにより車外に放り出され、両名とも重傷を負う[1][5][注釈 2]。

1948年
- 9月24日、本田技研工業（以下「ホンダ」）が設立される。創業者の本田宗一郎が初代社長に就任。

### 「マン島TT参戦宣言」～マン島TT初参戦
1949年
- 8月、この年6月に国際水泳連盟に復帰した日本水泳連盟はロサンゼルスで開催された全米水上選手権に選手団を派遣する。古橋廣之進ら日本選手たちが世界記録を連発し、第二次世界大戦の敗戦に沈んでいた日本国民に興奮と感動を与えた。古橋らの活躍に感動した本田宗一郎は自分は技術の世界でそれを成し遂げることを決意する[7][8][注釈 3]。

1954年

- この年は多くの二輪メーカーにとって厳しい市場環境となり、ホンダも倒産を危ぶまれるほどの危機的な状況を迎える。
- 2月、ブラジルでサンパウロ市制400周年国際ロードレースが開催され、ホンダはライダーの大村美樹雄とエンジニアの馬場利次を派遣する[W 1][W 2]。当時の海外メーカーの事情をよく知らなかったホンダは意気揚々とチームを送り出したが、レースは参加した22台中13位という結果に終わり[11]、ホンダは上位を占めたヨーロッパ勢との技術水準の差を見せつけられる[12]。
- 3月15日・20日[注釈 4]、本田宗一郎が「マン島TTレース参戦宣言」を行う[12][W 1][W 3][注釈 5]。この宣言は、四輪も含めて、その後のホンダのモータースポーツ活動の指針となる[10][注釈 6]。
- 6月、本田宗一郎がマン島TTレースを初めて現地で観戦し、ヨーロッパの二輪メーカーの技術水準もレース内容も自身の想像をはるかに超えたものであったことを目の当たりにして衝撃を受けるとともに[17][11][16]、闘志を燃やして帰国する[18][12][16][W 7][注釈 7]。その後、レース用エンジンの開発にあたり、ヨーロッパのメーカーのエンジンに大きく後れを取っていた馬力を補うため多気筒化による解決が試みられ、当時のホンダエンジンの特長となっていく[11][注釈 8]。

1956年
- ホンダの社内に技術部第2研究課、通称「レーサー部門」が設立され、マン島TTレースに向けた車両開発が本格的に始まる[W 1]。

1957年
- 6月1日、ホンダの白子工場内で従来の設計部を改組する形で「本田技術研究所」が発足する[20][21][W 8]。

1958年
- 3月、中村良夫がホンダに入社し、ほどなくして四輪研究開発部隊の責任者となる[12][11]。日本自動車工業（日本内燃機）から当時は二輪専業メーカーだったホンダに移るにあたり、中村は（ホンダが二輪レースを制覇した後に[22]）将来的にF1まで視野に入れて四輪自動車レースに参戦する気があるのか問いかけ、本田宗一郎の「出来るか出来んか知らんが俺はやりたい」という返答に手応えを得て、入社を決断する[12][11][23][注釈 9]。
- 5月、白子工場近傍の荒川河川敷にホンダ専用の高速テストコース（荒川テストコース）が完成する[24][W 10][W 11][注釈 10]。
- 8月、ホンダがスーパーカブを発売[W 12]。

1959年
- 1月、ホンダが同社としては初の四輪自動車となる試作車A170（XA170）を完成させる[26][W 13]。
- 6月、ホンダが日本のメーカーとして初めてマン島TTレースに参戦する（監督は河島喜好）[12][11][16][W 14]。優勝したタルクィニオ・プロヴィーニ（MVアグスタ）とは大差ながら、6、7、8位に入賞し、チーム賞を獲得する[12]。
- 前年に発売したスーパーカブの爆発的ヒットにより、同車の増産に対応するため、9月に三重県鈴鹿市に工場用地を購入し、新工場の建設に着手する[W 12]。翌1960年4月に、「鈴鹿製作所」が操業を開始[W 12]。

## 第1期（1964年 - 1968年）
1960年

- 春、ホンダ専務の藤沢武夫を中心とする「モータースポーツランド設立委員会」が発足し、全面舗装の国際レーシングサーキット建設計画が始まる[W 15]。
- 7月1日、藤沢武夫の発案により、ホンダから独立する形で株式会社本田技術研究所が設立される[28][29][W 10][W 16]。ホンダが株式の50%を持ち、残りは本田宗一郎と藤沢が25%ずつ持ち[W 16]、本田が研究所の社長、藤沢が副社長を兼務する[29]。
- 8月19日、レーシングサーキットの建設予定地を三重県鈴鹿市にすることを決定する[W 15][注釈 12]。
- 12月、三重県鈴鹿市にサーキットを建設するため、塩崎定夫と飯田佳孝をヨーロッパに派遣する[W 15]。現地から招聘されたジョン・フーゲンホルツにより、翌年にサーキットの詳細設計が行われる[W 15][注釈 13]。

1961年

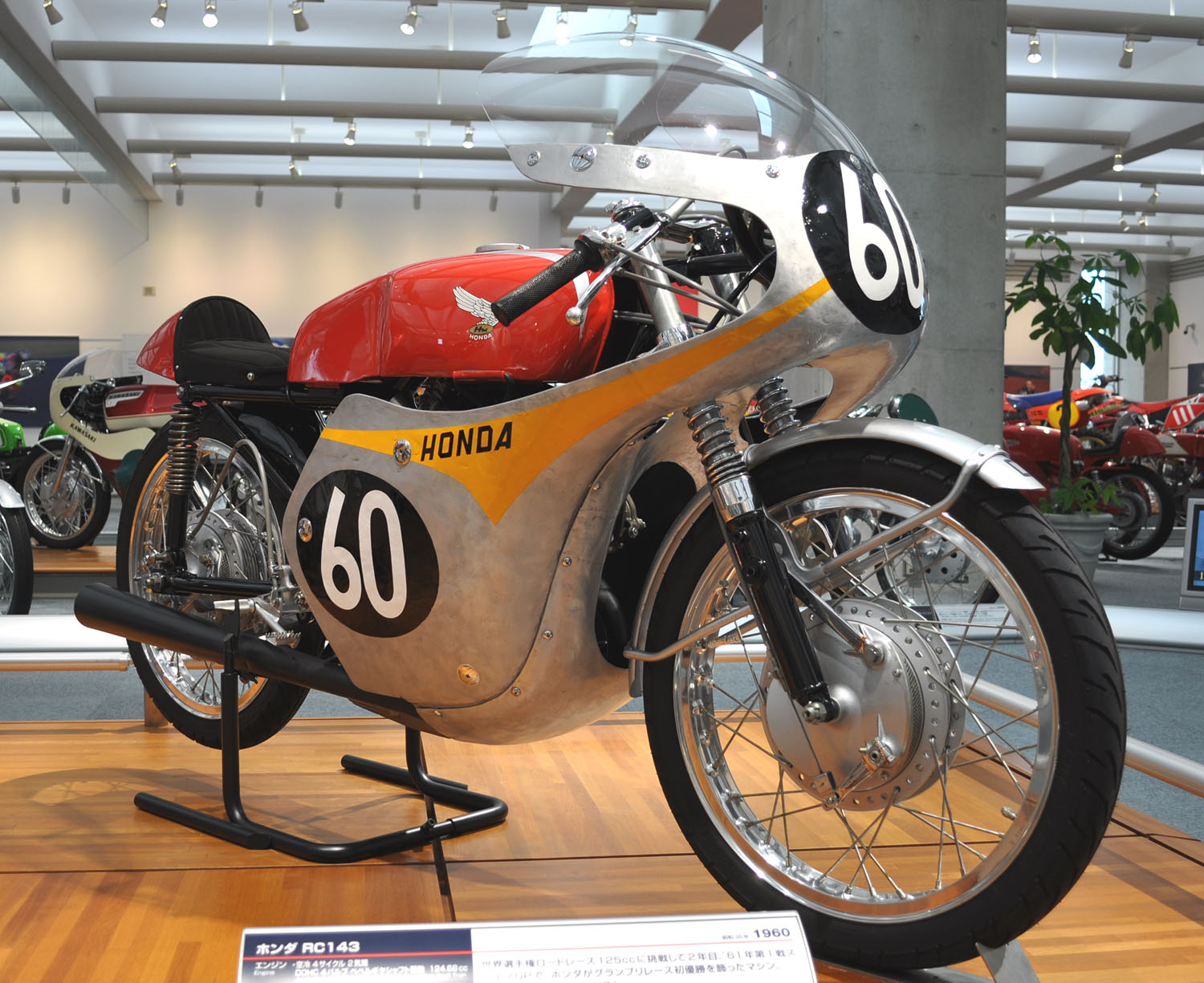
RC143（1961年・フィリス車）

- ホンダがこの年からロードレース世界選手権にフル参戦を始める[12]。ホンダ車は初年度で早くも250ccクラスと125㏄クラスを制し、世界タイトルを初めて獲得する。この年からの二輪における活躍により、レースが身近なものではなかった日本国内に先んじて、ホンダの名はヨーロッパで高い評価を得ていくことになる[11]。
- 2月1日、株式会社モータースポーツランド（後のホンダモビリティランド）が設立される[31][W 18]。
- 4月21日、乗用車製造への進出計画を発表する[9]。
- 4月23日、ロードレース世界選手権のスペインGPで、トム・フィリスが125㏄クラスを制し、ホンダにとっての世界選手権初優勝を果たす[12]。続く5月の西ドイツGPではホンダの高橋国光が250ccクラスを制して日本人ライダー初優勝を遂げ、6月のマン島TTレースはマイク・ヘイルウッドが125㏄クラスと250㏄クラスを制覇するなど[注釈 14]、この年からホンダの二輪車は一線級の実力を示すようになる[12]。初優勝の達成により、ホンダは所期の目標を達成し[16]、中村良夫らは次の目標として、四輪レースへの進出を意識することになる[15][12]。
- 9月、モンツァ・サーキットで開催されたF1の第7戦イタリアGPを本田宗一郎が観戦する[18]。これにより、ヨーロッパではホンダがF1に参戦する可能性が噂されるようになる[34]。
- 12月、本田技術研究所が埼玉県大和町（当時。後の和光市）に研究所を開設する[35]。
- 暮れ、ホンダがクーパー・T53を購入する[注釈 15]。

1962年

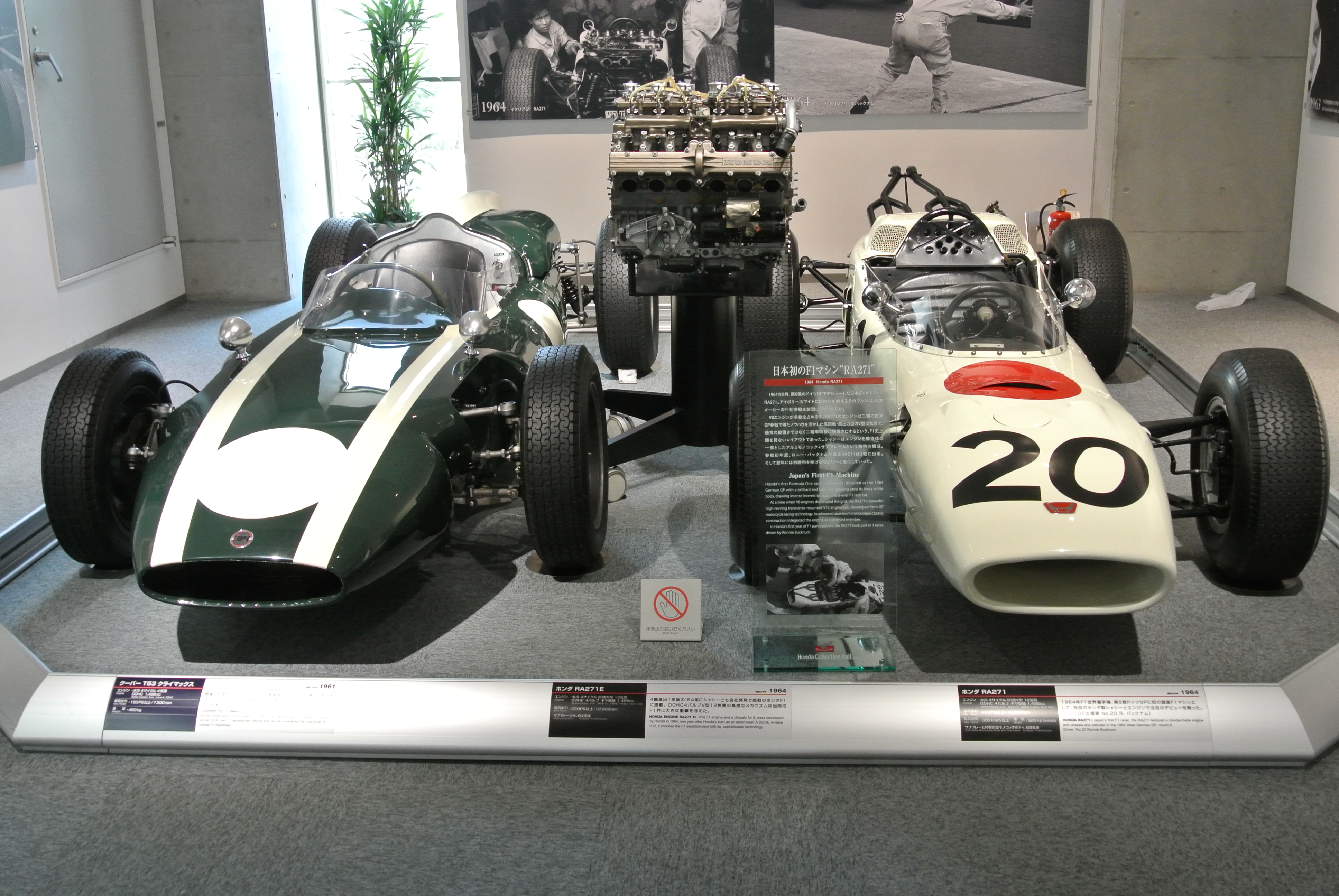
ホンダが入手したクーパー・T53（画像・左）

- スーパーカブが軌道に乗り、この年からホンダの二輪自動車の年間生産台数が100万台を超える[36]。
- ヨーロッパでホンダのF1進出が噂されるようになり、『モーター（英語版）』誌（5月号）、イタリアの『クアトロルオーテ（英語版）』誌（夏）などヨーロッパ各国のモータースポーツ誌がホンダのF1進出計画について特集を組む[37][38][注釈 16]。
- 春、ジャック・ブラバムが初めて来日し、本田技術研究所を訪れる[40][注釈 17]。この時のブラバムの協力により、前年末に入手して走行不能のまま置物と化していたクーパーの不具合が解消され、実走可能な状態となる[42]。以降、ホンダとブラバムとの間には長年に渡る友好関係が築かれることになる[42]。
- 春、ホンダにおいて、F1参戦に向けた準備が密かに始まる[43]。
- 6月、建設中の鈴鹿サーキットにおいて全国ホンダ会が開催され、ホンダ初の四輪自動車であるS360とT360の試作車が内々に公開される[9]。
- 8月、F1用エンジン（RA270E）の開発計画が始まる[44][43]。この際、本田宗一郎は出力の目標値として「270馬力」と定め[43]、これが後にエンジン名に流用される[注釈 18]。
- 9月、鈴鹿サーキットが完成する。
- 10月25日から11月7日にかけて、東京国際見本市会場で第9回東京モーターショーが開催される。ホンダは2シーターのS360、S500、軽トラックのT360の試作車を出品する[W 20]。
- 10月、東京モーターショーの取材のため来日したヨーロッパの記者からの取材に対して、本田宗一郎が「1年以内に参戦したい」と発言し、ホンダがF1に参戦予定であることがヨーロッパで周知の事実となっていく[38][34][W 21][注釈 19]。
- 11月、エンジンテスト用の車両としてRA270の開発が始まる（設計は馬場利次）[44]。

1963年
- 1月末頃、前年に発表したT360（AK-360）とS500（AS-500）をこの年の8月以降に発売する目途が付いたことから[注釈 20]、本田技術研究所はF1参戦に向けた準備に具体的に着手し[42][52][38]、エンジンの図面が引かれ始める[53][注釈 21]。
- 3月、試作F1エンジン（RA270E）の設計が進み、設計の終わったものから製造が始まる[42]。
- 5月、鈴鹿サーキットにおいて、第1回日本グランプリが開催される[注釈 22]。
- 5月、ベルギーのアールストに建設中だった二輪自動車の工場が完成し、9月に開所式が催される[W 23][W 24]。翌年、ホンダF1のヨーロッパにおける整備拠点がこの工場の一角に置かれることになる。
- 6月、最初の試作F1エンジンである「RA270E」のベンチテストが始まる[56][57][注釈 23]。
- 夏（中村の渡英前）、前部モノコックフレームとエンジンをストレスメンバーとする車体の設計が行われるが、設計途中で保留となる（後のRA271につながる）[58]。
- 7月末から8月にかけ[55]、エンジン供給先の開拓のため、中村良夫がイギリスに赴き、クーパー、ロータス、ブラバムを相次いで訪問する[59][54][34]。
  - この際、コスワースの訪問[注釈 24]、ダンロップでタイヤとブレーキの供給の依頼、スミス社における計器買い付けなども合わせて進められる[60][55][注釈 25]。
- 8月、ホンダ初の四輪自動車（軽トラック）であるT360を発売する。
- 8月、ホンダがリエージュ～ソフィア～リエージュラリーに初参戦する（車両はS500。ドライバーは古我信生/鈴木義一のペア）[61][62][9]。この際、イギリスの石油企業であるBPとの関係が生まれ、F1参戦にあたって燃料、オイル類の供給以外でも助力を受けることになる[61][63]。
- 9月中旬、ロータスのコーリン・チャップマンが来日してホンダにエンジン供給を要望し、契約に至る。
- 11月10日、RA271（RA271Eエンジン）の開発が始まる[64]。
- 12月初め、RA271Eエンジンのモックアップをロータスに送る（車体の設計検討用）[60][45][W 21][注釈 26]。
- 12月末、エンジンテスト用のテスト車両「RA270」が完成する[60][54]。

1964年（参戦開始）

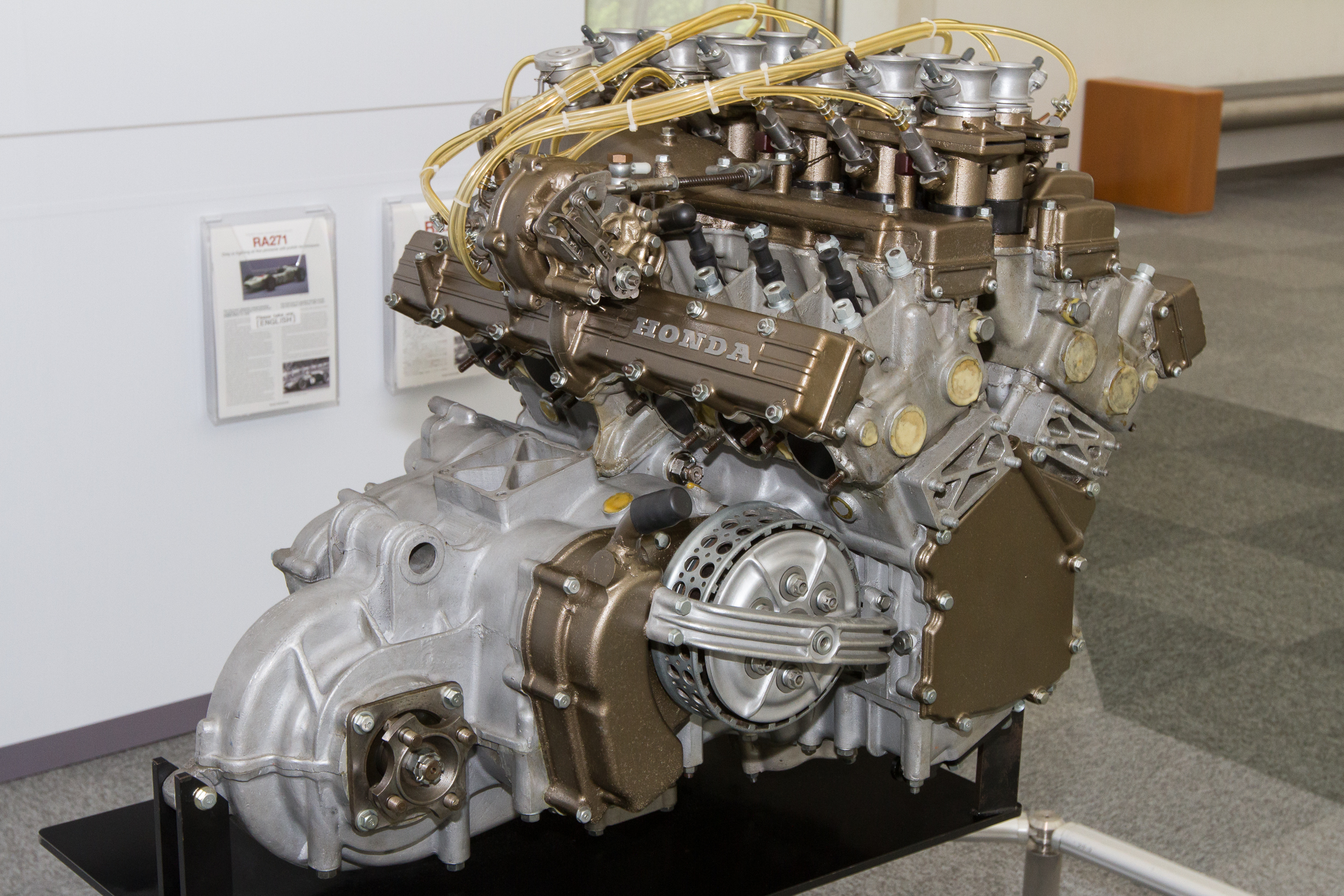
RA271Eエンジン（1964年）。F1用エンジンとしては特異な横置きを採用。

- 1月中旬、チャップマンがホンダからのエンジン供給を断る旨を伝える[54]。
- 1月、チャップマンからの連絡を受け、ブラバムのジャック・ブラバムに車体製造を打診するが、検討したブラバムとロン・トーラナックにより断られる[66][注釈 27]。
- 1月下旬、ホンダがフルコンストラクターとしての参戦に向けた準備を始める。
- 1月30日、ホンダがF1に参戦することを正式に表明する[43][W 26][W 21]。
- 早春[67]（時期不明）、RA271の設計が始まる[W 27][注釈 28]。
- 2月6日、荒川テストコースでRA270の試走が行われる[W 28][注釈 29]。
- 2月13日、RA270Eの出力が初めて200馬力を突破し、210馬力を記録する[23][W 26][注釈 30]。
- 2月15日、社内誌『フライング』に本田宗一郎とRA270を写した写真（上掲）が掲載される[70]。
- 2月16日、鈴鹿サーキットにおいて、RA270による初の実走テストが行われる（ドライバーは島崎貞夫）[71][W 28]。
- 3月9日[W 29]、来日したジャック・ブラバムにより、鈴鹿サーキットでRA270の実走テストが行われる[72][注釈 31]。同月（ブラバムに前後した時期[74]）、ロニー・バックナムもRA270を走らせる[75][注釈 32]。
- 5月初め、鈴鹿サーキットで第2回日本GPが開催される。
  - ホンダは日本GPに初めてワークス参戦し、ロニー・バックナムらを出走させる。これはF1参戦に向けてバックナムをチームと慣らすための参戦である[76]。ホンダチームが次にフルワークス体制で日本GPに参戦するのは2006年のこととなる。
  - この時点で、当初F1デビューの目標にしていた7月のイギリスGPには間に合わない見通しとなり、7月下旬にシェイクダウン、8月2日が決勝日のドイツGPでデビューという計画に修正される[77][76]。
- 6月、中村良夫がパリの国際自動車連盟（FIA）本部の国際スポーツ委員会（CSI）でF1参戦に向けた各種手続きを行い、その中でホンダF1のカラーリングとなる日本のナショナルカラーを決める[78]。
- 6月中旬過ぎ、RA271が完成する[79]。その後、荒川テストコースで同車の試走が行われる。
- 7月12日[注釈 33]、RA271がパンアメリカン航空の貨物便に積載され、ヨーロッパに送り出される[79]。その後、ヨーロッパに到着したRA271は、ベルギー・アールストの拠点[注釈 34]で整備と再チェックを受ける[81]。
ザントフォールトでシェイクダウン走行を行うRA271（1964年7月21日）[注釈 35]

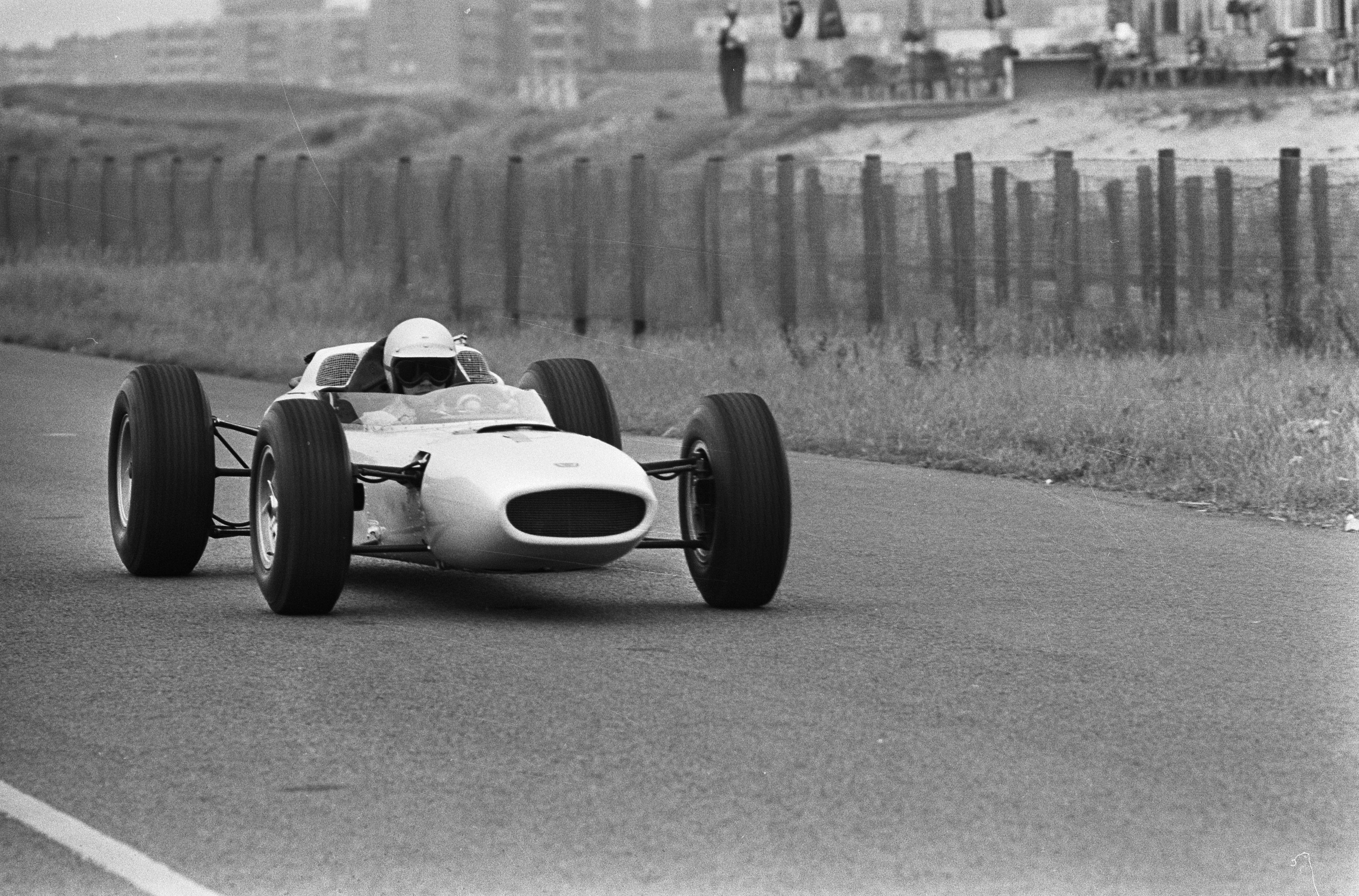
ザントフォールトでシェイクダウン走行を行うRA271（1964年7月21日）

- 7月21日、ザントフォールト・サーキットでRA271のシェイクダウン走行が行われる（ドライバーはロニー・バックナム）[76][注釈 36]。
- 8月2日（日曜）、第6戦ドイツGPで、ホンダがF1にデビューする。（第1期参戦の始まり）
  - 車両はRA271、ドライバーはロニー・バックナムの1カー体制で、1964年は3戦に参戦した。
- 11月初め、ジャック・ブラバムとともにグッドイヤーのレース部長フレッド・ギャンブル（英語版）が来日し、F1参入を予定していたグッドイヤーのタイヤを翌年からホンダが使用するということで話が進められる[86][87][注釈 37]。同時に、ブラバムから翌年にF2用に1,000㏄のエンジン供給できないか提案を受ける[87]。
  - F2用エンジンは久米是志と川本信彦を中心とした四輪市販車の開発チームによって、F1用エンジンの開発チーム（二輪エンジンの開発チーム）とは別に開発が行われることになる[87][88]。
- 11月もしくは12月[88]、中村良夫が社命によってF1チームの監督の任を解かれ[89]、関口久一が翌年の監督に任命される[87][88]。

1965年
- 1月1日に開催されたF1開幕戦（南アフリカグランプリ）を欠場したホンダは、5月に開催された第2戦モナコGPからこのシーズンを開始する[90]。
- 1月、ジャック・ブラバムが自身のチームのF2の車体とともに来日する[91][88]。16日に鈴鹿サーキットにおいて、久米是志らが開発したF2用エンジンを搭載したテスト走行が行われる[91][88]。
- 3月、F2シーズンが開幕し、久米らが開発したRA300Eエンジン（英語版）（排気量996cc）が投入される[88][92]。四輪用エンジンの知識不足から不出来なエンジンとなり、序盤3戦で使用されたのみで放棄され、ブラバムはコスワースに乗り換える[93][90][注釈 38]。
- 6月13日、第3戦ベルギーGPで、リッチー・ギンサーがホンダとしては初めて決勝レースを最後まで走り切ってチェッカーフラッグを受け、同時に6位入賞も果たし、F1における初ポイント（1ポイント）を記録する[89][90][注釈 39]。
- 6月末、第4戦フランスGP（27日決勝）においてまたしても2台ともリタイアに終わったことに本田宗一郎が激怒し、監督の関口久一が更迭され、ホンダの重役である河島喜好がやむなく臨時監督に就任する[90][注釈 40]。

- 7月半ば、第6戦オランダGPが開催される。このレースでギンサー車が6位入賞を果たしたものの上位との差は大きく、ホンダは次戦ドイツGPを欠場して、9月のイタリアGPに照準を合わせてRA272とRA272Eエンジンの改良作業を行うことを決断する[95][注釈 43]。
- 夏、本田技術研究所内に大気汚染研究グループが発足し、活動を始める[W 30]。1960年代後半から1970年代初めにかけ、日本と米国で自動車排出ガス規制が創設、強化されていき、四輪自動車メーカーとしては後発のホンダはこれを他社に並び追い越す好機と見て、この分野の研究と開発を重視するようになる[W 30]。
- 9月初め、RA272の車体とRA272Eエンジンの改良作業が完了する[94]（車名は変更されていないが、区別のため「RA272改」としばしば通称される）。同時期に中村良夫が監督への復帰を要請されるが、中村は拒否する[94][96]。結果、次戦からは杉浦英男が臨時で監督を務める[96]。
- 9月12日、第8戦イタリアGPでホンダが復帰し、RA272改が投入されるが、投入した2台ともリタイアに終わる（ギンサー車は14位完走扱い）。
- 9月、イタリアGPの直後、入交昭一郎が翌年のF1用3リッターエンジン（RA273E）の設計を命じられる[33][注釈 44]。
- 9月26日、フランス・アルビーで開催されたF2レースで、ジャック・ブラバムが改良されたホンダエンジンの搭載に同意し、その車両で2位フィニッシュを遂げる[94][97]。これにより、ホンダF2は翌年に希望を繋ぐ[94]。
- F2シーズンの終了後、久米是志と川本信彦は大磯ロングビーチホテルに10日間ほど籠り、翌年用のF2エンジンの図面を描き上げる[33][注釈 45]。この新型エンジンは燃焼室のビッグボア・ショートストローク化や、バルブスプリングのトーションスプリング採用などの新機軸を投入したもので、同時期に入交昭一郎が設計していたF1の3リッターエンジン（RA273E）もこのF2用エンジンを手本として設計されることになる[33][97]。
- 10月3日、第9戦アメリカGPが開催され、このレースは本田宗一郎も観戦に訪れた中での参戦となったが、完走こそ果たされたものの、またしても冴えない結果に終わる[94]。
- アメリカGP後、中村良夫がF1最終戦で監督として指揮を執らせてくれるよう申し出て、承認される[94][W 31]。| 「                                                       | Veni Vidi Vici (来た、見た、勝った) | 」 |
| —中村がメキシコから日本の研究所に送ったラテン語3語の電文 |                                     |    |
- 10月24日、最終戦（第10戦）メキシコGPで、リッチー・ギンサーがホンダにとってのF1初優勝を達成する[W 31]。
  - このレースの後、中村良夫は個人的な事情（妻の発病）のためチームから再び距離を置き[99]、翌1966年の監督は再び関口久一が務めることになる[100]。

1966年

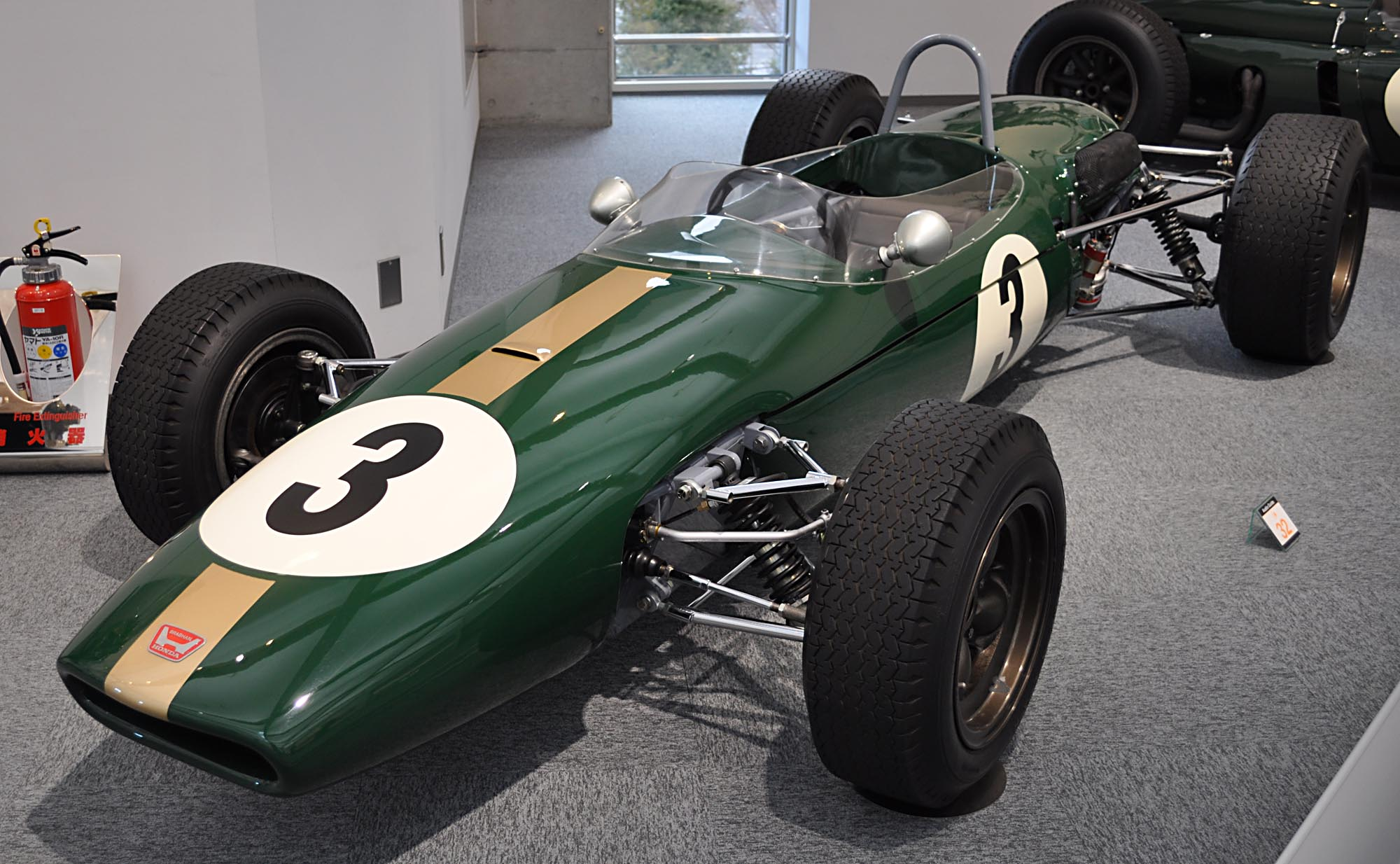
ブラバム・BT18（1966年・F2）。この年はF1でほとんどのレースを欠場する一方、F2でブラバム・ホンダが連戦連勝の活躍をした。

- この年は日本における「マイカー元年」とされる。日本における自動車生産台数は年間200万台を初めて突破し、日本は米国と西ドイツに次ぐ世界第3位の自動車生産国となる[101]。ホンダにおいては、市販車の開発を望むホンダ本社からレースからの撤退の要望が強まる[102][注釈 46]。
- この年のロードレース世界選手権で、ホンダは満を持して500㏄クラスに進出し、同選手権の5クラス全てでマニュファクチャラーズタイトルを獲得するという快挙を演じる。しかし、これにより達成すべき目標を失ったことも一因となり、ホンダは二輪の世界選手権からの撤退に傾いていくことになる。
- 1月、日本において、ホンダの国内のアマチュアレーサー向けのサポートを専門に担う組織としてRSC（Honda Racing Service Club）がホンダ社内の部署として設立される[104][注釈 47]。
- F2において、ブラバムにRA302Eエンジン（排気量994cc）を供給する[92][注釈 48]。テスト走行から良好な結果を示し、前年と異なりシーズン開幕前からジャック・ブラバムから称賛される[105]。
  - 4月11日にこの年の参戦を始めたブラバム・ホンダは他を圧倒し、参加したF2のレースで12連勝を記録する[105][92]。
- 4月5日から10日にかけて鈴鹿サーキットで開催されたスプリング・フェスティバルに2台のRA272が連日登場して走行し、日本において初めてホンダのF1車両が公開の場で走行を披露する（ドライバーはギンサーとバックナム）[31][106][70]。
  - 最終日の10日に三船敏郎が来場しこの年6月公開予定の映画『グラン・プリ』で本田宗一郎をモデルにした役を演じることがアナウンスされる[31]。
- 6月、久米是志がF2のチームから外れることになったため、入れ替わりに川本信彦がイギリスに短期間赴任し、ブラバムと協働する[105][注釈 49]。
- 7月、3リッター規定に合わせた新型車「RA273」が完成し[107][108]、7月23日に荒川テストコースで試走が行われる[70][注釈 50]。8月2日に[70]、鈴鹿サーキットにおいて、シェイクダウン走行が行われる（ドライバーはギンサー）[108]。8月3日、鈴鹿サーキットにおいて、RA273が初めて一般にも公開された[110]。
- 8月、藤沢武夫が、ホンダのF1参戦について、経費を大幅に圧縮するか、参戦活動そのものを中止するか検討するよう要望する[111]。
- 8月22日、RA273を正式に発表する[70]。
- 8月下旬、中村良夫がジョン・サーティースから翌年のチーム加入についての打診を受け[112]、以降、10月まで電話で交渉が重ねられる[113][100]。
RA273（1966年 - 1967年）[注釈 51]。3リッター化に伴い、F2同様、F1でもエンジンの搭載方式を縦置きに変更。

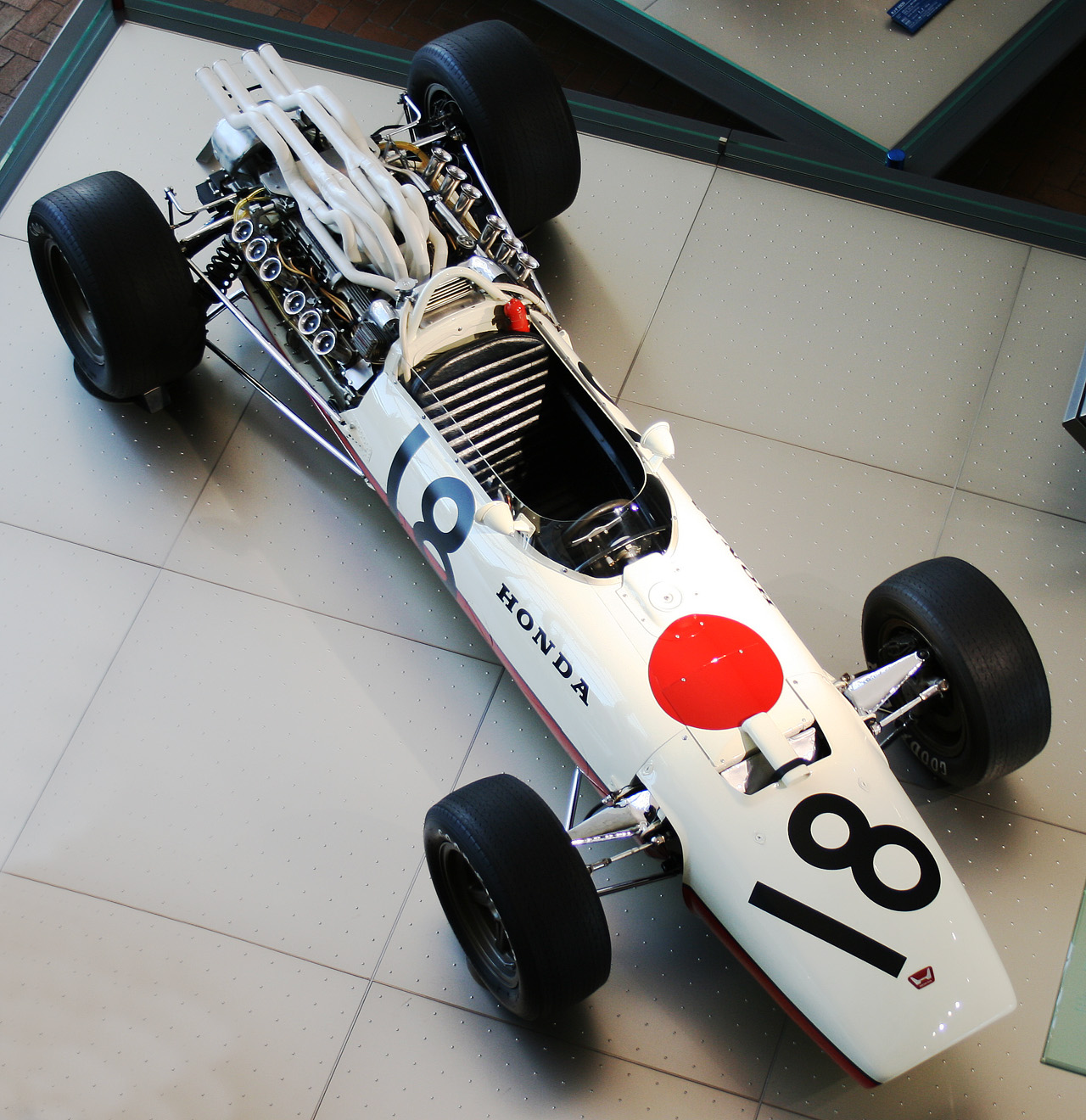
RA273（1966年 - 1967年）。3リッター化に伴い、F2同様、F1でもエンジンの搭載方式を縦置きに変更。

- 9月、開幕戦から第6戦までを欠場した後、第7戦イタリアGPにRA273を投入し、シーズン初参戦する[114][100]。
  - イタリアGPに際して、ジョン・サーティースとの翌年に関する契約が合意に達する[115]。
- 10月13日、ブランズハッチでこの年のF2の最終戦が開催され、ブラバム・ホンダはジャック・ブラバムが優勝したヨッヘン・リントに0.2秒差の僅差で敗れ2位に終わり[116]、この年のF2において唯一、優勝を逃したレースとなる[102][注釈 52]。翌年からはエンジンの規定が変わるため、このレースをもってF2からは撤退した[102]。
  - F2終了後、無役となった川本信彦は中村良夫によってF1エンジン開発の責任者に任命される[102]。
- 10月、最終戦メキシコGPに際して、ジョン・サーティースと翌年の契約を結んだことを発表する[115][117]。それに伴い、バックナム、ギンサーとの契約は解除する[118][102]。サーティースが出した条件により、翌シーズンから中村良夫が監督に復帰することになる[118]。
- 11月5日、ジョン・サーティースが来日し、鈴鹿サーキットにおいてRA273のテスト走行を行う[70]。
- 11月24日、ジョン・サーティースが再来日し、翌25日から鈴鹿サーキットにおいてRA273のテスト走行を行う（5日間）[119][70]。
- 11月30日、ジョン・サーティースと翌年のドライバー契約を正式に締結する[119]。
- 12月5日、ジョン・サーティースと契約したことを発表する[70]。

1967年

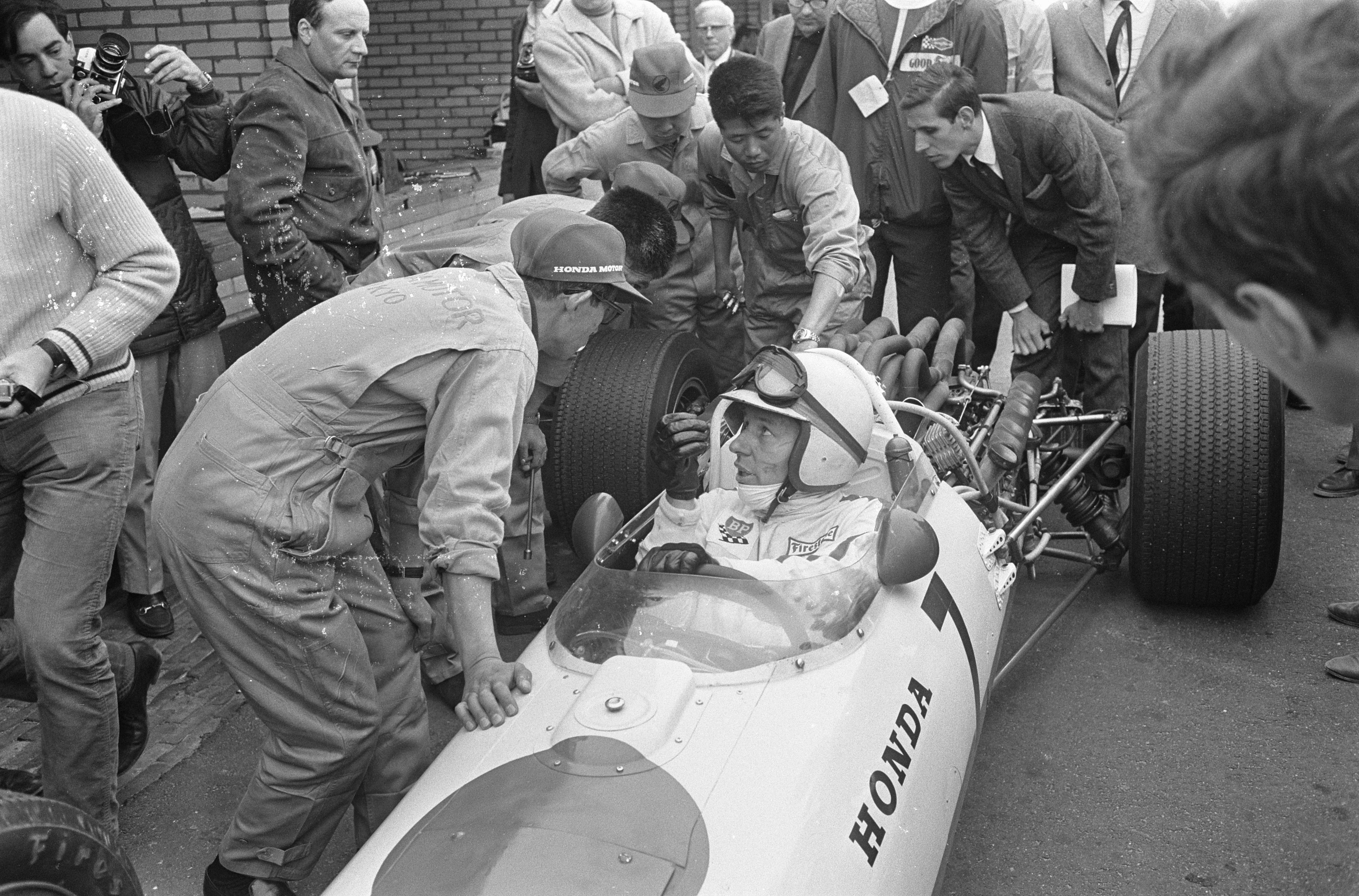
ピットで中村監督と会話するジョン・サーティース（1967年オランダGP）

- チーム・サーティースとの提携を機に、ホンダは前年までの参戦体制を改め、ヨーロッパにおける本拠地をオランダ・ベルギーからイギリス（スラウ）に移し、この年からはエントリー名も「Honda Motor」から「Honda Racing」に改める[118]。
- 1月2日、開幕戦南アフリカGPが開催される。前年に引き続きRA273を投入し、1カー体制で参戦したジョン・サーティースが3位表彰台を獲得する[120]。
- 1月、ホンダ本社からの援助が乏しくなるため、中村良夫はサプライヤーのBP、グッドイヤーと交渉し、資金援助を依頼する。他社にも呼び掛け、この年からはホンダのF1車両にスポンサーのステッカーが掲出されるようになる。
- 3月、ホンダにとって初となる本格的な軽乗用車のN360を発売する[W 32]。同車は大ヒットを記録し[W 32]、ホンダはスバル・360を擁する富士重工を抜いて、軽乗用車のトップメーカーとなる[50]。空冷エンジン搭載の同車のヒットによって自信を持った本田宗一郎は、より大きな排気量の市販車の開発計画においても空冷エンジンの採用を強硬に主張するようになる[121][122]。そして、本田はF1でも空冷エンジンの搭載を主張し始めることになる[121][123]。本田の主張は本田技術研究所内で賛同を得られず、後に（1970年頃に）本田は水冷を主張する河島ら若手の技術陣と深刻な対立を来たすことになる（空冷水冷論争）[122][注釈 53]。
- 4月、5月初めの第2戦モナコGPに向けてRA273が空輸される際、羽田空港で田宮模型が同車の取材を行う[125][126]。同年11月にRA273のプラモデル「1/12 ホンダ RA273」が同社から発売される[126]（完成第1号は本田宗一郎に贈られた[127]）。
- 6月、第3戦オランダGPで、フォード・コスワース・DFVエンジンを搭載したロータス・49が登場し、ジム・クラークの運転により同車はデビューウィンを果たす。これはホンダ（中村良夫）にとっても衝撃的な出来事となり、新型車の開発が急務であるという認識を強くする事態となる[34][128]。
- 7月初め、第5戦フランスGPは前戦ベルギーGPで大破させたレース用エンジンの代替が間に合わなかったため、欠場する[67][129]。この間に、イギリスでテスト走行が行われ、タイヤをグッドイヤーからファイアストンに変更し、スパークプラグをNGKからチャンピオンに変更する決定が下される[67][129]。
- 7月15日、第6戦イギリスGPにタイヤとスパークプラグを変更して参戦する[130][131][132]。戦闘力の向上が確認できたことで、チームの士気は向上する[131]。しかし、ロータス・フォードとの差は依然として大きく、中村良夫は車体の全面的な変更を決断する[129][注釈 54]。
- 7月、イギリスのローラ・カーズにおいて、ホンダの新型車両（RA300）の開発が始まる[128]。ホンダからは佐野彰一が派遣され、ローラで協働し、作業は急ピッチで進められる[注釈 55]。| 「                                                                          | こいつ（RA273）はえらく重い車なんだ、デヴィッド（ホッブス）。すごく重い。もう200 kgも軽くなってくれれば、コーナーでぐんと加速してくれるんだがなあ。ここじゃワンラップ20秒も違うだろう。 | 」 |
| —8月3日、ニュルブルクリンクテストに現れたホッブスにサーティースが言った言葉 | |    |
- 8月1日（火曜）から3日（木曜）にかけて、第7戦西ドイツGPの開催地であるニュルブルクリンクで、RA273のテスト走行（プライベートテスト）を行う[134][135]。
- 8月、空冷のF1車両（翌年のRA302）を開発するという話が佐野彰一に伝えられる[W 33][注釈 57]。
- 8月、ホンダ・レーシング（中村良夫）は久米是志を日本から呼び[136]、デリック・ホワイトらを交え、翌年の「軽量コンパクトなV12エンジン」とRA301の構想設計がイギリスで行われる[136][137]。
  - 久米の帰国後、コンパクトな水冷V12エンジンの計画は本田宗一郎の反対により却下され、久米は空冷エンジン（RA302E）の設計を命令され、水冷のRA301EエンジンはRA273Eエンジンの発展形（手直し）として久米の部下である川本信彦により設計が行われることになる[138][139]。
- 8月末、RA300の開発に専念するため、第8戦カナダGPを欠場する[140]。

- 8月31日早朝、ローラとの共同開発による新型車「RA300」が完成する[141][121]。同日、グッドウッド・サーキットで同車のシェイクダウンを行う（ドライバーはクリス・アーウィン）[141][142][注釈 58]。
- 9月7日、第9戦イタリアGPで、RA300を駆ったジョン・サーティースがジャック・ブラバム（ブラバム）を0.2秒差で下し、同車はデビューウィンを果たす[128][W 35]。
- 10月、イギリスのチーム・サーティースでRA301の設計が始まる[143]。
- 11月、箱根湖尻のホテル花月園で、久米是志らが空冷のRA302Eエンジン、川本信彦らが水冷のRA301Eエンジンの設計を始める[123]。
- この年をもって、ホンダは二輪の世界選手権におけるワークス活動から撤退する。
- 暮れ、日本でRA302の設計が始まる[W 36]。

1968年（最終年）
- 2月中旬、RA301の車体が完成して日本に送られる[144][123]。
- 4月13日から15日にかけて、鈴鹿サーキットでRA300とRA301を使った走行テストが行われ、ジョン・サーティースが参加する[145][92][注釈 59]。この際、テレメトリーシステムを搭載した走行も行われ[92]、取得したデータはRA302の開発に活用される[W 36]。
  - このテストに際して、クリス・アーウィンをセカンドドライバーとして起用する予定であることが正式に発表される（アーウィン本人は来日していない）[145]。
- RA302Eエンジンが完成し、ベンチテストが始まるが、その不具合を巡って本田宗一郎と対立した設計責任者の久米是志が1ヶ月ほど出社拒否する事態となる[146]。
- 5月半ば、第2戦スペインGP（ハラマ）が開催され、ホンダはRA301を初めて参戦させる。テスト走行の不足に祟られ、ブレーキにトラブルを抱えた状態ながらサーティースが3位を走行するが、ギアボックストラブルを起こしてリタイアに終わる[147]。
- 5月19日、ホンダF1のセカンドドライバーに内定していたクリス・アーウィンがニュルブルクリンク1000kmレース（英語版）における事故により重傷を負う（車両はフォード・F3L（英語版））[148]。
- 6月9日、第4戦ベルギーGPの決勝レースでサーティースが開始早々に首位を奪って2位以下に20秒以上のリードを築くが[149]、サスペンショントラブルを起こし、12周目にリタイアする[150]。
  - このレースの予選日（6月8日）、クリス・アーウィンに代わるセカンドドライバーとして、ブライアン・レッドマンと合意に至るが、決勝レースの事故でレッドマンが重傷を負い、セカンドドライバー選びは振り出しに戻る[151][注釈 60]。
- 6月29日、日本で開発された「RA302」が完成し、東京国際空港（羽田空港）からイギリスに送られる[152][153][154]。出発に先立ち、同空港に隣接する東急ホテルで記者発表が行われ、日本国内向けに同車が大々的にアピールされる[152][153][154]。
- 6月30日、RA302がイギリスに到着し、7月2日にシルバーストンサーキットでテスト走行が行われる（ドライバーはジョン・サーティース）[155][70][146]。
- 7月、第6戦フランスGP（ルーアン）にRA302が投入され、7日の決勝レースで炎上事故を起こし、ドライバーのジョー・シュレッサーが焼死する[155][156]。
  - レース再開後、先頭を走っていたジャッキー・イクスの車両がRA302の事故現場にあふれた消火剤を巻き上げ、2番手で走行していたサーティースはそれを浴びたことでゴーグル交換のためにピットインを強いられ、結果としてそれが敗因となってこのレースを2位で終える[156]。ホンダチームにとって、このレースがこの年の最高位となる[W 37]。| 「        | 戦いに挑む時に両面作戦というのは絶対に駄目ですね。1点集中で行かなきゃ勝てっこないわけです。レースをやる立場として、中村さんは正しいんですよ。だけど、『空冷の量産車をつくって空冷で商売するためには、空冷のF1が要るんだ』というオヤジさん（本田宗一郎）の論理も、会社としては全く正しいんですよ[W 38] | 」 |
| —川本信彦 | |    |
- 7月、本田宗一郎はRA302の2号車の製作を久米是志に命じ、その製作が進められる[156]。しかし、空冷F1車両の製作に反対する久米と本田の間で対立が生じ、久米が再び1ヵ月ほど出社を拒否する事態となる[156]。以降は川本信彦が水冷エンジンに加えて、RA302・2号車の開発も担当することになる[156]。
- 7月後半、第7戦イギリスGPが開催され、RA301にホンダ車としては初めてリアウィングが装着される[156]。
- 8月中旬、RA302の2号車（RA302-802）が完成し、17日に鈴鹿サーキットでジョン・サーティースによるテスト走行が行われる[157][158][70][156]。
- 9月、第9戦イタリアGPで、サーティースがホンダにとって初となるポールポジションを獲得する[159]。
- 10月21日、ホンダにとって初の小型乗用車となる1300を発表する[W 39]。以降、ホンダではそれまでの二輪車主体の企業から、世界市場に通用する本格的な小型車の開発・生産をする自動車メーカーへの脱皮が図られる[159]。日本の本田技術研究所ではほとんどの技術者が同車の開発にかかりきりになる[159]。
- 11月3日、最終戦（第12戦）メキシコGPに2台のRA301をエントリーさせる[注釈 61]。結果として、このレースが第1期の最後のレースとなった[160]。
- 11月10日[161][162]、イギリスのホンダ・レーシングが、ホンダが四輪メーカーとして成長するまでF1における活動を「一時休止」することを発表する[161][163][160][70][159][注釈 62]。（第1期参戦の終わり）
- 11月20日から21日にかけて、インディアナポリス・モーター・スピードウェイでRA301の走行テストが行われる（ドライバーはロニー・バックナム）[161][164][165][注釈 63]。このテストではウィングなどはメキシコGP仕様そのままだったにもかかわらず、当時の排気量4.2リッターのインディカーに匹敵する平均時速158マイルを記録する[164]。
- 12月14日、エンツォ・フェラーリが記者会見でホンダについて触れ、下記の発言をする[166]。フェラーリは、きっすいのレーシング・ファクトリーなのです。なぜなら、われわれのレーシング・マシンはすべてわれわれの手で開発し、実戦に参加させているからです。世界広しといえども、われわれと同じ道を歩んでいるのは、ふたつのメーカーしかありません。それはイギリスのBRMと日本のホンダです。[166] — エンツォ・フェラーリ
- 12月23日夜[161]、日本の池袋ショールームで、日本向けにグランプリ活動休止の説明会（中村良夫が説明）が行われる[161][160][70]。

1969年
- 5月、中村良夫が第3戦モナコGPを訪れ、ホンダの復帰について様々に憶測が流れる[167]。以降も中村は数戦のレースを訪れる。

### 参戦車両（1964年 - 1968年）

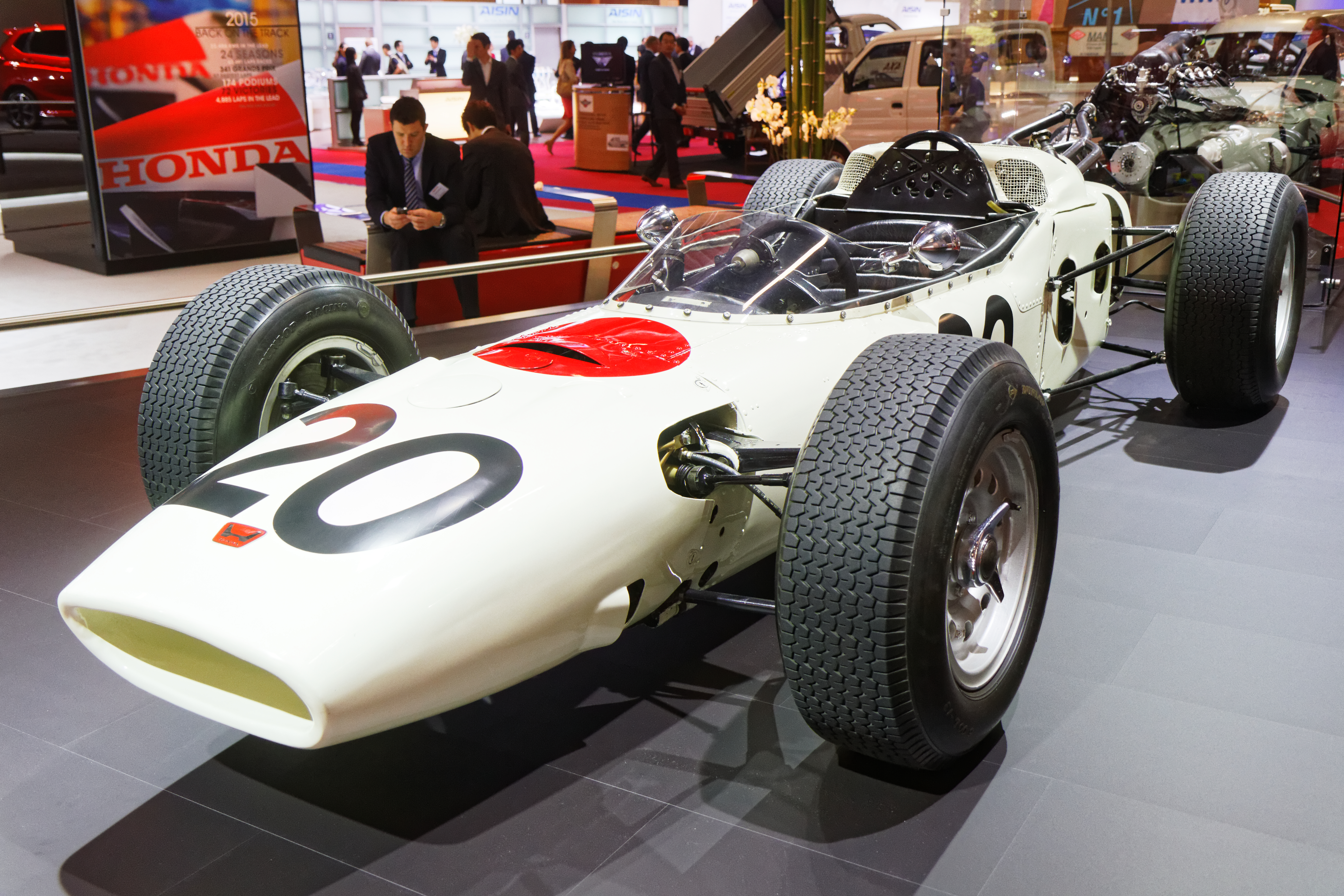
RA271（1964年）
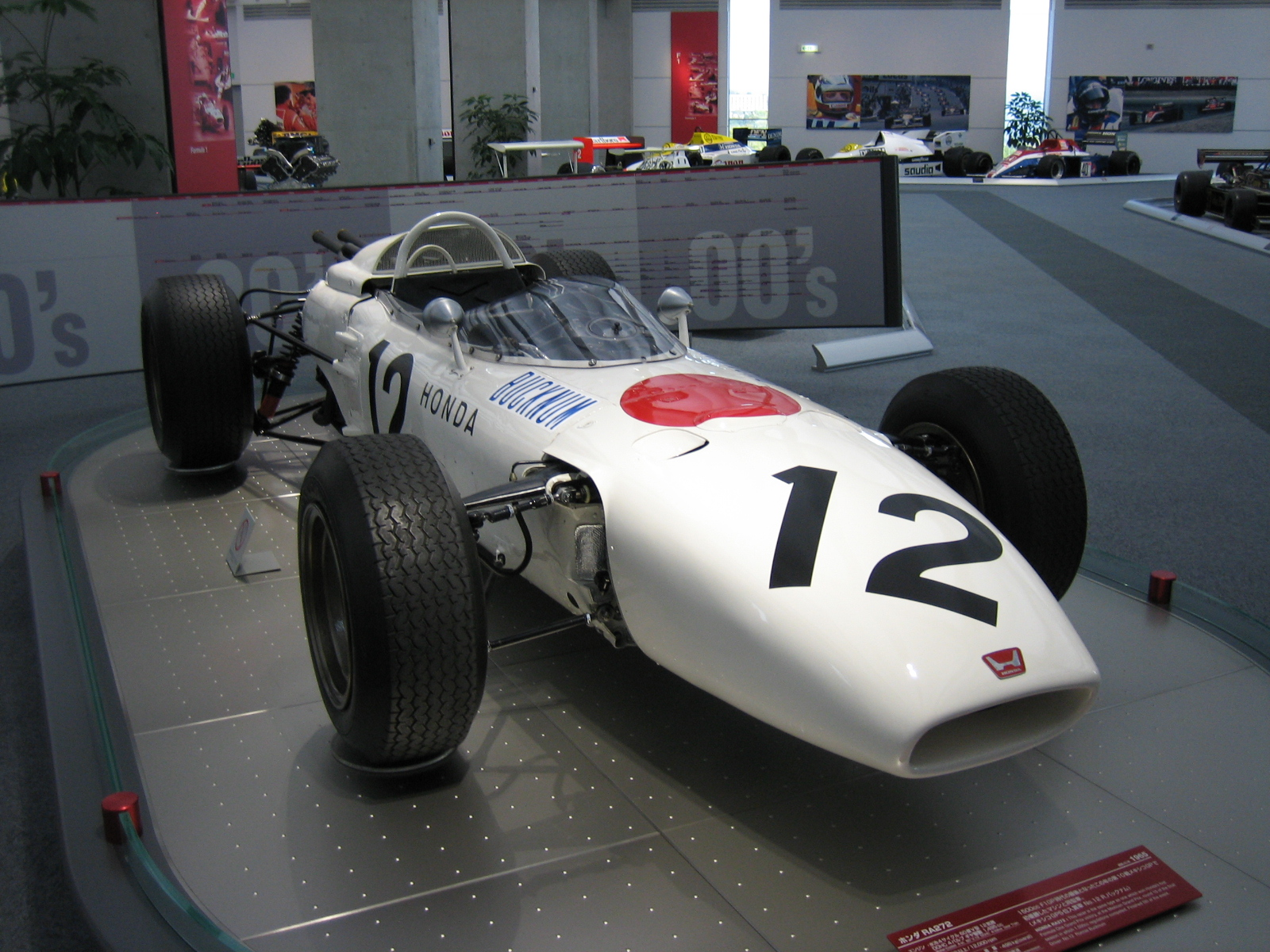
RA272（1965年）
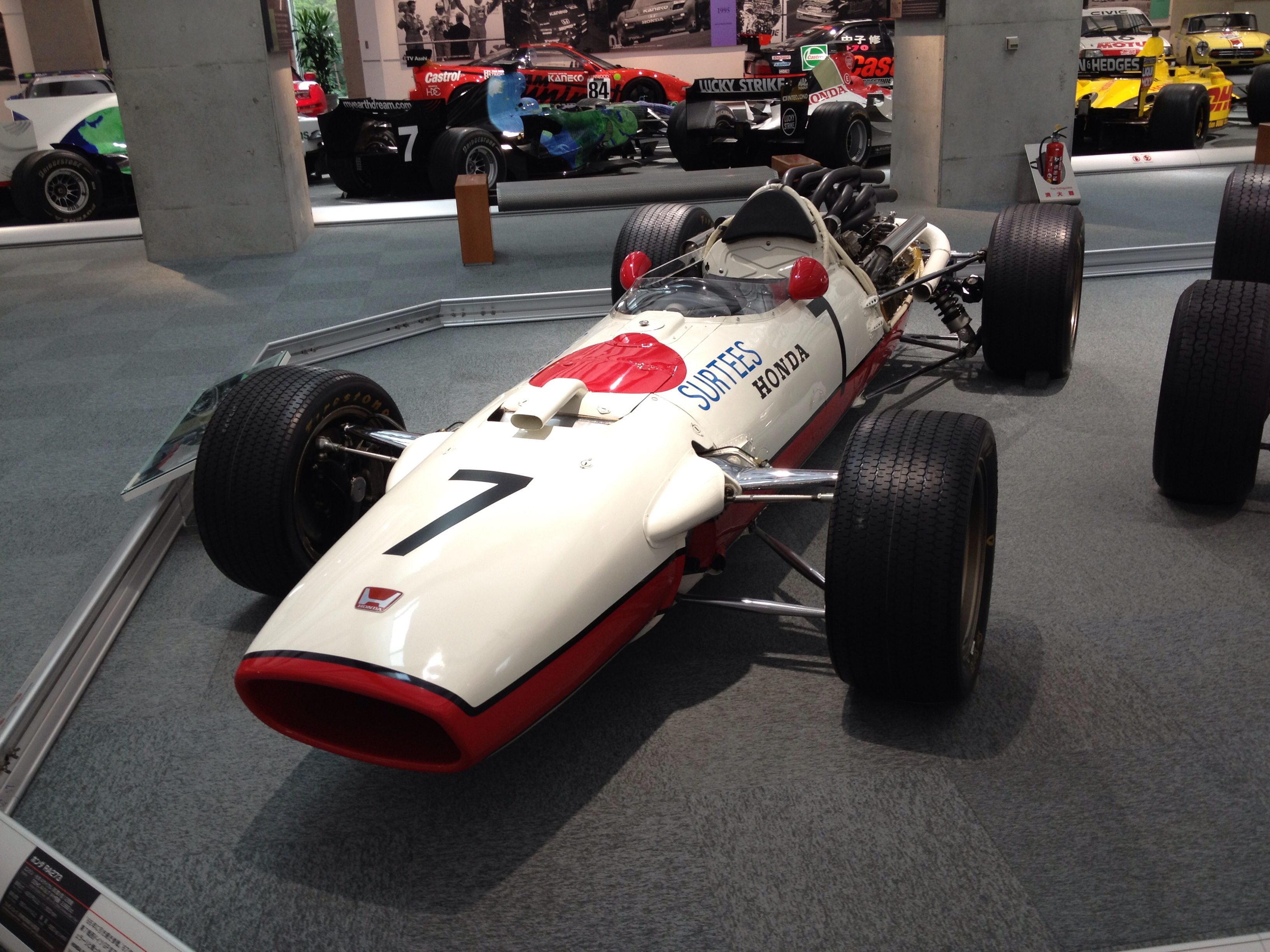
RA273（1966年 - 1967年）
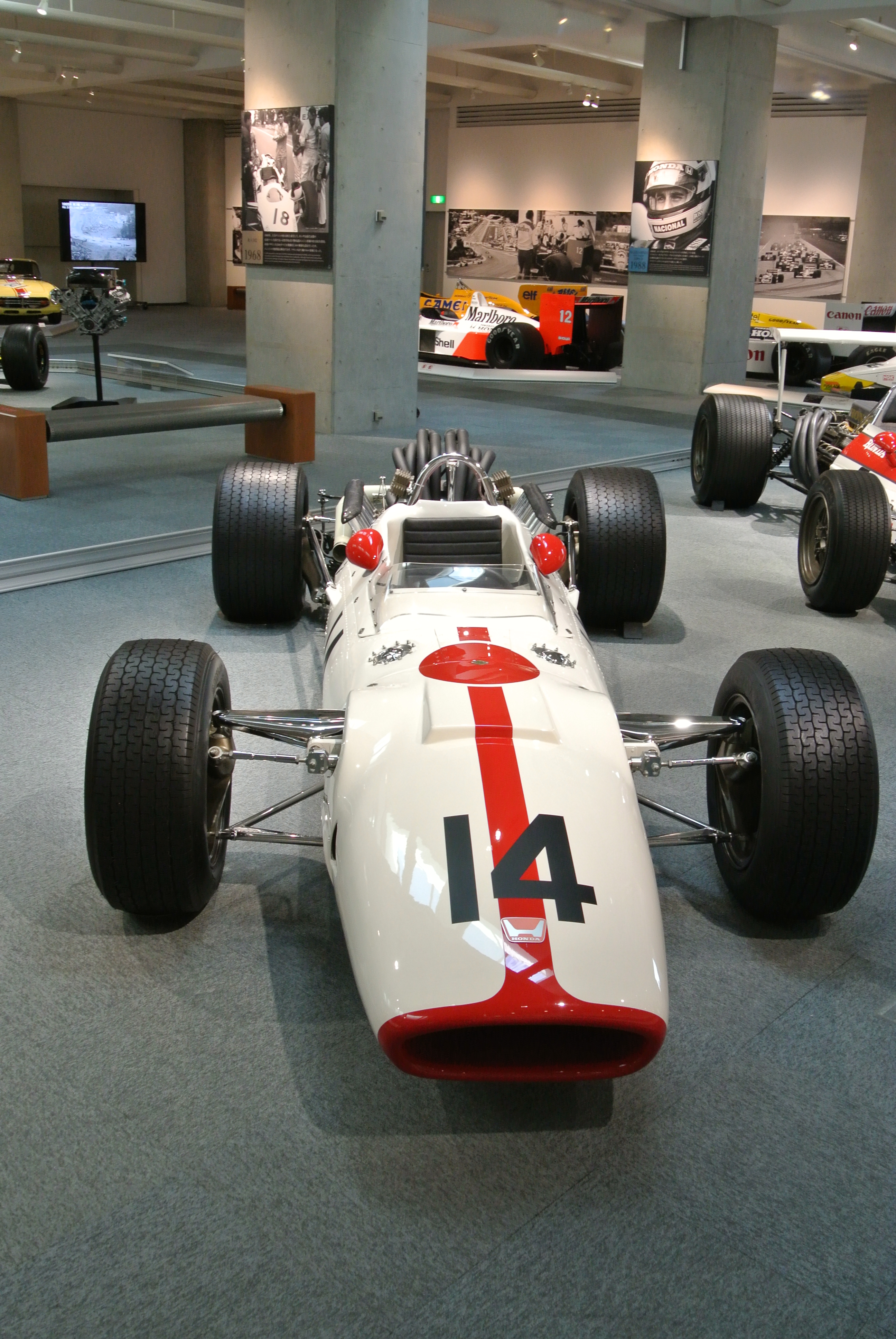
RA300（1967年）
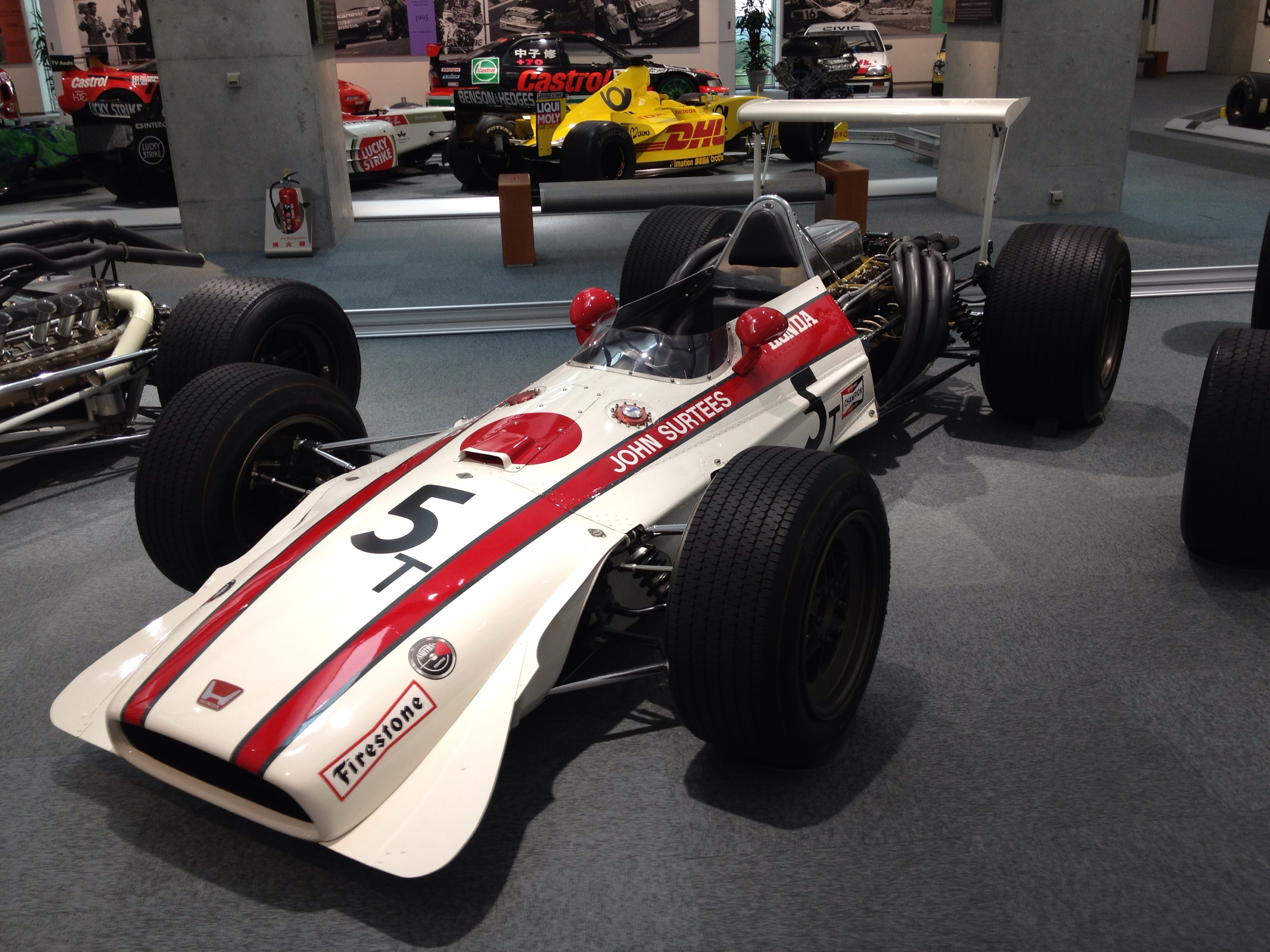
RA301（1968年）
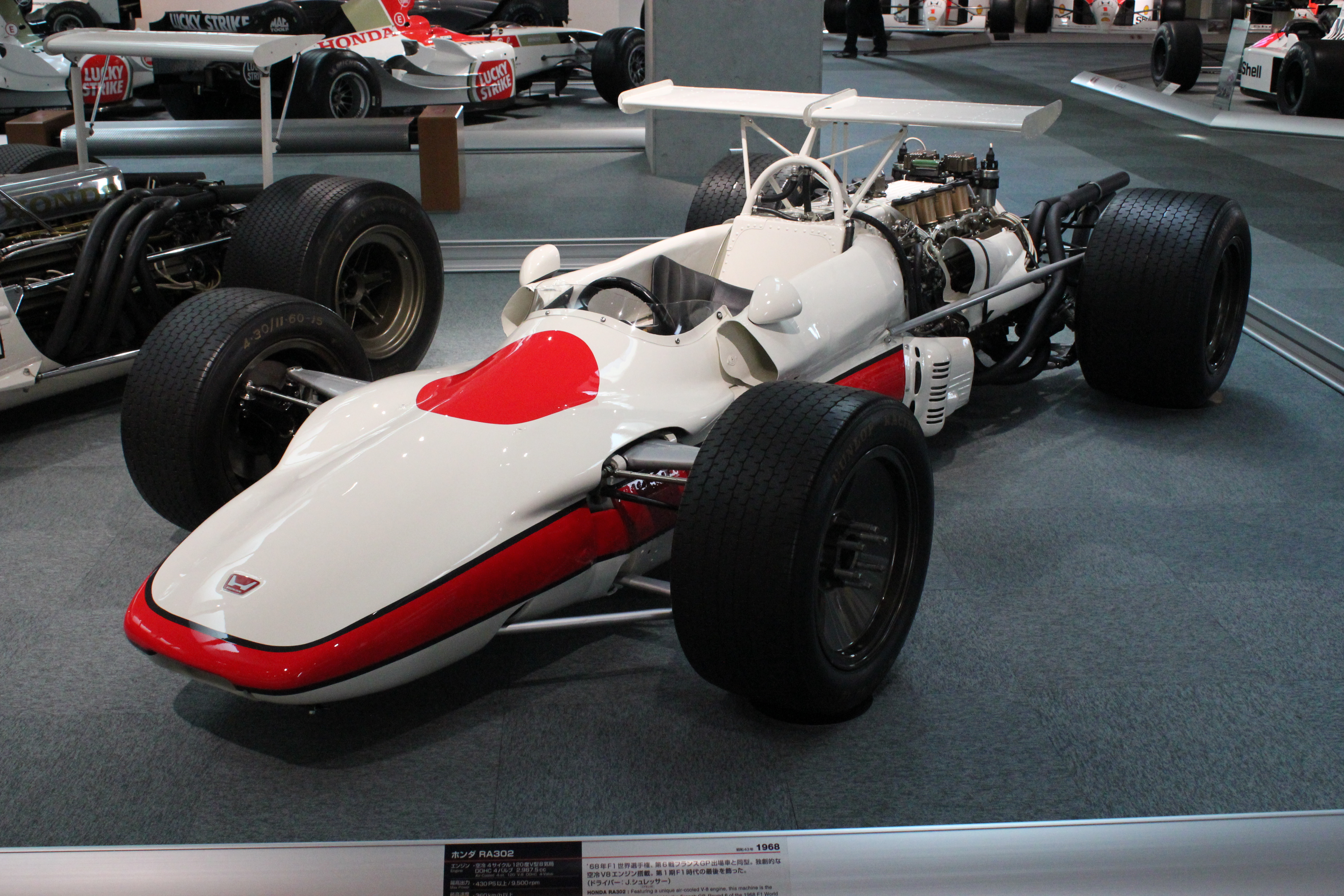
RA302（1968年）

## 第2期（1983年 - 1992年）
1970年
- 4月、前年までの社内の「空冷水冷論争」を経て、ホンダは社長の本田宗一郎と副社長の藤沢武夫による指導体制から、河島喜好、川島喜八郎、西田通弘、白井孝夫の4人の専務による集団指導体制に移行する[168]。
- 4月17日、ホンダが鈴鹿製作所のメディア見学会を開催する[169]。この際、本田宗一郎がインタビューに応え、F1にはできるだけ早く復帰するつもりだが、市販車の排気規制対策や安全対策などの山積する問題を解決した後で始めたいと述べる[169]。

1971年
- 4月、本田宗一郎が本田技術研究所の社長を退き、河島喜好が後任となる[170]。
- 6月、ライフ（初代）を発売[170]。同車のエンジンの設計を終えた川本信彦は、若手の桜井淑敏ら少数の技術者たちが開発を進めていたCVCCエンジンの設計陣のリーダーとなり、桜井らと協働を始める[170][171][注釈 64]。

1972年

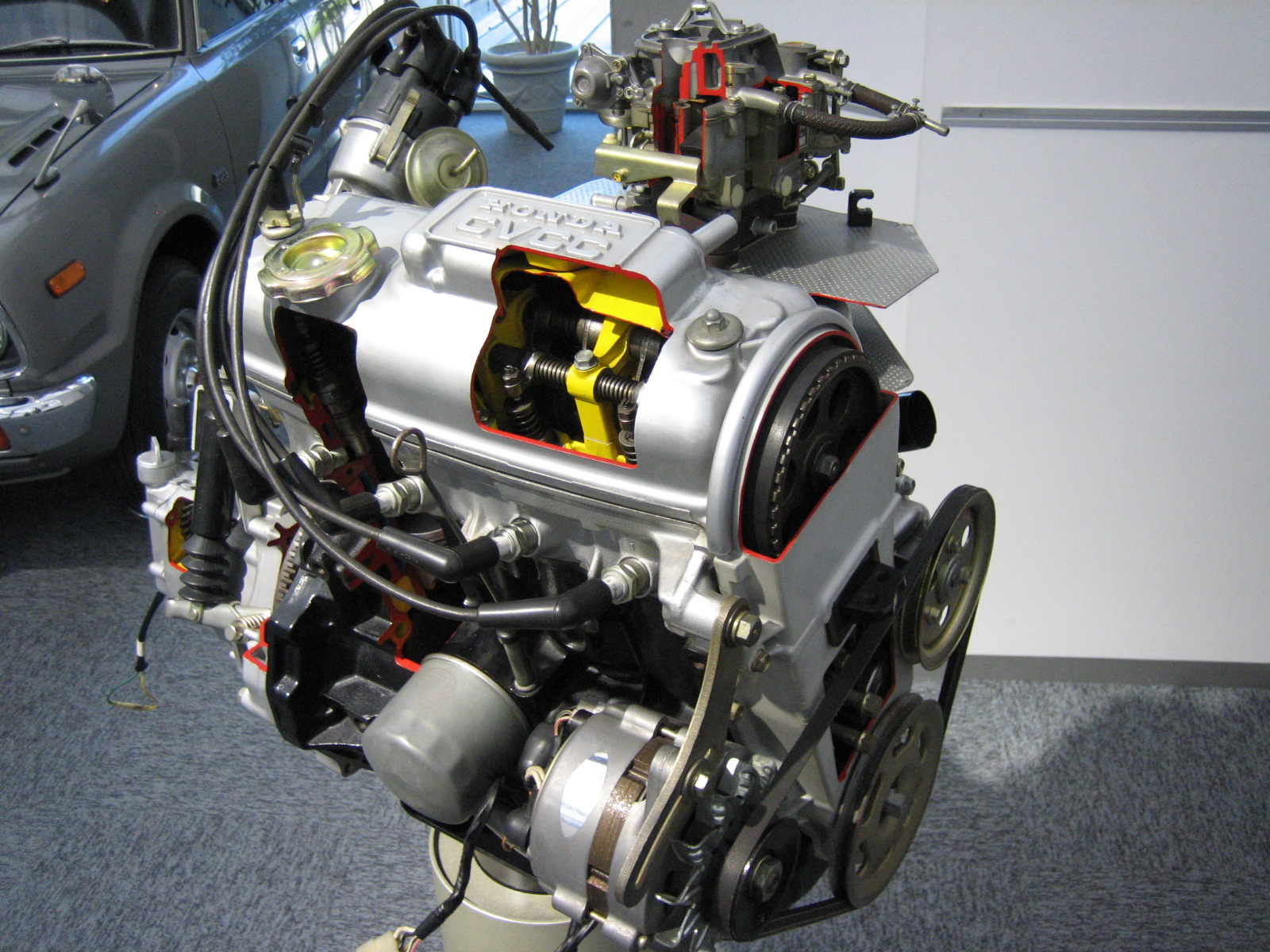
CVCCエンジン。設計は久米で、久米が設計したF2エンジン（RA302E）が原型になったと言われている。

- 7月12日、シビック（初代）を発売[W 40]。その燃費性能は高く評価され、1970年代半ば以降、日本国内と北米でヒットを記録する[W 41][注釈 65]。
- 10月11日、CVCCエンジンの完成と翌年に搭載車を発売することを発表する[173][W 42]。12月に米国で環境保護局（EPA）によって実施された試験に合格し、CVCCエンジンはマスキー法（1975年規制）に適合した合格第1号となる[173][W 42][注釈 66]。
- 暮れ、ホンダを退職することを決意した川本信彦と木村昌夫が渡英して、コスワースへの移籍交渉を行う[172][174][注釈 67]。話はまとまり、川本は年明けに退職を願い出て2ヶ月ほど出社しなくなるが、上司の久米是志に慰留されて翻意する[172][注釈 68]。

1973年

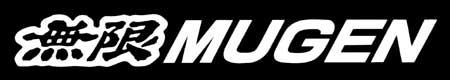
「無限」設立（1973年）

- この年はホンダの創立25周年にあたる[176]。
  - これを機に本田宗一郎と藤沢武夫が正式に社長、副社長を退任するということが年半ばに公になり、ホンダの世代交代が世間一般でも話題になる[177]。
  - 記念事業の一環として、F1車両を含め、ホンダ製品を保存する「記録館」の設立が提案される[178][176]。しかし、「過去は振り返りたくない」という本田宗一郎の意向により、設置は見送られる[178][注釈 69]。
- この年、それまでのRSC（Honda Racing Service Club）が正式に法人化され、RSC（Honda Racing Service Center）が子会社として設立される[104]。
- 3月、二輪のデイトナ200マイルレース（英語版）で、RSCがCB750RACERを投入する[W 43]（ライダーの隅谷守男が入賞）。ホンダはこの車両で施されたトリコロール（赤・白・青）の塗装をその後も二輪のレースにおいて用いるようになる[W 43]。後のF1の第2期参戦においても、スピリットの車体カラーリングや、ホンダスタッフのユニフォームの意匠としてトリコロールが用いられることになる。
- 3月26日、本田宗一郎の息子である本田博俊が、自動車レース関係の部品の開発や製造を手掛ける会社として、無限（後のM-TEC）を設立する[179][171]。所在地は埼玉県朝霞市。ホンダとの資本関係はないが、創業には川本信彦が関わり[注釈 70]、本田技術研究所の和光研究所の近傍に位置することから、8月に完成した無限の工場に研究所の技術者たちが出入りし、FJ1300用エンジンの開発などレース関連の作業を私的な活動（自己啓発活動）として行うようになる[172][180][注釈 71]。
- 9月24日、ホンダが創立25周年を迎える。
- 10月、本田宗一郎がホンダの社長を退任し、河島喜好がホンダの2代目社長に就任する[177]。社長を退任した本田は会長や相談役といった役職には就任せず、取締役最高顧問となる[182][W 5][注釈 72]。
- 11月、本田技術研究所の二輪車の研究・開発部門が独立し、埼玉県朝霞市において「朝霞研究所」として発足する[W 10]。これに伴い、従来の和光市（1970年に市制施行）の研究所は「和光研究所」と呼ばれるようになり、引き続き四輪の研究・開発が行われる[W 10]。

1974年
- F1において、ブラバムのオーナーであるバーニー・エクレストン、ロータスのコーリン・チャップマン、ティレルのケン・ティレルらによって、フォーミュラ・ワン・コンストラクターズ・アソシエーション（「F1CA」。この通称は1977年から「FOCA」に変更[184]）が設立される[185]。F1CAの会長に就任したエクレストンの下、以降、F1においては急速に商業化が進んでいき[185]、ホンダが第1期参戦をしていた1960年代とは様相を異にしていく。

1976年
- 5月、アコード（初代。「アコードCVCC」）を発売[175]。同車はホンダの四輪車事業にとってシビックと並ぶ最大のヒット商品となり[175]、その後の同社の屋台骨を支えることになる。1970年代に他の自動車メーカーが苦境にあったのを尻目に、ホンダの売上は伸び続け、第1期最終年である1968年時点で1930億円だった同社の年間売上は、1977年には8490億円を記録し、9年で4.4倍の伸びを示した[175]。

1977年
- ホンダ社長の河島喜好は兼務していた本田技術研究所の社長を退任し、久米是志が後任となる[175]。
- 7月、F1の第11戦ドイツGP（英語版）が開催される。このレースで100勝目を記録する予定だったグッドイヤーが、同社のF1における初優勝を記録したリッチー・ギンサーとホンダの中村良夫を開催地のホッケンハイムリンクに招待する[186][W 31]。
- 10月31日、和光研究所において、二輪と四輪の世界選手権に復帰するかを検討する会議が二輪・四輪両部門の合同で開催される[175][187]。二輪の復帰がすんなりと決まった一方、四輪（F1）については（フルワークス体制では）量産車の開発リソースの割かれる割合が大きいことなどから難色が示される[175][187][注釈 73]。
  - F1復帰に反対の意向を示した川本信彦だが、F1を一番やりたがっていたのも川本で[32]、エンジンサプライヤーとしてならば復帰は可能と考え、F2用エンジンの設計を自宅で密かに始める[175]。
- 12月31日、川本信彦がF2用エンジンの設計図を持って久米是志の自宅を訪問し、レースエンジン設計の黙認を得る[175][189][190][W 44][注釈 74]。

1978年

- 1月、新年の会見で、ホンダ社長の河島喜好が「グランプリ」復帰宣言を行い、二輪と四輪のレース参戦を再開することを表明する[191]。
- 時期不明、本田技術研究所で、四輪用レースエンジンの基礎研究のため、単気筒の試験用エンジン（K-0エンジン）が有志によりゲリラ的に試作される[192]。
- 夏、本田技術研究所の市田勝已が業務外にトヨタのエンジンをチューニングしてF2用エンジンの設計をしていることが露見し、それを知った川本信彦は市田に叱責を与えるとともに、自身のF2エンジン設計計画に勧誘する[175][193]。
- 10月、FIA内の組織である国際スポーツ委員会（CSI）の会長選挙が行われ、ジャン＝マリー・バレストルが新会長に選出される[194][195][W 46]。バレストルの発案により、同年中にCSIは改組され、国際自動車スポーツ連盟（フランス語版）（FISA）が発足する[W 46][注釈 75]。F1における統括団体（規則の策定を手掛ける）であるFISAとバレストルは1980年代のF1において大きな影響力を行使していくことになり、ホンダもその影響を受けることになる。
- 11月25日、敷地を国に返還し閉鎖することが決まっていた荒川テストコースで、ほぼ全てのホンダ車による走行会が行われ、F1車両ではRA272とRA302が走行を行う[196]。
- 12月初旬、川本信彦、市田勝已、北本徹の3名がF2用エンジンの設計に着手する[175][197][189][190][W 44]。川本らは本栖湖湖畔のホテルに約2週間こもり、エンジンのレイアウト設計図を作成する[198][189][注釈 76]。

1979年
- 6月29日、この年のF1の第7戦フランスGPで、ルノーがターボエンジン搭載車としてのF1初勝利を成し遂げる。ホンダは同時期に進めていたF1の先行検討にあたって、F1用エンジンとしてターボチャージャーの搭載を検討し始める[199]。
  - その後、ルノーは翌1980年には3勝を挙げ、1981年シーズンからはフェラーリもターボエンジン（ルノーと同じV型6気筒）の搭載を始める。F1においてターボエンジンが急速に有力となり、ターボエンジンの供給メーカーを求める機運が高まることになる[200][201]。
- 7月、F2用の試作エンジンの初号機が組みあがり、夏季休暇後に火入れ式が行われる[175]。この時期から、同エンジンの開発は研究所の正式な研究開発として扱われ始める[192]。

1980年
- 2月、F2用エンジンの供給先の開拓が行われ、この時点ではF3しか作っていなかったラルトに車体の製作を依頼する[201]。
- 3月、イギリス・ウェイブリッジ（英語版）のラルトにRA260Eエンジンのモックアップが持ち込まれ、F2用シャシー（RH-6-80）の製作が始まる[192]。
- 6月3日、グッドウッド・サーキットにおいて、ラルト・RH-6-80のシェイクダウンが行われる（ドライバーはナイジェル・マンセル）[192]。
- 6月7日 - 8日、シルバーストン・サーキットで開催されたこの年のヨーロッパF2選手権の第6戦で、ホンダエンジンを搭載したラルト・RH-6-80がデビューする（このレースではナイジェル・マンセルのみの1カーエントリー）[201][192]。ホンダは14年ぶりにヨーロッパF2への復帰を果たす[201][192]。
- 秋、マクラーレンのロン・デニスが川本信彦に手紙を出し、当時のF1チームの中では一番最初にホンダとの接触を図る[201][注釈 77]。翌年、日本で何度か接触が持たれる[201]。

1981年
- 1月19日、F1において最初のコンコルド協定が結ばれる。以降、レギュレーション策定やレースごとの裁定などは引き続きFISA（バレストル）が受け持ち、興行面はFOCA（バーニー・エクレストン）が受け持つ役割分担が定着する[204][205][注釈 78]。
- 2月、F2の参戦体制について、この年から2カー体制として、車体はラルトがワークス車両として製作することを発表する[206]。
- 3月、ホンダとウィリアムズの間でF1におけるエンジン供給に向けた最初の接触が行われる[207][注釈 79]。
- 3月29日、この年のヨーロッパF2の開幕戦シルバーストンで、ラルト・ホンダのマイク・サックウェルがポール・トゥ・フィニッシュで、ホンダのF2復帰初優勝を挙げる[201]。しかし、この年のエンジンは高速サーキット以外では低調という特性があり、その後のレースはサックウェル、チームメイトのジェフ・リースともに優勝に手が届かないレースが続く[201]。
- 8月9日、ヨーロッパF2の第9戦スパ・フランコルシャンで、ホンダは改良エンジンを投入する[201]。この新エンジンを得て、第9戦と第10戦（ドニントン・パーク）をリースが連勝し、ランキングトップとなる。
- 8月24日、ホンダの後ろ盾を得たジョン・ウィッカムとゴードン・コパックがF2の新チームである「スピリット・レーシング」の設立を発表する[209][210][注釈 80]。
- 9月6日、ヨーロッパF2の第11戦ミサノで2位を獲得したジェフ・リースが、最終戦を残して、その年のヨーロッパF2チャンピオンを確定させる[201]。この頃から、ヨーロッパではホンダがどのF1チームにエンジンを供給するのか話題になり始める[201]。
- 11月末、全日本F2の鈴鹿グランプリにおける会見で、久米是志が「当面はF2に専念し、F1参戦は1985年をめどにしたい」と述べる[211]。

1982年

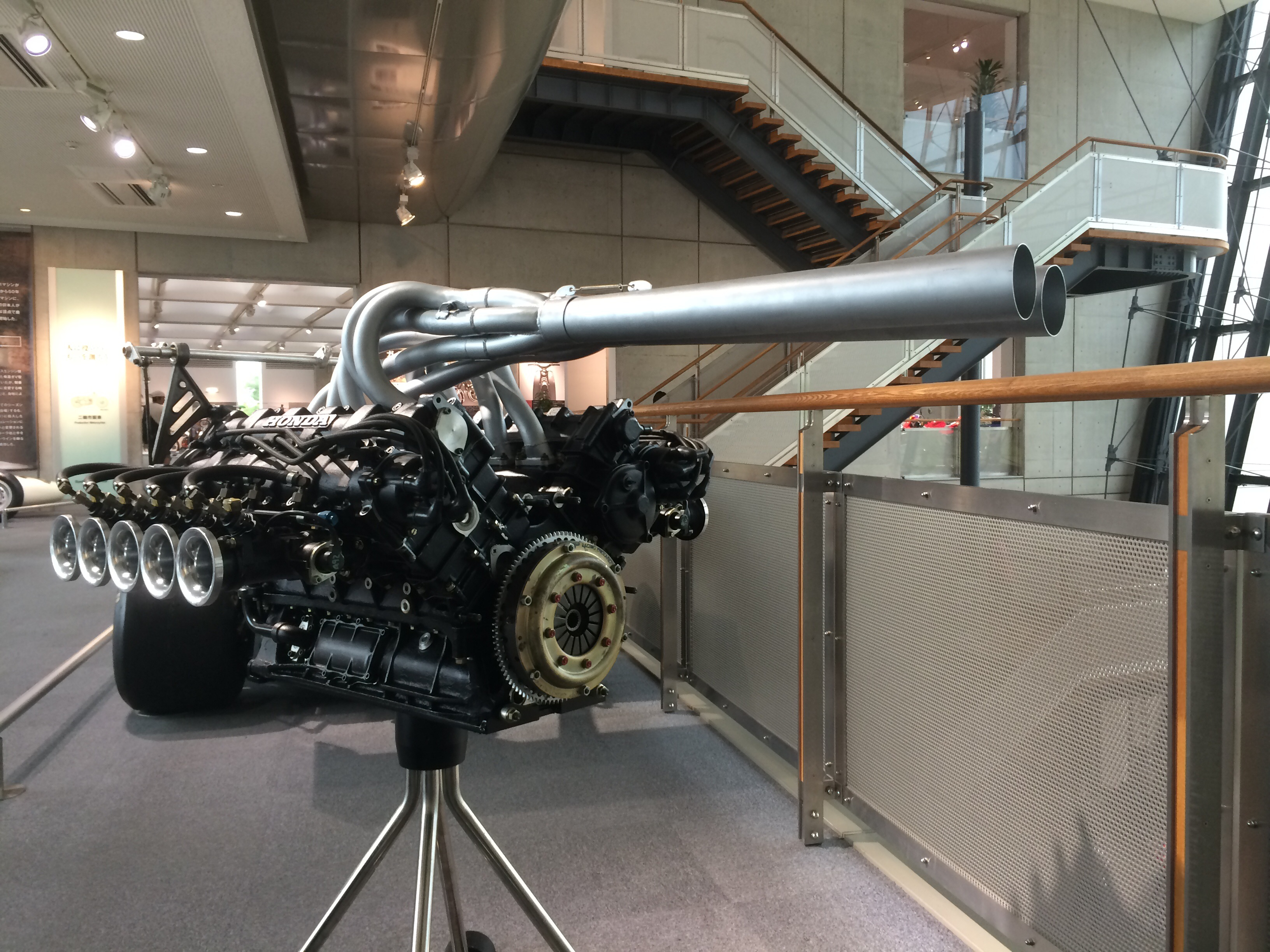
検討用に試作されたV10エンジン（1982年）

- この年、和光研究所でF1参戦に向けた準備が始まる[10][注釈 82]。エンジンについて、自然吸気3.0リッター、ターボ・1.5リッター、気筒数はV型10気筒、V型6気筒などの基本骨格が様々な組み合わせで比較検討された結果、F2用の2リッターV6エンジンをベースとした1.5リッターターボエンジンを採用することが決定される[10]。
- この年のヨーロッパF2には、ラルトとスピリットの2チーム・4カー体制で参戦する[212]。強力な布陣で挑み、スピリットのティエリー・ブーツェンが最終戦までタイトル争いに踏みとどまったものの、タイトルは僅差でマーチ・BMWのものとなる[212][注釈 83]。
- 4月、栃木県芳賀町に本田技術研究所の新社屋が完成する（栃木研究所）[W 10]。四輪の研究・開発部隊は1986年にかけて徐々に新施設に移っていく[W 10]。
- 5月、スピリットにF1の車体製作を依頼する[210]。
- 7月、第9戦オランダGPに際して、FISAが翌年のレギュレーション変更案を発表し、その中で、F1車両の燃料タンクの容量（従来は無制限）を1983年から最大225リットルに制限し、レース中の再給油も禁止を明記するという案が示される[215]（議論の末、1984年から最大220リットルに規制ということで決定[212]）[注釈 84]。ホンダ（川本信彦）はこの時点ではF1でV型10気筒のターボエンジンを採用することを考えていたが、燃費の問題からその方針は変更を強いられ、V型6気筒のターボエンジンを採用することになる[212]。
- 夏（夏季休暇）、万座プリンスホテルに川本信彦、北元徹らがこもり、F1用のV6ターボエンジンの設計を行う[212][注釈 85]。それ以前から構想が進められていたことや、F2用エンジンの設計を流用していることから進捗は速く、秋にはエンジンが完成する[212]。
- 9月1日、既存のRSCとNRテクノロジーグループに代わって二輪のモータースポーツ活動を担う組織として、ホンダ・レーシング（HRC）が発足する（2021年までは二輪専業の組織）。
- 秋、F1用1.5リッターV型6気筒ターボエンジンの最初の試作機が完成する[212]。
- 11月24日、シルバーストンサーキットで、スピリット・ホンダのF1車両の初テストが行われる[200][216][217][218][注釈 86]。

1983年（エンジン供給開始）
- この年から翌年にかけては、本田技術研究所はレジェンド（初代）、インテグラ（初代）、アコード（3代目）といういずれも1985年に発売されることになる車種の開発にかかりきりとなっており、F1とF2の開発計画は少数の人員で進められる[219]。
- スピリットはF1参戦に向けたテストを行うことになり、この年のヨーロッパF2ではラルトのみにエンジンを供給する[212]。ドライバーのマイク・サックウェルとジョナサン・パーマーが中盤戦から連勝し、パーマーがこの年のF2チャンピオンとなる[212]。
- 2月4日、FISAが1983年シーズンのF1の暫定版エントリーリストを公表し、その中に「スピリット・ホンダ」の名が記載される[210]。
- 2月、米国のウィロースプリングス・レースウェイで、スピリット・ホンダのF1車両の本格的なテスト走行が行われる[212]。
- 2月、ジャック・ブラバムがF1におけるホンダのコンサルタントを引き受ける[212][注釈 87]。ブラバムの助言により、F1参戦にあたってウィリアムズに供給するという方針が固まる[212][注釈 88]。
- 3月8日、ジュネーヴ国際モーターショーで、ホンダがF1復帰を発表する[221][210]。
- 3月、ウィリアムズにF1用エンジンを供給するということで、具体的な交渉が始まる[212][注釈 89]。
- 4月、スピリット・ホンダがF1車両を用いた非選手権のひとつであるレースオブチャンピオンズ（英語版）に参戦する[222][218]。
  - ドライバーは、ステファン・ヨハンソンの1カーエントリーで、スピリット・ホンダは最後に参戦した9月の第14戦ヨーロッパGPまで1カーエントリーとなる。
- 6月、ウィリアムズとの間でF1エンジンの独占供給契約（1984年からの3年間）が結ばれる[212][210][注釈 90]。
- 6月、ヨーロッパF2で前半戦は苦戦していたラルト・ホンダが、第7戦ハラマと第8戦ドニントンを連勝する[219]。このタイミングでF1のスピリット・ホンダも目途が立ち、F1の本選手権への参戦を始めることが決まる[219][注釈 91]。
  - F2における連勝はその後も続き、1984年シーズンの第6戦ポーまで勝ち続け、12連勝を達成する[223]。
- 7月17日、第9戦イギリスGPにスピリット・ホンダが参戦し、ホンダはF1に復帰する[218]。（第2期参戦の始まり）
- 7月、総監督代理としてイギリスに駐在してF1とF2のレースマネージメントを任されていた宮木清に健康問題が発覚し、社命で日本に強制帰国させる[219]。これにより、レースの指揮は監督の土師守のみに託されることになる[219]。
- 8月12日、第11戦オーストリアGPに際して、ホンダとウィリアムズに既に翌年に向けた提携関係があることが公表される[210][207]。
- 9月初め、ウィリアムズにホンダエンジンが初めて送られる[219]。
- 10月、河島喜好がホンダの社長を退任し、久米是志がホンダの3代目社長に就任する。
- 10月、最終戦（第15戦）南アフリカGPにおいて、翌年に向けて開発されていたウィリアムズ・FW09が前倒しで投入され[219][207]、ホンダはウィリアムズへのエンジン供給を開始する[218]。これに伴い、スピリットへのエンジン供給は終了する（スピリットは最終戦を欠場）[219][210]。
  - ウィリアムズ・ホンダのドライバーはケケ・ロズベルグとジャック・ラフィットで、翌年もこのラインナップが維持される。
- 11月、イギリス・ディドコットにおいて、ウィリアムズが手狭になった旧ファクトリーの近くに新ファクトリーを建設する[224]。併せて、そのファクトリー内にホンダのエンジン作業場も設けられ、ホンダはヨーロッパにおいてもエンジンの整備、リビルド、ダイナモテストなどが段階的に可能となる[224]。

1984年

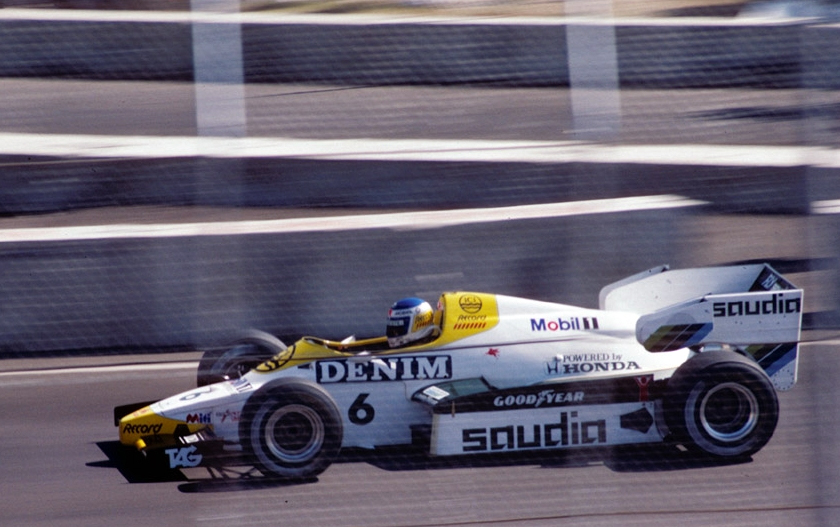
ウィリアムズ・FW09（1984年第9戦ダラスGP）。このレースでケケ・ロズベルグがウィリアムズ・ホンダの1勝目を記録。

- 2月8日（水）から11日（土）にかけて、鈴鹿サーキットでウィリアムズ・FW09の走行テストが行われる（ドライバーはケケ・ロズベルグとジャック・ラフィット）[225][226]。日本国内でF1車両が走行するのは1977年日本グランプリ以来のことで[227]、最終日の11日は約15,000人の観衆がサーキットを訪れた[226]。テスト走行はフルコースと東ショートコースを使い分けつつ行われた[226][注釈 92]。
- 3月、開幕戦ブラジルGPが開催される。ウィリアムズ・ホンダはケケ・ロズベルグが2位表彰台を獲得して幸先の良いスタートを切るが、ホンダを含め、ほとんどのターボエンジンはこの年から導入された燃費制限やそれに付随するターボチャージャーのトラブルの解決に苦慮し[注釈 93]、それらをいち早く解決していたマクラーレン・TAG（ポルシェ）が序盤から選手権を独走する[219]。
- 7月8日、第9戦アメリカGP（ダラスGP）で、ウィリアムズ・ホンダが初優勝する。この勝利は、ドライバーのケケ・ロズベルグの技量、コースの特性、ライバルの脱落に助けられたことによって得られたもので、ホンダにとってはエンジンの改善が引き続き課題となる[219]。
- 7月22日、第10戦イギリスGPでウィリアムズ・ホンダはダブルリタイアに終わる[228][注釈 94]。
- 7月末もしくは8月初め、川本信彦がF1の総監督を退任する[228]。川本は桜井淑敏を後任に任命し、同時に、市田勝巳もF1用エンジンの開発に復帰させる[228][注釈 95]。桜井は市田の下に若い設計エンジニアらを入れて、RA164Eエンジンを突貫作業で改良させる体制を敷く[228]。
- 9月、桜井淑敏が正式に総監督に就任する[229]。
- 9月、第14戦イタリアGPにおいて、改良を施したRA164Eエンジンを4台投入するが、それらは金曜の予選で全て壊れる[228]。決勝もウィリアムズ・ホンダの2台はどちらもエンジントラブルにより、リタイアに終わる[228]。続く10月の第15戦ヨーロッパGP（ニュルブルクリンク）も、ウィリアムズ・ホンダはエンジントラブルによりレース開始早々にダブルリタイアとなり、現地でこれを見た桜井淑敏と市田勝巳はエンジンを抜本的に見直し、新設計のエンジンを開発することを決断し、レースチームでエンジニアを務めていた後藤治を交えて、ニュルブルクリンクのホテルにおいて新エンジンの検討が始まる[228]。
- 9月23日、この年のヨーロッパF2の最終戦（第11戦）が開催され、ラルト・ホンダはこのレースは3位（ロベルト・モレノ）に終わったものの、シーズン11戦で9勝し[228]、マイク・サックウェルとモレノでチャンピオンとランキング2位を独占する結果となる。
  - ラルト・ホンダが圧勝した一方、ラルト以外の全チームにエンジンを供給していたBMWはF2からの撤退を表明し、ヨーロッパF2はこの年限りで消滅することになる[228]（翌年からは国際F3000に移行）。F2を潰す元凶になったということで、ホンダはやり過ぎだと様々な批判を受けることになった[228]。
- 11月26日、ウィリアムズがキヤノンと翌年以降のスポンサー契約を結び、翌年からはエントリー名を「キヤノン・ウィリアムズ」に改めることを発表する[224][230][注釈 96]。しかし、ホンダはこれに難色を示し[注釈 97]、チームと交渉の末、エントリー名は「キヤノン・ウィリアムズ・ホンダ」とすることに落ち着く[230]。
- このシーズンオフから、鈴鹿サーキットで、中嶋悟とウィリアムズ車両によってエンジン開発のための定期的な走行テストが行われるようになる[233][234][235]。
- 暮れ、市田勝已、北元徹、小川徹が新宿のホテルに1、2週間こもり、新型エンジン（RA165E）の設計を密かに行う[236][228][237]。

1985年

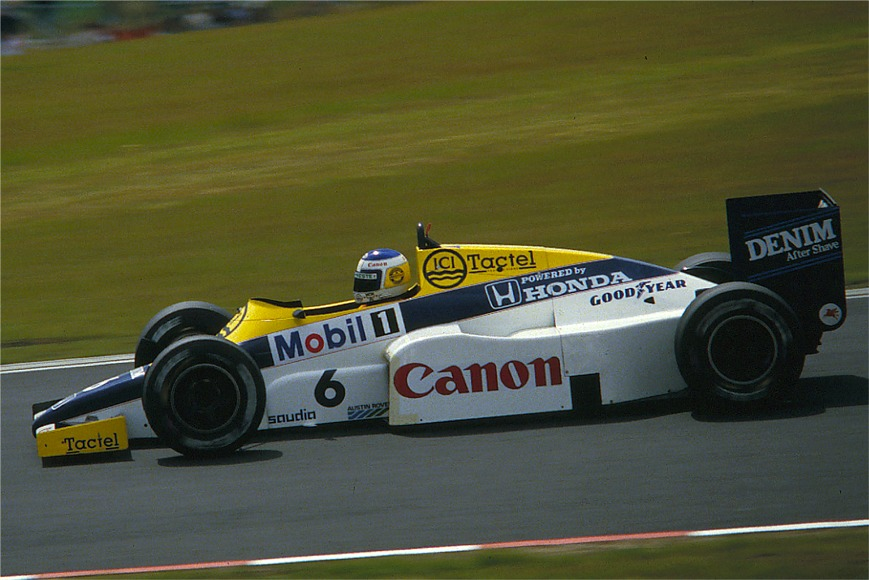
ウィリアムズ・FW10を駆るケケ・ロズベルグ（1985年第9戦ドイツGP）

- この年からイギリスでもエンジンメンテナンスを行うことが可能となる[237]。
- この年、各メーカーのターボチャージャー搭載エンジン（予選仕様）の出力が1000馬力近くなったことを憂慮したFISAは、調査グループのモチュール・モデルン協会に「エンジンの最高出力を700馬力から800馬力に抑える手段」についての研究をするよう指示し、1986年シーズン開幕前にその調査報告書が公開されることになる[238]。
- 1月末、市田勝巳らによる新設計エンジン（RA165E）の設計が終わる[228]。しかし、川本信彦の意向には反したものであるため、川本に味方する製造部門のベテランエンジニアが組立てを拒否し、組立が終わるのは3月末まで遅れる[228][239]。
- 3月、ウィリアムズがラフィットに代えて契約したナイジェル・マンセルが来日し、中嶋悟とともに鈴鹿サーキットで公開テストを行う[240]。マンセルは中嶋とともに1年を通じてテストに熱心に貢献し、ルノーとの特性の比較も可能となったことで開発の参考となる[240][241]。
- 4月7日、開幕戦ブラジルGPが開催される。ウィリアムズ・ホンダのドライバーは、ロズベルグは残留し、マンセルとのコンビとなる[233]。桜井らは新設計エンジンの開発を密かに進めつつ、（川本信彦の命令に従い）旧設計のRA164Eエンジンの改良も行い、改良型RA164Eエンジンは信頼性が向上したことでターボチャージャーの過給圧を前年よりも上げることが可能となる[228]。これにより、開幕戦は予選で2番手と5番手というF1復帰以降で最上位を記録し、決勝でもロズベルグが一時はトップを快走した[233]。
- 4月中旬、新設計エンジン（RA165E）のベンチテストが始まる[233]。
- 5月、ナイジェル・マンセルが（川本信彦には極秘で）日本に招かれ、鈴鹿サーキットでRA165Eエンジンの実走テストを行い、同エンジンを絶賛する[233]。マンセルはイギリスに帰国した後、その話をチーム内に広め、新エンジンの存在はフランク・ウィリアムズを経由して川本の知るところとなる[233]。この段階に至って川本は新設計エンジンの投入を承認し、ヨーロッパでも実走テストが始まる[233]。
- 6月中旬、第5戦カナダGPにおいて、従来のRA164Eエンジン（Dスペックエンジン）に代わって、新設計のRA165Eエンジン（Eスペックエンジン）が投入される[10][237]。初戦から上位チームに匹敵するほどウィリアムズ・ホンダの戦闘力は向上し[233]、2週間後に開催された第6戦アメリカGP（デトロイトGP）ではレースを支配し、ウィリアムズ・ホンダとしての2勝目が達成された[242]。
  - このRA165Eエンジンで第2期のエンジンの基本骨格が確立し、NAエンジンとなった1989年以降も受け継がれていくことになる[237]。
  - カナダGPでロズベルグに容易くオーバーテイクされたアイルトン・セナ（ロータス・ルノー）は、ホンダの新型エンジンの出力に感銘を受け、ロータスにホンダの採用を強く要望する[243]。
- 7月、第7戦フランスGPの予選でケケ・ロズベルグがトップタイムを記録し、ウィリアムズ・ホンダにとって初となるポールポジションを獲得する[242]。しかし、チームはタイヤトラブルに悩まされ、マンセルは予選で発生したタイヤバーストによりクラッシュを喫したため決勝を欠場し、ロズベルグもタイヤの異常な摩耗により余分なピットストップを強いられ、2位に終わった[242]。以降のレースも同様の症状が続き、車体の足回りに原因があると推測したホンダはウィリアムズに改良を望むが、聞き入れられない状態が続くことになる[241][233][242]。
- 7月、第8戦イギリスGPの予選でケケ・ロズベルグが2戦連続でトップタイムを記録してポールポジションを獲得するとともに、1ラップの平均時速としてはF1史上で最速となる時速258.888 kmを記録する[242][注釈 98]。あまりの速さから何らかの違反をしていることが疑われ、予選終了後に主催者立会いの下でエンジンの分解が命じられ実行されたが、何の違反も見つからず、ホンダのエンジンの評価をさらに高める結果となる[242]。

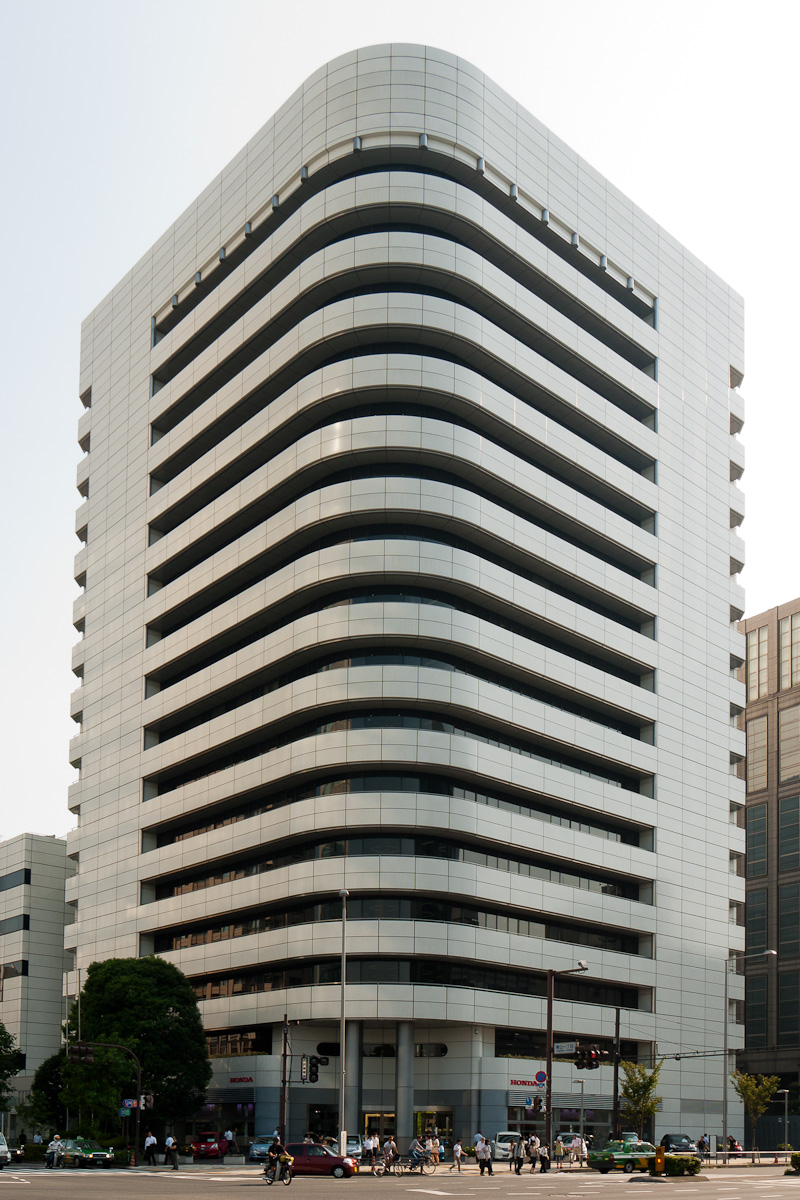
ホンダ青山ビル
- 8月、ホンダ青山ビルが竣工し、ホンダの本社が移転する[35][W 47][注釈 99]。1階に多目的ショールームの「ホンダウエルカムプラザ青山」が設けられ、F1関連のイベントも様々に催されることになる。
- 8月、第10戦オーストリアGPが開催される。
  - ウィリアムズのタイヤトラブルを解消するため、第1期の車両を設計した佐野彰一がこのレースに招かれる[242][244]。佐野は問題がサスペンションジオメトリーのアンバランスさにあることを瞬時に見抜き、レース後に桜井、市田とともにウィリアムズファクトリーを訪問して、その点の指摘を行う[229]。車体設計の専門家でF1優勝車両（RA272）の設計者でもある佐野の指摘により、改善要望はウィリアムズにもようやく認められ、車体の足回りに改良が施されることになった[229][注釈 100]。しかし、この時のウィリアムズの一連の対応により、ホンダとウィリアムズとの間のレースに対する考え方の違いが露わになり[229]、この一件は後の離別の大きな一因となる。
  - このレースに際してチーム・ロータスのピーター・ウォーが桜井淑敏に面会し、ホンダエンジンの供給を初めて要請する[229]。しかし、1986年まではウィリアムズに独占供給する契約があるため、この時は断ることを余儀なくされる[229][246][注釈 101]。
  - 16日（金曜）、ウィリアムズとケケ・ロズベルグの間で続けられていた契約交渉で契約金の折り合いがつかなかったことから、業を煮やしたロズベルグがマクラーレンに移籍することをウィリアムズに最後通告する[242]。同日夜、ウィリアムズがこの年限りでブラバムとの契約が切れるネルソン・ピケとの契約交渉を緊急に行い[注釈 102]、両者の間で翌年からの契約が結ばれる[242][247][W 50][注釈 103][注釈 104]。
  - 17日（土曜）、サーキットを訪れていた川本信彦がウィリアムズのトランスポーターにホンダスタッフを集め、自身のレース活動からの引退宣言を行う[242]。同時に、第2期初期から一貫して監督として前線部隊を指揮していた土師守も退任し、プロジェクトを桜井ら若い世代に全て任せることを表明する[242]。土師の退任にともない、その後任として後藤治が監督に任命される[229]。
- 8月（日付不明）、鈴鹿サーキットにおけるF1開催の誘致を目指すホンダランドが、FOCAのバーニー・エクレストンと最初の契約交渉を行うが、条件が折り合わず物別れとなる[187]。
- 9月末、ホンダ（佐野彰一）の指摘を反映した改良型FW10（FW10B）が完成し、ヨーロッパGPの前に様々なテスト走行が行われる[229]。この改良型が投入された最後の3戦はタイヤトラブルが発生しなくなる[注釈 105]。

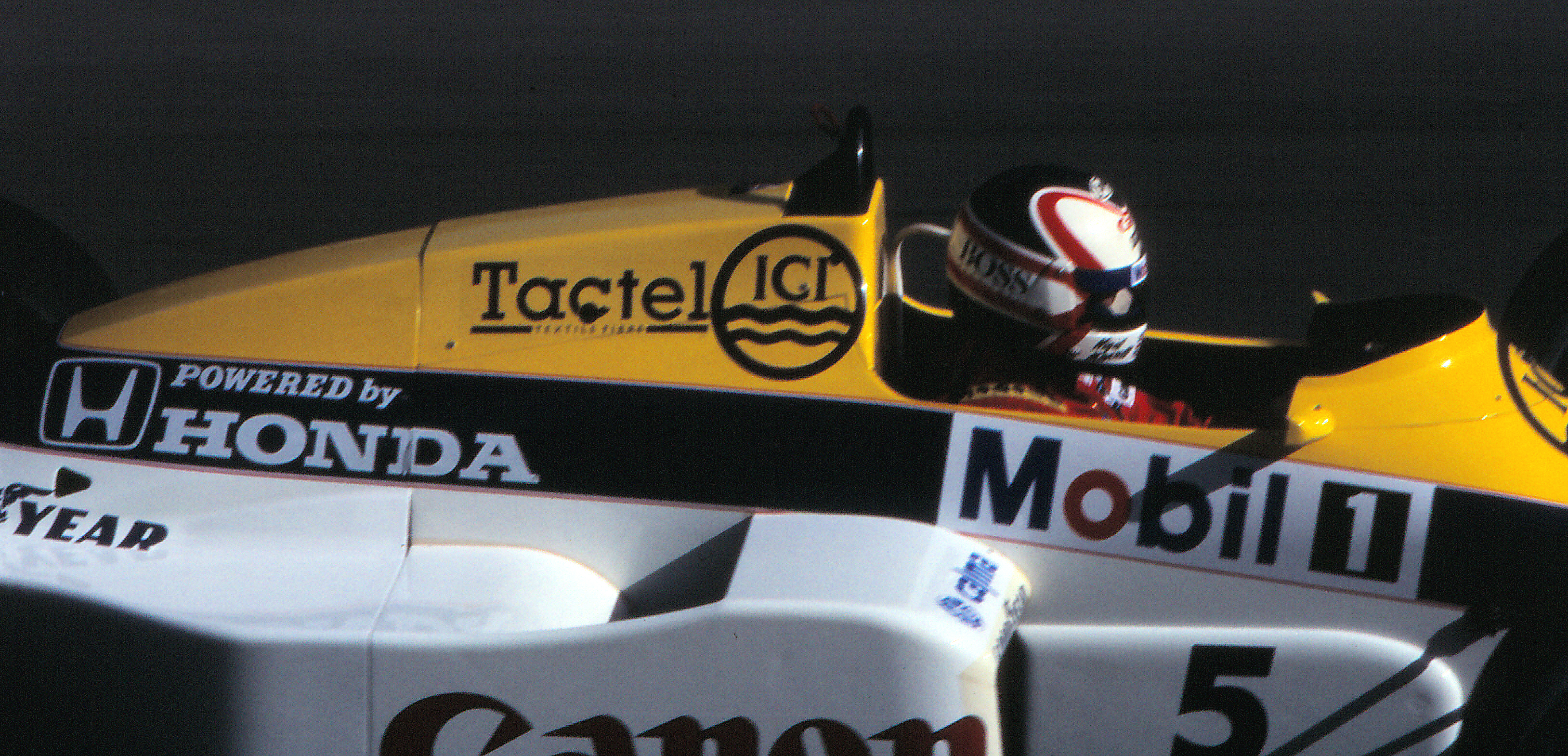
1985年の第14戦ヨーロッパGPでFW10Bが投入され、マンセルが自身のF1初優勝を遂げる。ウィリアムズ・ホンダは終盤3戦を連勝。
- 10月6日、第14戦ヨーロッパGP（ブランズハッチ）で、ナイジェル・マンセルが自身のF1初優勝を挙げ、続く第15戦南アフリカGPではマンセルがロズベルグを引き連れて優勝し、ホンダにとってF1では初となる1-2フィニッシュを記録する[229][224]（連勝するのも初）。
- 10月、ジャン＝マリー・バレストルがFISA会長に再選するとともに、FIA会長に選出され、両職を兼務することになる[254]。
- 11月3日、最終戦（第16戦）オーストラリアGPをロズベルグが制し、ウィリアムズ・ホンダは終盤3戦を連勝してシーズンを終える[229][224]
- 12月、鈴鹿サーキットで、ネルソン・ピケがウィリアムズ・ホンダで初めてテスト走行を行う[255][注釈 106]。

1986年
- この年、日本において円高が進み、それまで1ドル＝240円だったドル円レートは1年足らずの間に1ドル＝160円となり（円高不況）、輸出を主力事業とするホンダは大きな打撃を受ける[256]。そのため、レース活動への影響を危惧する声が高まる[257]。
- ホンダでは、この年からエンジンマネジメントシステムが本格的に導入され、テレメトリーシステムの運用体制の構築も始まる[258]。
  - この年から燃料タンクの容量の上限が220リットルから195リットルに引き下げられたが、電子制御の高度化が大きな武器となり、ホンダは決勝レースで前年の800馬力より高い900馬力をコンスタントに出力しつつ、195リットルの燃料で走り切るエンジンを開発する[259]。
- 3月10日、フランク・ウィリアムズが自動車事故により半身不随となる重傷を負う。3月21日から23日にかけて開幕戦ブラジルGPが開催されたが、フランク・ウィリアムズがチームからの長期離脱を余儀なくされたことで、ウィリアムズはチーム代表不在でシーズンを戦うことになる[注釈 107]。開幕戦は移籍初戦のネルソン・ピケがベテランらしい走りで完勝する[259]。
- 4月13日、第2戦スペインGPで、ナイジェル・マンセルがアイルトン・セナ（ロータス・ルノー）と優勝を争うが、0.014秒という僅差で2位となる[259]。敗因のひとつとなった燃料計の故障を解決するため[注釈 108]、次戦サンマリノGPまでに、走行中の車両から燃料量を無線で飛ばす近距離テレメーターが開発され、搭載される[259]。
- 4月、本田技術研究所の四輪研究開発部隊の移転が完了し、栃木研究所が始まる[W 10]。第2期のF1プロジェクトは引き続き和光研究所を中心に進められる。
- 5月10日（土曜）夕方、第4戦モナコGPに際して、アイルトン・セナが桜井淑敏と密かに面会し、ホンダエンジン搭載車で走りたい旨を初めて直接要望する[259][243][注釈 109]。
- 5月14日、ポールリカール合同テスト中にエリオ・デ・アンジェリス（ブラバム・BMW）の事故が発生し、デ・アンジェリスは翌15日に死去する[250]。この出来事を契機として、FISA、FOCA、ドライバー、エンジンサプライヤーの間で、エンジンの馬力規制についての議論が急速に進められる[262]。
- 5月、第5戦ベルギーGPが開催される。前年からテストを重ねていたテレメトリーシステムはこのレースで実戦で使えるものとしてほぼ確立する[263]。
- 6月13日（金曜）、第6戦カナダGPに際してFISA、FOCA、エンジンサプライヤー10社の間で馬力規制についての話し合いが行われるが、結論は出ずに終わる[256]。
- 6月、第7戦アメリカGPに際して、ロータスのピーター・ウォーがホンダ（桜井）に接触し、エンジン供給を改めて強く要望する[256][注釈 110]。桜井はこの時の熱心な売り込みや、馬力規制を巡る議論などを考慮してそれまでの考えを改め、ウィリアムズとの2チーム供給を本社に諮り、承認を得る[256][注釈 111]。
- 6月26日、馬力規制を議題として、エンジンコンストラクターによるミーティングが10時間に及ぶ長時間に渡って繰り広げられ、エア・フランジもしくはポップオフバルブ（もしくはその両方）を用いた制限とするか、排気量減少とするか話し合いが行われる[265][注釈 112]。
- 6月27日、FISAが前日の会議についての記者会見を開き、結論は出なかったことを公表する[265]。
- 夏（日付不明）、川本信彦が中嶋悟に翌年からヨーロッパの国際F3000でラルト・ホンダから参戦することを提案する[235][注釈 113]。
- 7月1日[265]、BMWが同年限りでF1から撤退することを唐突に発表する[266][265][注釈 114]。
- 7月7日、ホンダはロータスに翌年からエンジンを供給する旨を伝える[256]。同時に、ホンダはイギリスに独自の拠点（ラングレーオフィス）を設けることを決める[248]。
- 7月11日、ホンダ（桜井）が中嶋悟を和光研究所に呼び、チーム・ロータスに来季からエンジン供給を行うことと、同チームに中嶋をドライバーとして推薦したことを伝え、受けるかの判断は中嶋に委ねる[270][257][271]。
- 7月、第9戦イギリスGPで、フランク・ウィリアムズが車椅子姿となってF1のパドックに姿を現すが、業務には復帰できない状態が続く。
- 7月15日、イギリスのロータスの本拠地（Ketteringham Hall）において、中嶋悟がチーム・ロータスと翌年のドライバー契約（1年+オプション）を結ぶ[270]。
- 7月のイギリスGPとドイツGPの間[268][270][269]（6月のアメリカGP後とする文献もある[272]）、マクラーレンのロン・デニスが来日してホンダエンジンの供給を要望して交渉を行う[269][273][274][注釈 115]。この際、デニスに同行してホンダを訪れたアラン・プロストは、「セカンドドライバー」を誰にするか議題に上がった際に、ピケなどの名前も挙がる中、セナを希望する[273][274]。ただ、この時点でホンダは翌年のウィリアムズとロータスの2チームへのエンジン供給を既に決定済みであったため、桜井は断る[272]。
- 7月26日（土曜）、第10戦ドイツGPの予選終了後[270][276]、ロータスと翌年のエンジン供給契約を結んだことと[256][243][248][277]、中嶋悟が日本人初のフルタイムのF1ドライバーとしてロータスから参戦することを発表する[276][278]。
- 8月初め頃、前年に鈴鹿サーキットにおけるF1開催の交渉が物別れに終わったホンダランドが、バーニー・エクレストンとの交渉を再開する[187][注釈 116]。
| 「                                       | その新しいレギュレーションは、うちのエンジンだけに適用されるものなのか？ （すべてのエンジンが対象であると聞いて、カカカと笑い）そうか。うちのエンジンに対してだけ規制するんだったら、なんて頭のいいやつらだと感心したところだが、やつら相当バカだなァ。レギュレーションをどう変えたって、うちが有利になるだけじゃないか。こりゃチャンスだ。 | 」 |
| —本田宗一郎（1986年9月、イタリアGP翌週） | |    |
- 9月5日（金曜）、第13戦イタリアGPを前に、1989年にターボチャージャーの搭載が禁止され自然吸気エンジンに統一されること、搭載が許可されている1987年と1988年にもターボ規制が実施されることなどがFISAからエンジンサプライヤーに内示される[279][280]。
- 9月21日、第14戦ポルトガルGPが開催され、このレース終了時点でウィリアムズ・ホンダがコンストラクターズタイトル獲得を確定させ、ホンダエンジン使用チームとしてはF1では初となる世界タイトルを手にすることになる[281][282]。
- 9月（ポルトガルGP後）、ルノーが同年限りでF1から（一時）撤退することを発表する[275][注釈 117]。
- 9月（もしくは10月[283][284]）、本田技術研究所で、自然吸気エンジンの仕様検討が始まる[285][286][注釈 118]。
- 10月3日、FISAが1987年以降のターボ規制と、1989年からは自然吸気式エンジンに統一すること（ターボエンジンの禁止）を正式に発表する[287][288][289][注釈 119]。
- 10月26日、ウィリアムズ・ホンダのナイジェル・マンセルとネルソン・ピケの両名がチャンピオン獲得の可能性を残した状態で最終戦（第16戦）オーストラリアGPを迎えたが、ドライバーズタイトルは逆転でアラン・プロスト（マクラーレン・TAG）が獲得する結果となる[282]。
- シーズン終了後、土岐進が渡英し、ウィリアムズ、ロータスとの間で、自然吸気エンジンの仕様について議論が行われる[291]。
- 11月22日にFOCAのバーニー・エクレストンが来日し、24日にホンダランドがFOCAと鈴鹿サーキットにおけるF1開催契約（期間は翌年からの5年間）を締結し、11月26日に東京のパレスホテルで記者発表が行われる[292][281][187][277][注釈 120]。
- 12月、フジテレビがFOCAと契約を締結し、F1グランプリ全戦の日本における放映権を取得し[277]、年明けの1月末に記者発表が行われる[187]。これにより、ホンダ関係者が目指していた「三点セット」が1987年にそろうことになる。

1987年

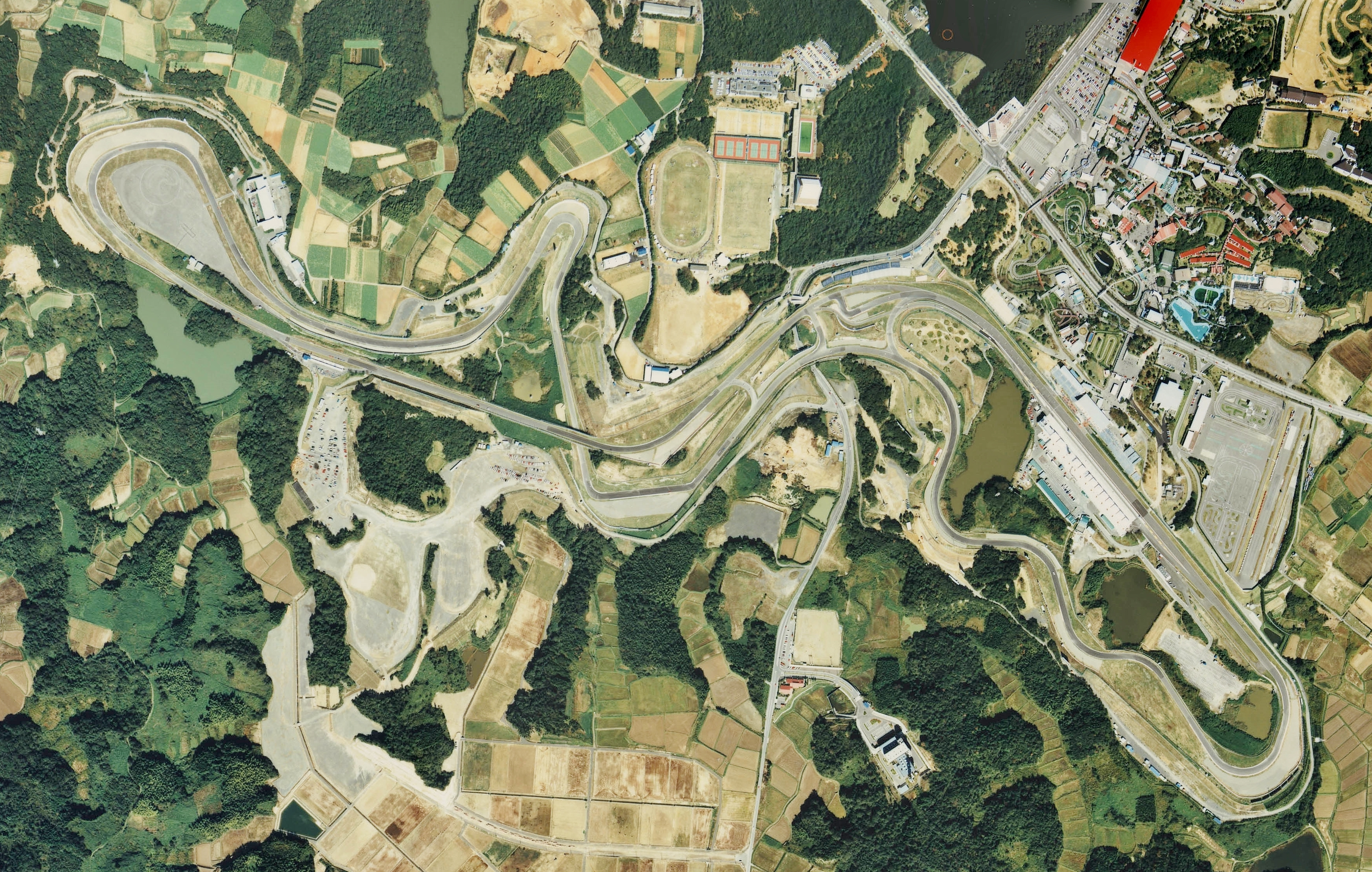
日本におけるF1全戦放送、鈴鹿サーキット（画像）におけるF1日本GP開催、日本人ドライバーのF1フル参戦が、いずれも1987年に初めて実現した。

- 初め、1989年から投入する自然吸気エンジンの開発が始まる[293]。
- 2月3日、ロンドンにおいてロータスが体制発表会を行い、ロータス・99Tを発表する。
- 2月11日から12日にかけて、ドニントンパークで、ロータス・ホンダが初のテスト走行を行う（ドライバーはアイルトン・セナ）[294]。
- 3月、イギリス・ラングレー（英語版）にヨーロッパにおける拠点を開設[295][296][297][注釈 121]。
- 3月27日、アルファロメオがF1からの撤退を表明する[298]。
- 4月、開幕戦ブラジルGPが開催される。
  - 中嶋悟が、日本人初のF1レギュラードライバーとして、ロータス・ホンダからデビューする。
  - この年からフジテレビによるF1の全戦放送（『F1グランプリ』）が始まる。
- 6月初め、翌年の体制について、マクラーレン、ロータスと契約し、アイルトン・セナをロータスからマクラーレンに移籍させるという方針がホンダの社内で固まる[299][注釈 122]。
- 6月18日、マクラーレンとの間で、「イコールパートナー」という条件で、翌年からの契約が正式に結ばれる[299][注釈 123]。
- 7月12日、第7戦イギリスGPで、ナイジェル・マンセルが優勝し、ネルソン・ピケが2位、アイルトン・セナが3位、中嶋悟が4位となり、ホンダエンジン搭載車が1-2-3-4フィニッシュを達成する[10]。
- 7月中旬[注釈 124]、ウィリアムズに対して、翌年以降の契約を延長しない旨、フランク・ウィリアムズに伝える[299][248]。この通知はウィリアムズ側の反発を招き、翌8月中旬、ホンダと関係の深いジャッドエンジンの供給を世話することを交換条件として、契約終了の合意に至る[299][248][注釈 125]。
- 7月（時期不明）、自然吸気V10エンジンのプロトタイプの1号機が組みあがる[302][284][注釈 126]。
- 8月、第9戦ハンガリーGPに際して、ロータスがネルソン・ピケと翌年の契約を結んだことを発表する[304]。
- 9月初め、第11戦イタリアGPに合わせて、ホンダが翌年からマクラーレンにエンジン供給を始めることを発表し、同時に、ウィリアムズとの契約を終了することも発表する[305]。ロータス・ホンダのアイルトン・セナが翌年はマクラーレンに移籍することも合わせて発表される[306][注釈 127]。
  - マンセルを擁するウィリアムズとの契約を終了することは、イギリス人ジャーナリストたちから大きな反発を買い[305]、供給先の変更はホンダの一方的な判断だったのではないかという見方が生まれた[295]。この一件はヨーロッパのホンダ現地法人からも対策を求められる事態となり[307]、ホンダはラングレーにPRグループを設置することになる[295]。
- 10月29日から11月9日にかけて開催された東京モーターショーで、自然吸気V10エンジンの試作機が「RA108E」として展示される[291][注釈 128]。
- 10月29日から11月1日にかけ、鈴鹿サーキットでは初となるF1日本グランプリが開催される（1987年日本GP）。
  - 10月30日（金曜）の予選1日目でクラッシュしたナイジェル・マンセルはレースを欠場することになり、ネルソン・ピケがホンダエンジン搭載車では初となるドライバーズタイトルを獲得する[308]。
  - 11月1日の決勝ではピケもノーポイントに終わるが、ランキング2位だったマクラーレン・TAGが4ポイントの獲得に留まったことで、ウィリアムズ・ホンダの2年連続のコンストラクターズタイトル獲得も確定する。
- 11月[注釈 129]、自然吸気V10エンジンの第2次プロトタイプの検討会が行われる[302]。この際、バンク角を80度から72度に変更する[302][284]。
- 12月14日から19日にかけて、エストリルサーキットでF1の合同テストが開催され、マクラーレンはホンダエンジンを搭載した車両（MP4/3B）を初めて走らせる（ドライバーはアラン・プロスト）[309]。

1988年

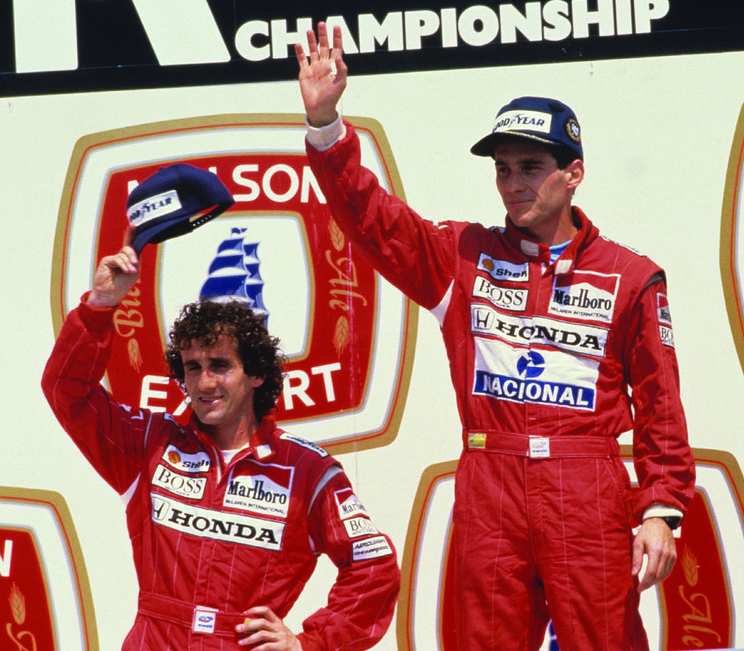
アイルトン・セナ（画像・右の人物）とアラン・プロスト（1988年カナダGP）

- この年からシェル（ロイヤル・ダッチ・シェル）との協力による燃料開発が始まる[310]。また、マクラーレンのテストチームが日本に常駐する体制となり、エマニュエル・ピロをテストドライバーとして鈴鹿サーキットでテストが繰り返される[311]。
- 桜井淑敏が総監督を退任し、後藤治が後任となる。
- 1月8日から12日にかけて、鈴鹿サーキットにおけるマクラーレン・ホンダの初テストが行われる（ドライバーはアラン・プロスト）[312]。
- 3月23日、イモラ・サーキットにおいて、マクラーレン・MP4/4のシェイクダウンが行われる（ドライバーはアラン・プロストとアイルトン・セナ）[313]。
- 5月、無限で、F1エンジン開発プロジェクトが始まる[314][注釈 130]。
- 8月中旬、シルバーストン・サーキットにおいて、自然吸気V10エンジンの試作機をマクラーレンのF1車両に搭載して初のテスト走行が行われる[315][284]。
- 9月11日、第12戦イタリアGPで、アラン・プロスト、アイルトン・セナの両ドライバーとも優勝を逃し、結果的にこの年でマクラーレン・ホンダが優勝を逃した唯一のレースとなる。
- 9月25日、第13戦ポルトガルGPの決勝レースで、アイルトン・セナがチームメイトのアラン・プロストをピットウォールに幅寄せしたことを契機に両者の関係が険悪になり[注釈 131]、この時は一時的なものだったが、翌年にも尾を引くことになる[316][317]。
- 10月（日本GP前）、ジャン＝マリー・バレストルからホンダ社長の久米是志に宛てて「セナとプロストに同等のエンジンを供給するように」と要望する手紙が届く[318][319]。
- 10月30日、第15戦日本GPが開催され、優勝したアイルトン・セナが自身初のワールドチャンピオンタイトルを獲得する[注釈 132]。
- 11月13日、最終戦（第16戦）オーストラリアGPでアラン・プロストが優勝し、マクラーレン・ホンダが年間全16戦中15勝という記録を残す[注釈 133]。これにより、ホンダは「F1GP完全制覇」という第2期参戦の所期の目的を達成する[321]。
- 12月、RA109Eエンジンのカムの駆動方式をベルト駆動からギア駆動に変更する設計変更が決断される[291]。
- 末、ホンダが「モビリティワールドもてぎ（仮称）」の建設計画を発表する[322]。

1989年
- 1月末（もしくは4月[323]）、本田技術研究所がV12エンジンの開発プロジェクトを始める[324][325][注釈 134]。
- 2月、RA109Eエンジンが完成する[291]。
- 2月頃、鈴鹿サーキットにおいて、アイルトン・セナが初めてNSX試作車を走らせ、以降、同所にて複数回に渡ってテスト走行に参加し、意見を述べる[326][注釈 135]。
- 4月23日、第2戦サンマリノGPで、再スタート直後の紳士協定違反をめぐる諍いから、アイルトン・セナとアラン・プロストの不和が決定的になる[316][317][注釈 136]。
- 7月（フランスGP前）、アイルトン・セナがフェラーリと仮契約を結ぶが、ホンダとマクラーレンはセナとの契約条件を見直して慰留する[329]。
- 7月、第7戦フランスGPに際して、アラン・プロストが年内でチームを離脱することを表明する[274][注釈 137]。
- ホンダ批判を繰り返すアラン・プロストについて、ホンダは契約違反を理由に解雇するようロン・デニスに提案し、一度は同意を得るが、デニスが翻意して「シーズン終了まで」待つことになる[319][注釈 138]。
- 9月（イタリアGP前）、アラン・プロストが翌年からフェラーリに移籍することを発表する[330][注釈 139]。
- 9月、第12戦イタリアGPに際して、FISA会長のジャン＝マリー・バレストル[注釈 140]が「アラン・プロストがホンダから悪い待遇を受けている証拠を握っている」と発言し、物議をかもす[204]。このレースでプロストが優勝し、ホンダはF1で通算50勝目を記録するとともに[330]、マクラーレン・ホンダはシーズンを4戦残してコンストラクターズタイトルの連覇を確定させる。しかし、優勝したプロストがトロフィーをイタリアの観客（ティフォシ）に投げ与えたことで、ロン・デニスとプロストの関係はさらに険悪なものとなり、後味の悪さを残す[331][注釈 141]。
  - レース後、ホンダは「プロストが謝罪しなければ、今後はプロストにエンジンを供給しない」とデニスに通告し[332]、デニスはプロストにホンダへの謝罪を要求する[317][注釈 142]。
- 9月、V12エンジンのプロトタイプが完成し、ベンチテストを始める[303][注釈 143]。
- 10月、第15戦日本GPが開催される。
  - 鈴鹿サーキットのマーシャルカーとして、翌年の発売が予定されていたNSX（NS-X）を導入し、ドライバーをはじめとする関係者の注目を集める[333]。
- 10月、1991年からティレルにV10エンジンを供給することが決まる[334][注釈 144]。
- 10月26日から11月6日にかけて開催された東京モーターショーで、自然吸気V12エンジンのプロトタイプが展示される[337]。同時に、ホンダが1991年からティレルにエンジン供給を行うことも会期中に発表される[336]。
- 11月、アイルトン・セナが、従来よりも軽く、視界がクリアなヘルメットを要望したため、それに応えるため、二輪用ヘルメットを手掛けるホンダアクセスでヘルメット開発が始まる[338]。
- 時期不明、ホンダ最高顧問の本田宗一郎が川本信彦に「いつまでF1をやるんだ?」と質問する[339][248]。
- 11月[340]、無限が自社製の3.5リッター・V型8気筒のF1用エンジン（無限・MF358）をF3000の車体（レイナード・89D）に搭載し、鈴鹿サーキットで実走テストを行う[341]。翌年以降はシャシーをティレル・018に変更し、1991年まで断続的にテストが続けられる[314]。タイヤはブリヂストンが供給し、後の同社によるF1参戦に先立つ基礎データ収集の役割も果たした[342][340]。

1990年
- 3月27日、日本において不動産向け融資の総量規制が始まり、これに端を発して日本経済は急激な景気後退に見舞われる（バブル崩壊）。日本国内における自動車の販売台数はこの年にピークとなる7,777,665台（軽自動車を含む）を記録したが、翌1991年は新車需要が急激に落ち込み、ホンダもその影響を受ける。
- 4月、ティレルに1991年の車体開発用のV10ダミーエンジンを渡す[334]。
- 6月、久米是志がホンダの社長を退任し、川本信彦がホンダの4代目社長に就任する。
- 6月28日、シルバーストンサーキットで開催された合同テストで、V12エンジンを搭載した車両による実走テストが初めて行われる[343]。評価は芳しくなく、コーナーからの脱出でトラクションが弱いという欠点が指摘される[325]。
- 9月13日、ホンダがNSXを発表し、翌月に発売する。
- 11月、本田技術研究所の自己啓発プログラムとして、橋本健、瀧敬之介ら栃木研究所の有志により、リサーチカー（RC）の製作が始まる[344][345][注釈 145]。
- 12月7日、FIA表彰式において、F1への長年の貢献により、FIAから本田宗一郎に特別功労賞（ゴールドメダル賞）が贈られる[347][348][349]。
- 12月19日、シルバーストンサーキットにおいて、ホンダのV10エンジンを搭載したティレル・020のシェイクダウンテストが行われる[334]。

1991年
- マクラーレンにV12エンジン（RA121E）を供給し、新たにティレルにV10エンジン（RA101E）の供給を行う。ティレルへの供給について、メンテナンスについては無限に委託される[341]。
- 5月12日、第4戦モナコGPでアイルトン・セナが優勝し、セナは当時としては新記録となる開幕4連勝を達成する。
- 6月頃、ラングレーで、シェルと共同で特殊燃料の開発が始まる[339][注釈 146]。
- 7月、第8戦イギリスGPでRA121Eエンジンのバージョン3が投入される[W 51]。これにより、エンジン回転数は最高14,000回転を超え、出力も本来の720馬力が発揮されるようになる[W 51]。同時に、シェルによる特殊燃料も使用され始める[W 51]。
- 7月、第9戦ドイツGPに際して、中嶋悟が1991年シーズン限りでF1から引退することを発表する[278][351]。
- 夏頃、本田技術研究所からホンダに、F1活動の休止が提案される[339][220]。
- 8月5日、本田宗一郎が死去。直後の8月11日、第10戦ハンガリーGPで、ホンダは新スペックエンジン、シェルがそれに合わせた特殊燃料を用意したこともあって、マクラーレン・ホンダのセナが自身のシーズン5勝目を挙げる[323]。| 「                              | アイルトンはウイリアムズに行きたがっていたが、ホンダに忠実でもあった。（中略）1991年にアイルトンと2つの契約オファーを持ってスパに行ったことを覚えている。ひとつはマクラーレン、もうひとつはウィリアムズとのね。アイルトンはウィリアムズに行くべきだということは分かっており、私も彼は日曜の朝にはウィリアムズと契約するものだと考えていた。しかし、彼は電話で日本の川本（信彦）氏と一晩話し、日曜の朝には「マクラーレンにもう1年留まる」と言ったんだ。 | 」 |
| —ジュリアン・ジャコビ（2020年） | |    |
- 8月、第11戦ベルギーGPが開催され、このレースでホンダは可変トランペット化したV12エンジンを投入する[352]。
  - このレース週末の時点で、セナはマクラーレンとウィリアムズ両方からの契約オファーを得ていたが、翌年もマクラーレンと契約することを決断する[W 52][W 53]。
- 9月、鈴鹿製作所が地元住民に「お礼の会」を催し、鈴鹿サーキット内に収集していた車両を初めて公開する（1993年にホンダコレクションホールとして一般公開を始める）[178]。
- 10月、FISAの会長選挙が行われ、マックス・モズレーが新会長に選出される[W 46]。ホンダの第2期活動でたびたびホンダと対立関係になったジャン＝マリー・バレストルは、モズレーに敗れたことでF1における影響力をほぼ失う（FIAの会長職は1993年10月まで務める）。
- 10月、第15戦日本GPの開催に際して、無限が翌年からフットワークにエンジンを供給することを発表し、エンジンサプライヤーとしてF1参戦を開始することを明らかにする[341]。
- 11月3日、最終戦（第16戦）オーストラリアGPが開催され、このレースの結果により、マクラーレン・ホンダはコンストラクターズタイトルを確定させる。前戦でアイルトン・セナもドライバーズタイトルを獲得しており、これらは（異論のない）V12エンジン搭載車としてはF1史上初のタイトル獲得となる[W 51][注釈 147]。
- 11月、ホンダ上層部でF1活動を終了する方針が固まり、翌年末の撤退に向けた準備が秘密裏に始まる[339]。すぐに再開できるよう「休止」とすることが決まる[220]。
- 12月、ホンダ（川本信彦）がマクラーレン代表のロン・デニスに撤退の意向を伝える[353][339][注釈 148]。

1992年（最終年）

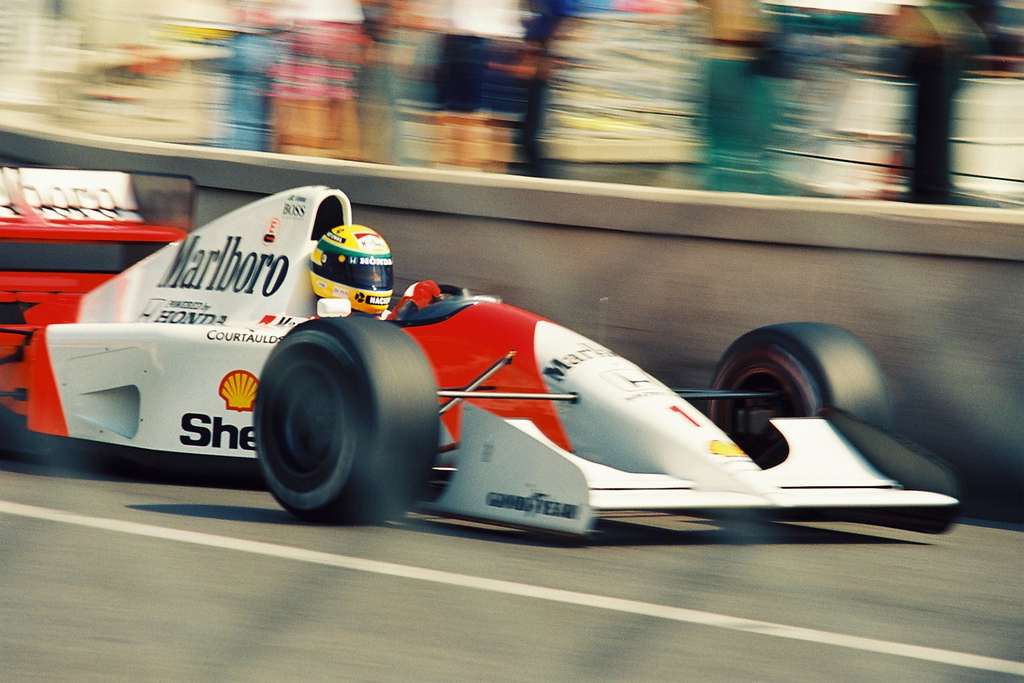
1992年モナコGP。このレースでセナはマクラーレンのシーズン初優勝と、自身のモナコ4連勝を達成した。

- 無限が「無限ホンダ」としてF1でエンジン供給を開始する。
- 4月2日、前年型（MP4/6B）を投入した開幕2戦で惨敗したことを受け、シルバーストンサーキットで、新型車のマクラーレン・MP4/7Aのシェイクダウンが急遽行われる[354]。
- 5月31日、第6戦モナコGPが開催される。この年はウィリアムズ・ルノーがシーズンを圧倒し、ナイジェル・マンセルが開幕5連勝を達成していたが、アイルトン・セナがこのレースを制してマクラーレン・ホンダにとってのシーズン初優勝を達成する。これにより、ホンダエンジン搭載車は1987年からモナコGPの6連勝を達成する。
- 6月頃、栃木研究所のRC計画の初号機となるRC-F1 1.0X（当時の俗称は「RC100」）が完成する[355]。
- 7月中旬、ホンダ・ヨーロッパ本社にて、川本信彦がアイルトン・セナにホンダのF1休止について伝える[356]。
- 7月18日付けの『朝日新聞』朝刊1面でホンダF1撤退が報じられ、ヨーロッパの一般メディアでも広く報じられる[357][339]。この時点で、ホンダは「正式な決定はなく、あらゆる可能性がある」というコメントを出すに留める[357][339][注釈 149]。
- 8月、第11戦ハンガリーGPが開催される。このレースより、燃料についての新規定が適用され、燃料は「市販のガソリンに準じたもの」にするという解釈が徹底される[358][359][注釈 150]。
- 8月26日、ゲルハルト・ベルガーがフェラーリと翌年の契約を結んだことを発表する[361]。
- 8月30日、第12戦ベルギーGPが開催され、このレースの結果によりウィリアムズ・ルノーがコンストラクターズタイトルを確定させ、前戦でナイジェル・マンセルが確定させたドライバーズタイトルと合わせ、ダブルタイトルの獲得を確定させ、マクラーレン・ホンダは失冠する。
- 8月末[注釈 151]、ホンダの経営会議で、F1からの撤退が正式に決定する。
- 9月、第13戦イタリアGPが開催される。
  - 9月11日（金曜）、東京本社で記者会見を開き、ホンダ社長の川本信彦が同年をもってF1活動を「休止」することを発表する[362][295][356]。それに伴い、ホンダはイタリアGP開催地のモンツァでも撤退についてのプレスリリースを発行する[356]。
  - 9月12日（土曜）、フットワークが1993年の体制発表を行い、無限ホンダのV10エンジンの使用を継続することを発表する[321][注釈 152]。
  - 9月13日（日曜）、アイルトン・セナが優勝し、この優勝はホンダにとってのF1通算70勝目となり[362]、結果としてセナにとってはホンダエンジン搭載車による最後の勝利となる。
- 9月、第14戦ポルトガルGPに際して、日本で製作されていたF1リサーチカー（RC）の話が断片的に漏れ伝わった結果、1994年にホンダがフルワークスチームで復帰するという噂が流れる[363]。
- 10月19日、栃木研究所のRC計画のRC-F1 1.5X（RC1B-101）が完成する[364]。
- 11月8日、最終戦（第16戦）オーストラリアGPで、マクラーレン・ホンダのゲルハルト・ベルガーが優勝し、活動休止前の最後のレースで有終の美を飾る。（第2期参戦の終わり）
- 11月、本田技術研究所で、第2期のエンジニアの内、橋本朋幸ら若手の2名が無限の「無限ホンダ」に協力するよう命じられる[365][366][注釈 153]。

1993年
- 1月、ホンダが1994年からインディカー（CART）にエンジンサプライヤーとして参戦することを発表する。第2期のエンジニアの一部はそちらの開発に回ることになる。
- 2月、栃木研究所の有志により製作されたRC-F1 1.5X（RC101）の走行中の写真がスクープとしてメディアで公開される[346][注釈 154]。
- 7月、鈴鹿サーキット敷地内のホンダコレクションホールの一般公開が始まり[178][W 54]、それまでのホンダのF1参戦車両も公開されるようになる[注釈 155]。
- 夏、栃木研究所のRC計画が一旦終了する[345]。
- 10月、FISA会長のマックス・モズレーがFIAの会長にも選出される。それに伴いFISAは解体され、モータースポーツ統括団体としての権能はFIAに（再）統合される[W 46]。

1994年
- 1月15日、鈴鹿サーキットで開催されたモータースポーツ感謝デーにおいて、RC-F1 1.5X（RC101）が初めて一般公開され、翌16日には東コースでデモ走行が行われる（ドライバーは中嶋悟）[344]。
- 5月1日、第3戦サンマリノGP中の事故により、アイルトン・セナが死去（アイルトン・セナの死）。翌日からの5日間で、ホンダ青山ビルのウェルカムプラザには10万人を超えるファンが追悼に訪れた[368][注釈 156]。その状況を受けて、ホンダは駐日ブラジル大使館と共同で、同所で追悼セレモニーを営んだ[368]。
- 11月、鈴鹿サーキットにおいて第15戦日本グランプリが開催される。金曜から日曜までの来場者数は約357,000人となり、この時点で日本グランプリにおける最多来場者数を記録する（2006年に更新）[369]。
- 11月、無限ホンダは翌年からミナルディにエンジンを供給する予定で開発を進めていたが、フラビオ・ブリアトーレの介入により、供給先がリジェに急遽変更される[370]。

1995年
- 鈴鹿サーキットランドが運営する鈴鹿サーキットレーシングスクール（SRS。1992年開校）が、フォーミュラカーのプロドライバーを育成することを目的にした「鈴鹿サーキットレーシングスクールフォーミュラ（SRS-Formula）」を設立する[W 55]。2年後の1997年に佐藤琢磨が入校することとなる。
- この頃、無限代表の本田博俊とブリアトーレとの間で、当時のMF301Hエンジンを外販する話が持ち上がるが、結局諸事情により実現せずに終わる[366]。

1996年
- 3月20日、RC-F1 2.0X（RC2-001）が完成する[364][注釈 157]。完成後、試走が密かに行われ、以降、（公開で走ることも何度かあった1.5Xと異なり）2.0Xの存在は2002年頃まで秘匿された[364]。
  - 同時期、本田技術研究所内でRC計画をベースとしたF1参戦計画が持ち上がり、その一環として飯田章が欧州に派遣され1996年の国際F3000選手権にフル参戦するが、計画は表面化することなく消滅し、飯田も1年で帰国した[W 56]。
  - RC計画は翌1997年まで細々と続けられたが、RC-F1 2.0Xをもって、活動は終息する[345][注釈 158]。
- 5月19日、第6戦モナコGPで、オリビエ・パニス（リジェ・無限ホンダ）が優勝する。これにより、無限ホンダはF1初優勝を果たす。

### 参戦車両（1983年 - 1992年）

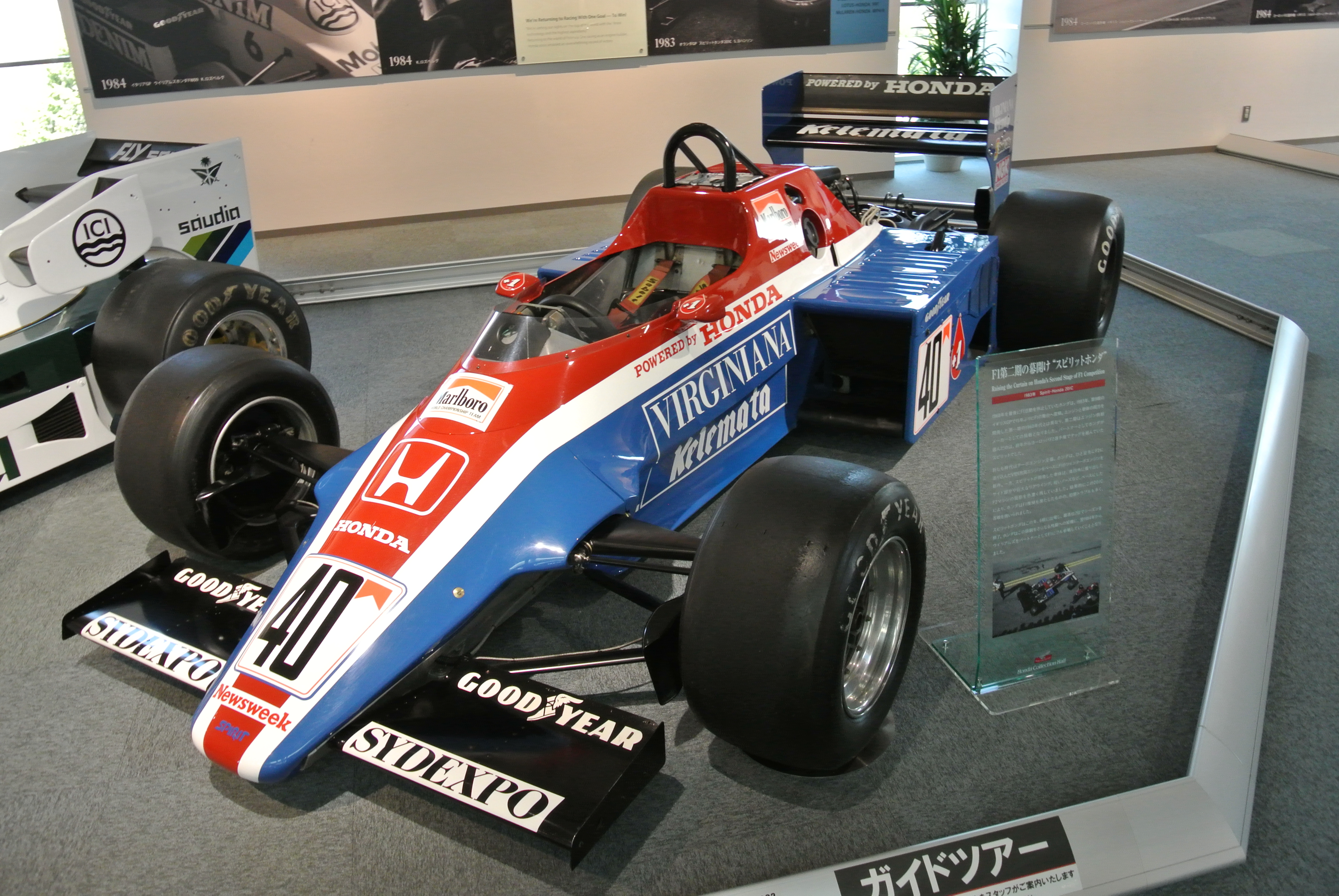
スピリット・201C（1983年）
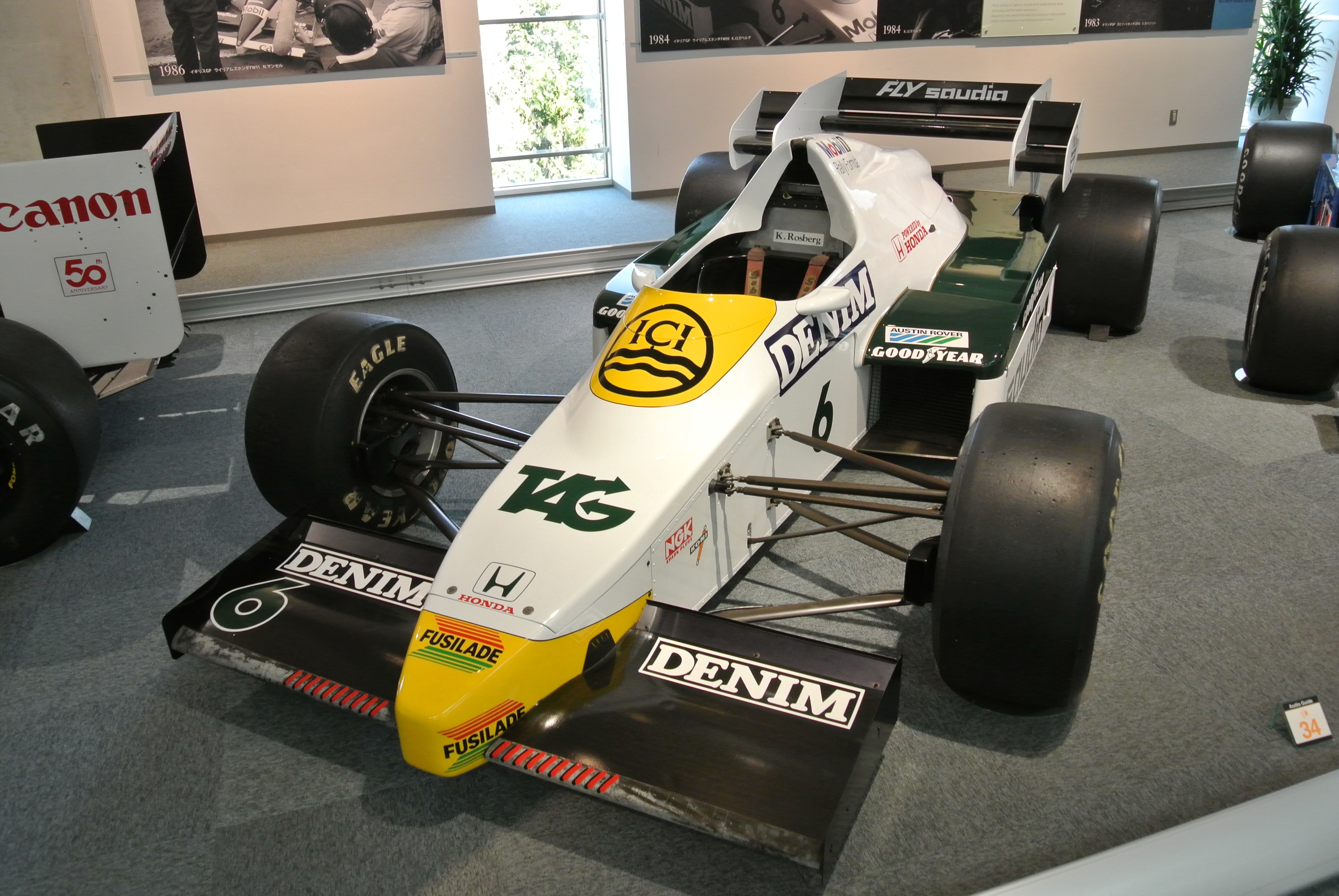
ウィリアムズ・FW09（1983年 - 1984年）
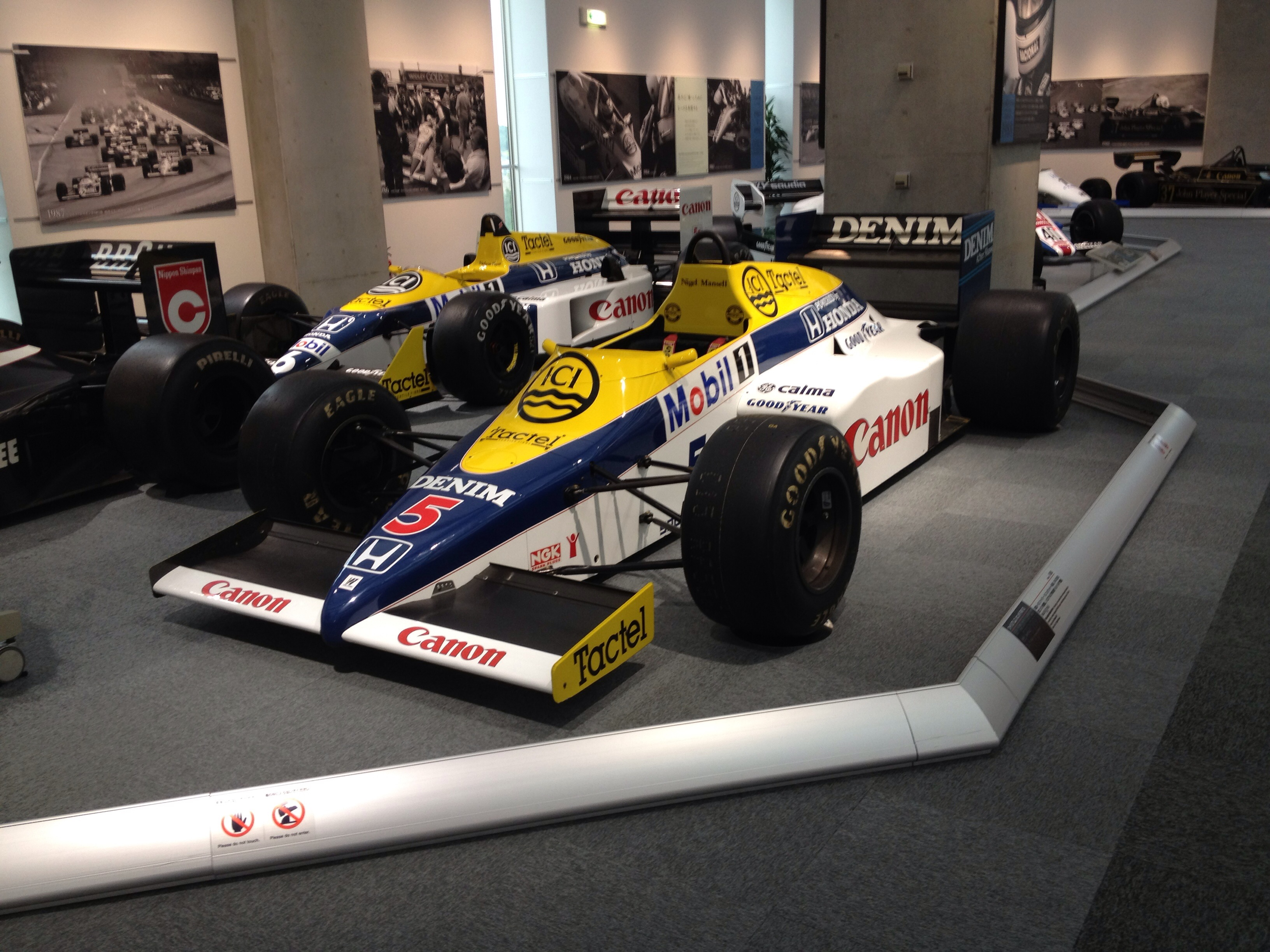
ウィリアムズ・FW10（1985年）
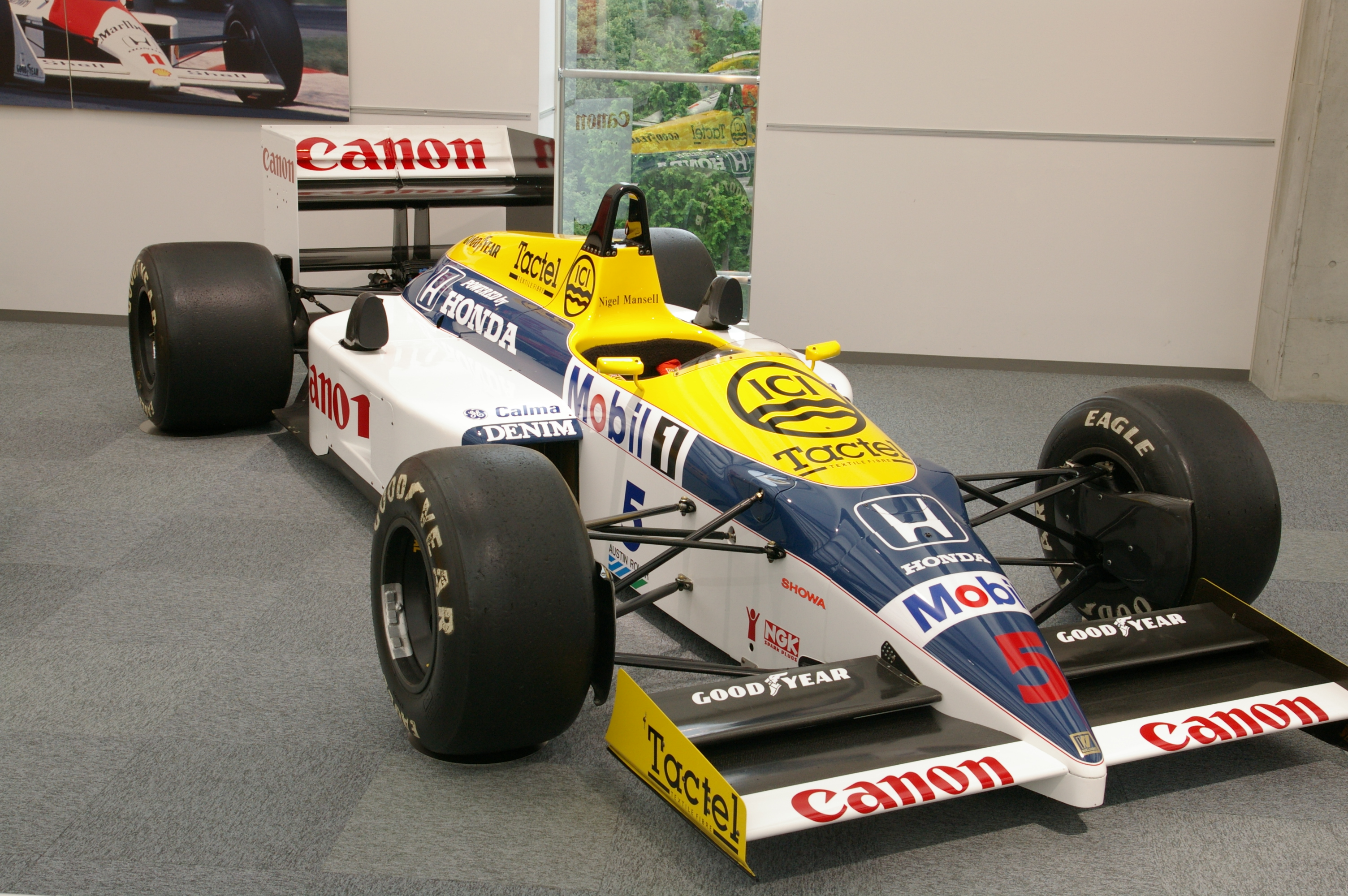
ウィリアムズ・FW11（1986年）
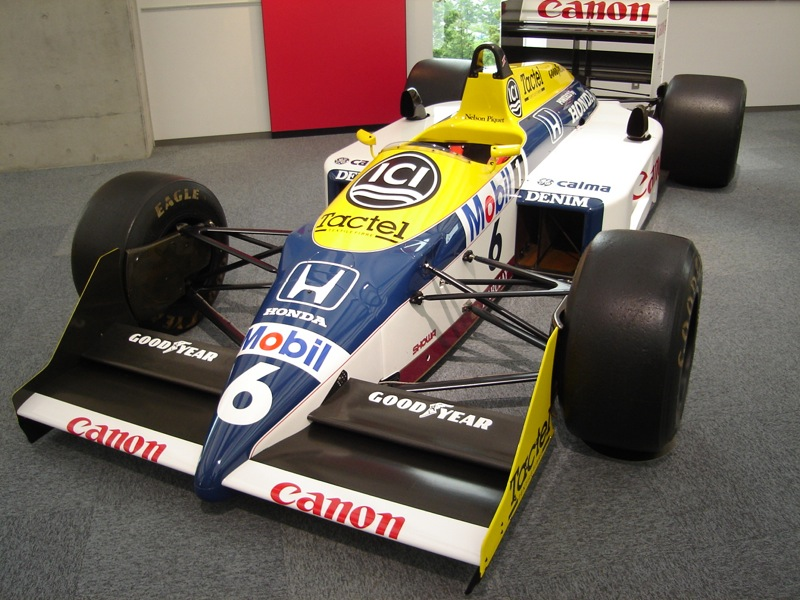
ウィリアムズ・FW11B（1987年）
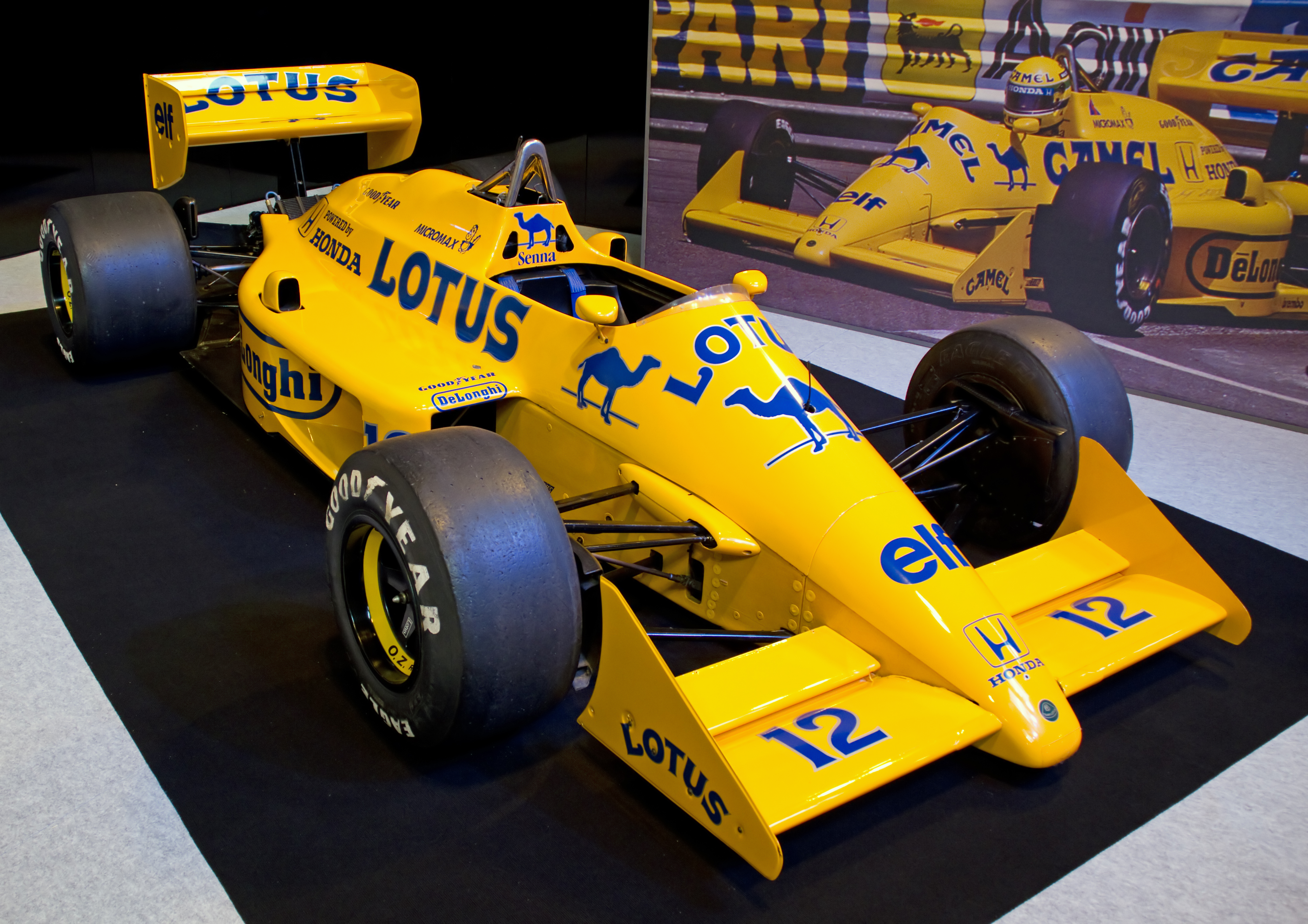
ロータス・99T（1987年）
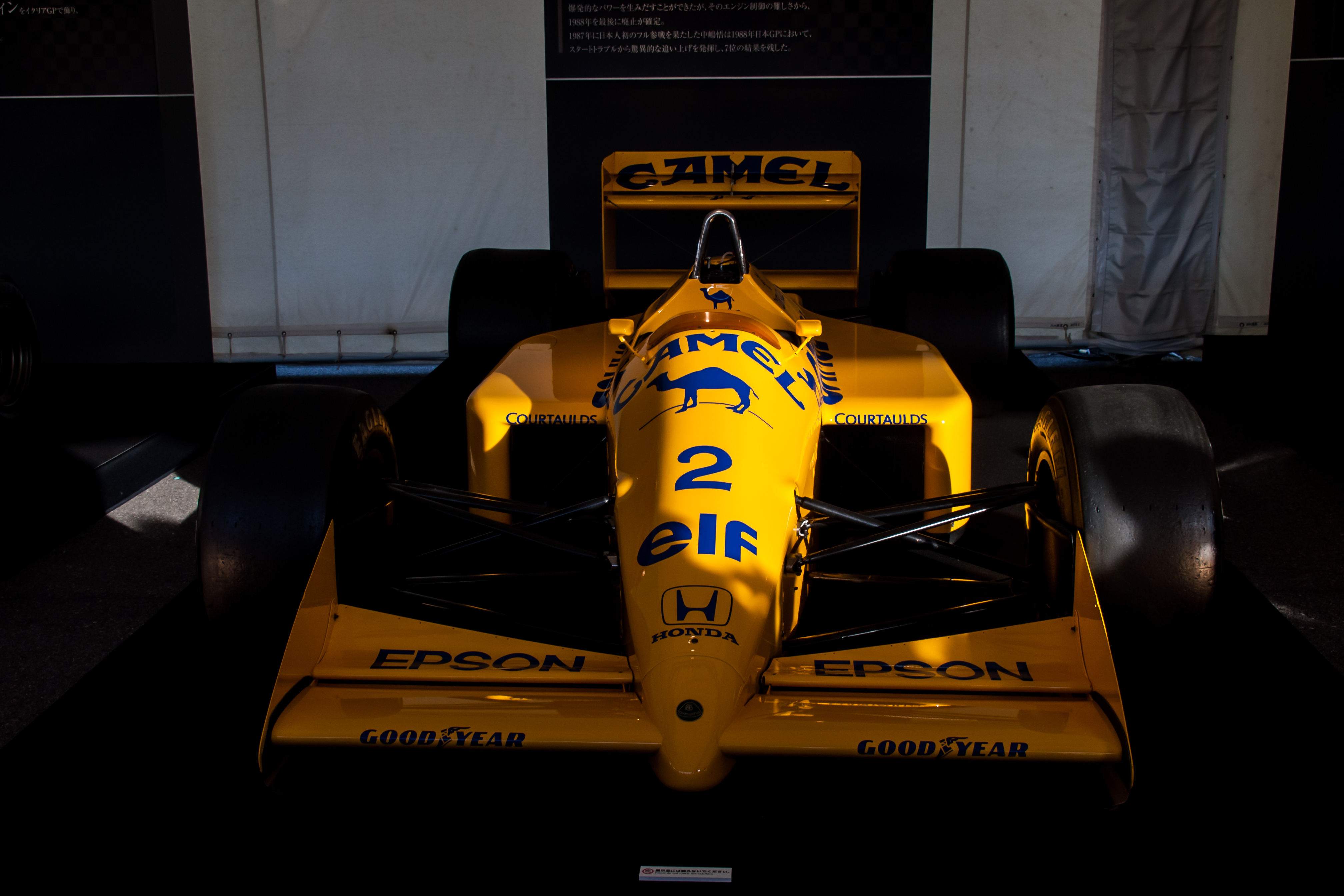
ロータス・100T（1988年）
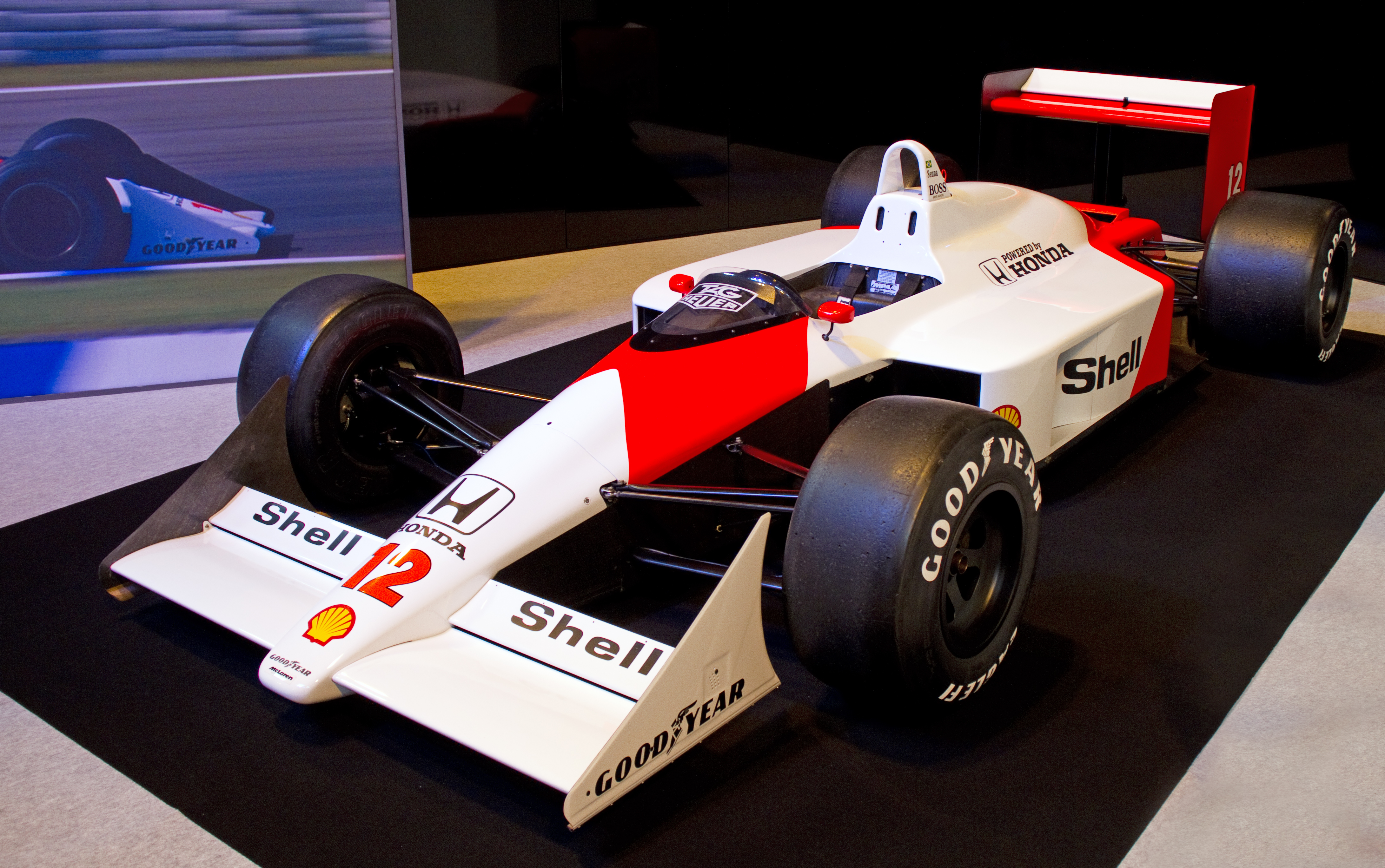
マクラーレン・MP4/4（1988年）
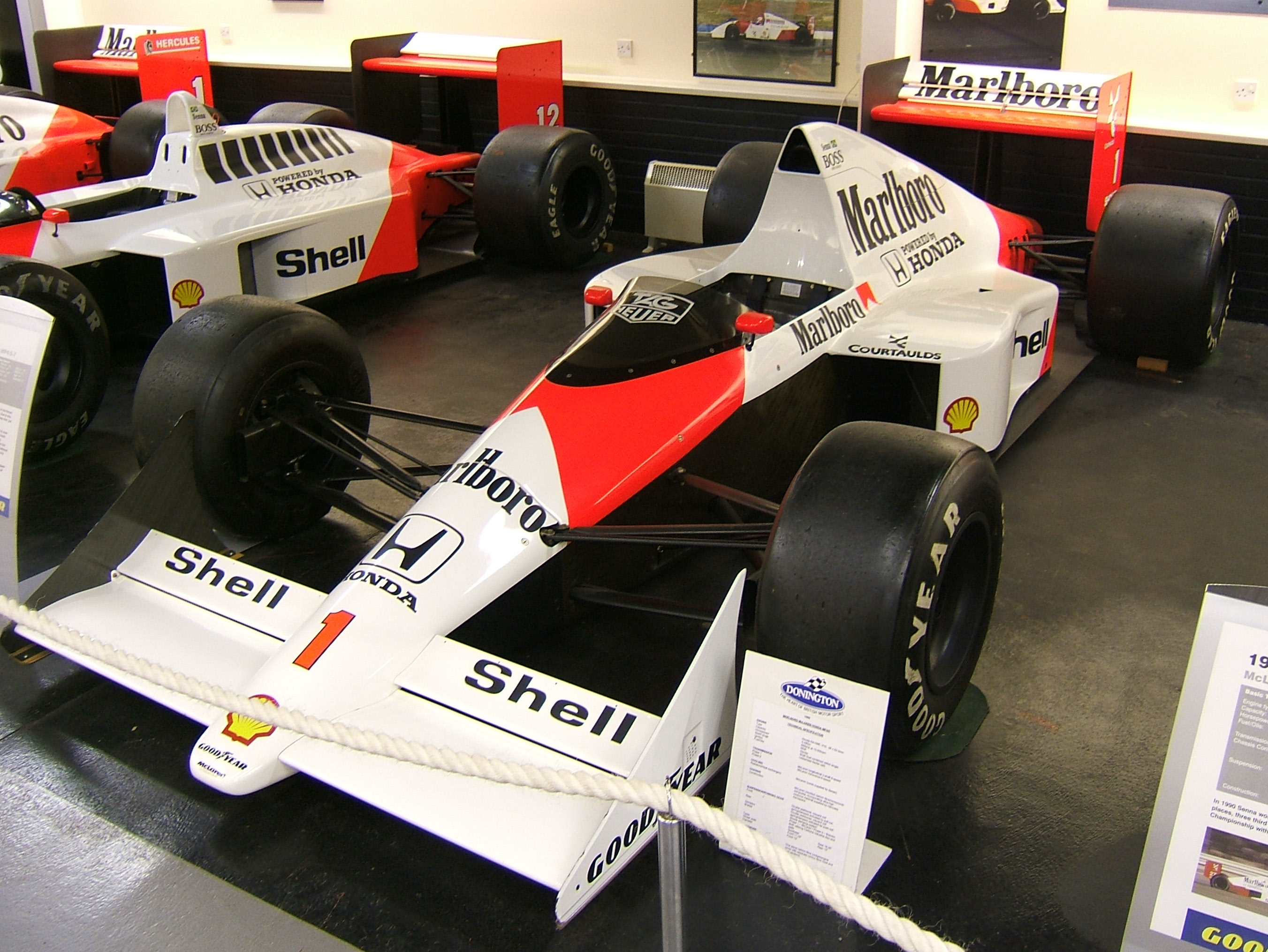
マクラーレン・MP4/5（1989年）
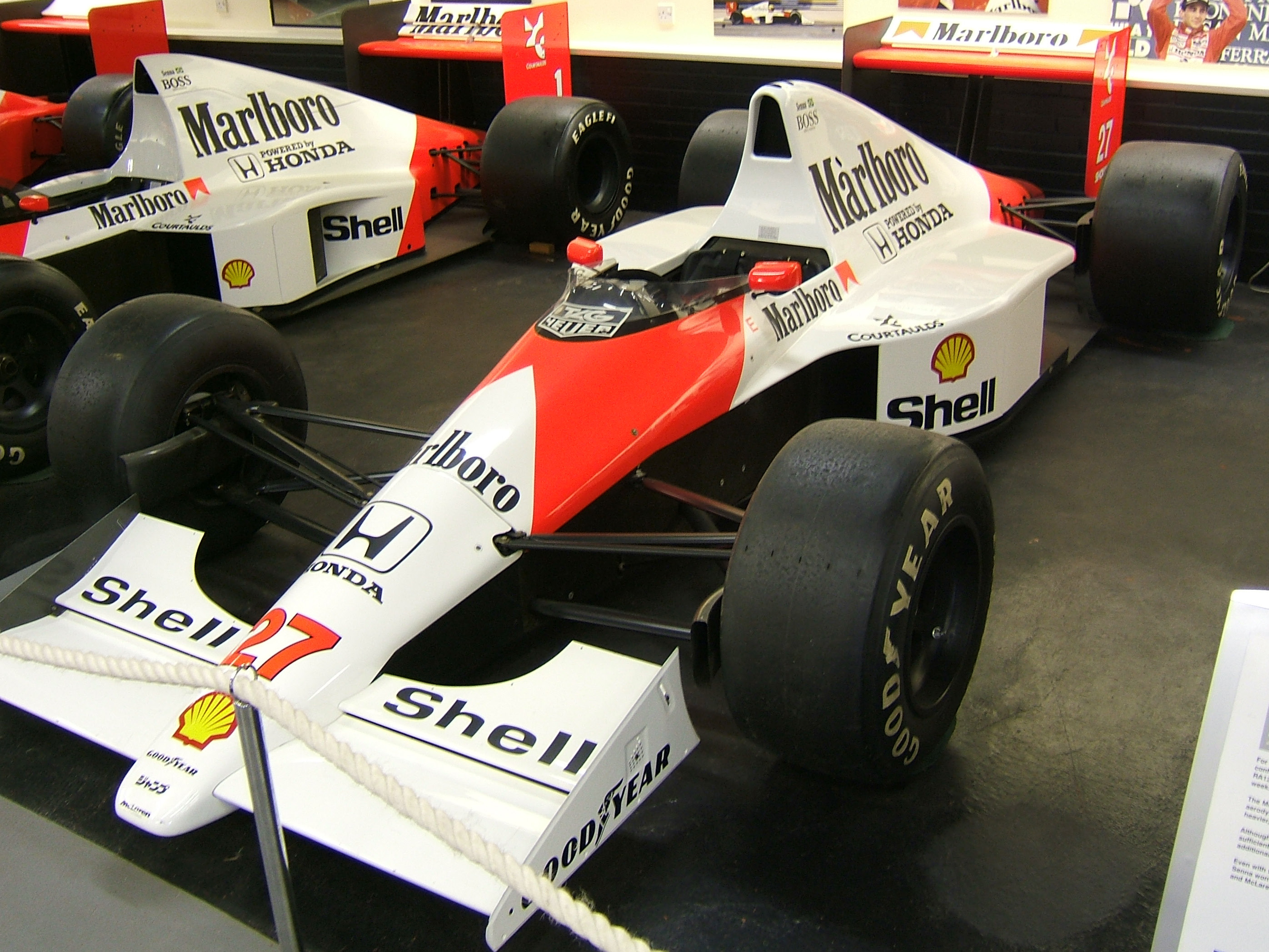
マクラーレン・MP4/5B（1990年）
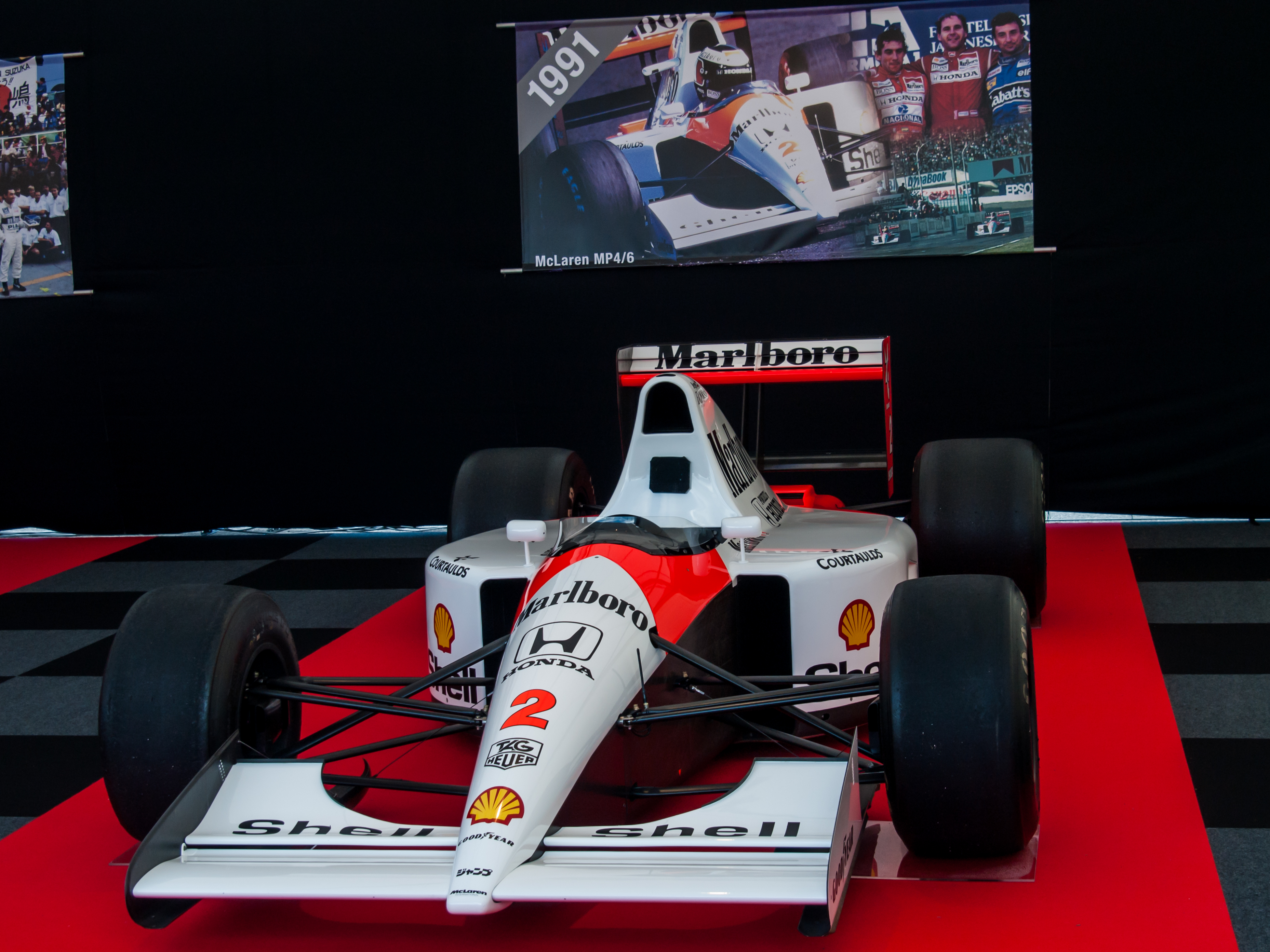
マクラーレン・MP4/6（1991年）
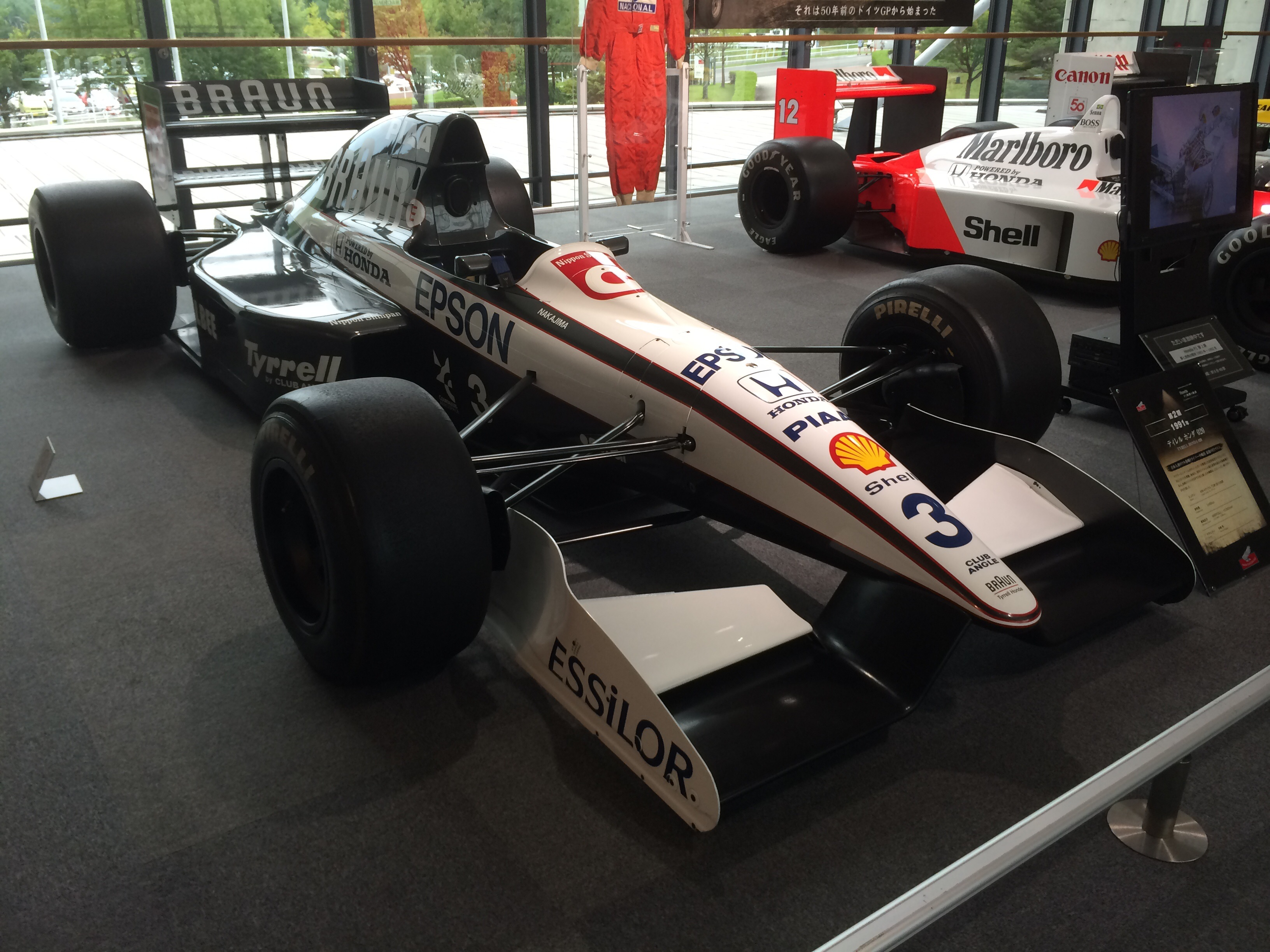
ティレル・020（1991年）
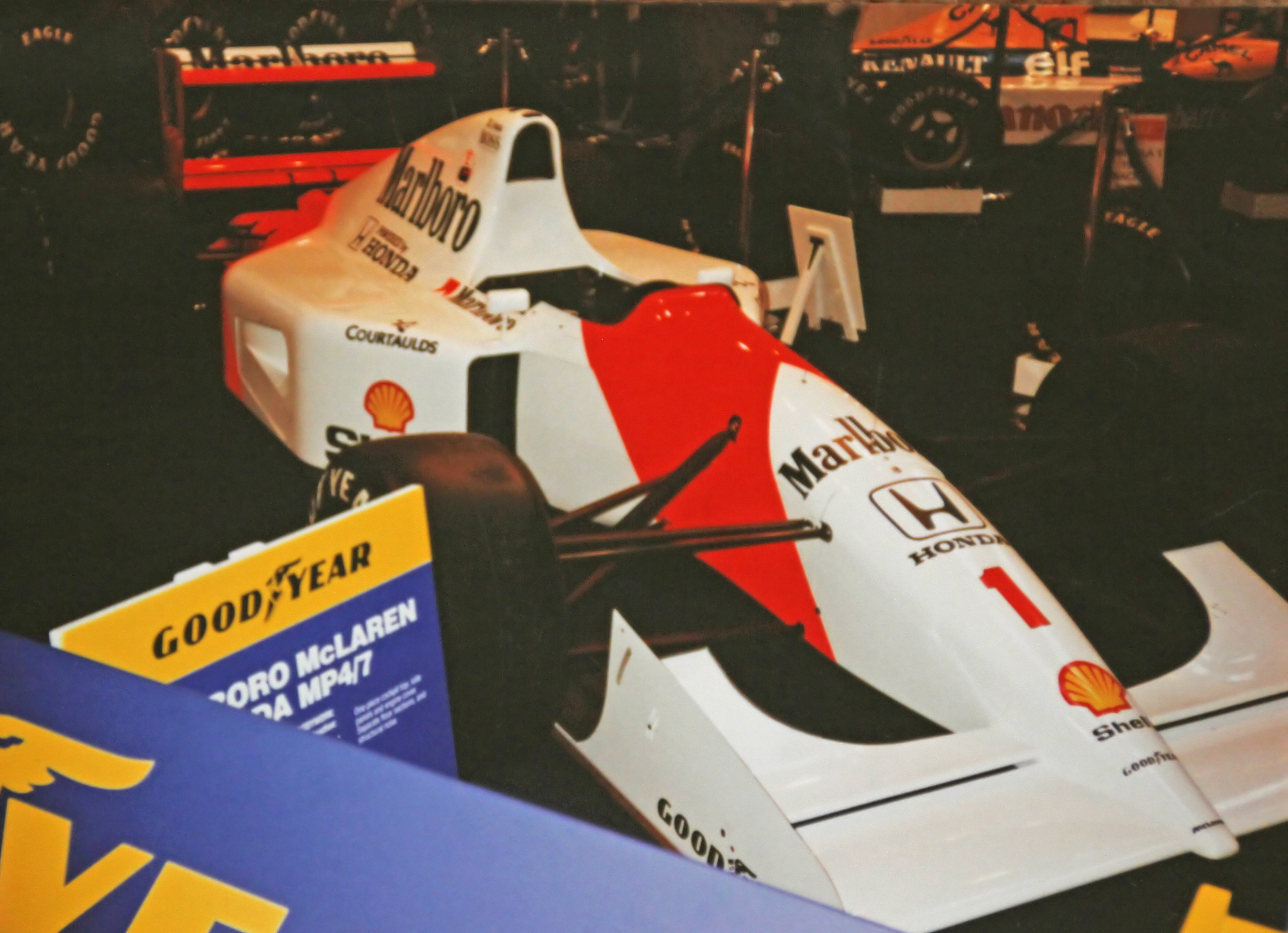
マクラーレン・MP4/7A（1992年）

## 第3期（2000年 - 2008年）
1997年

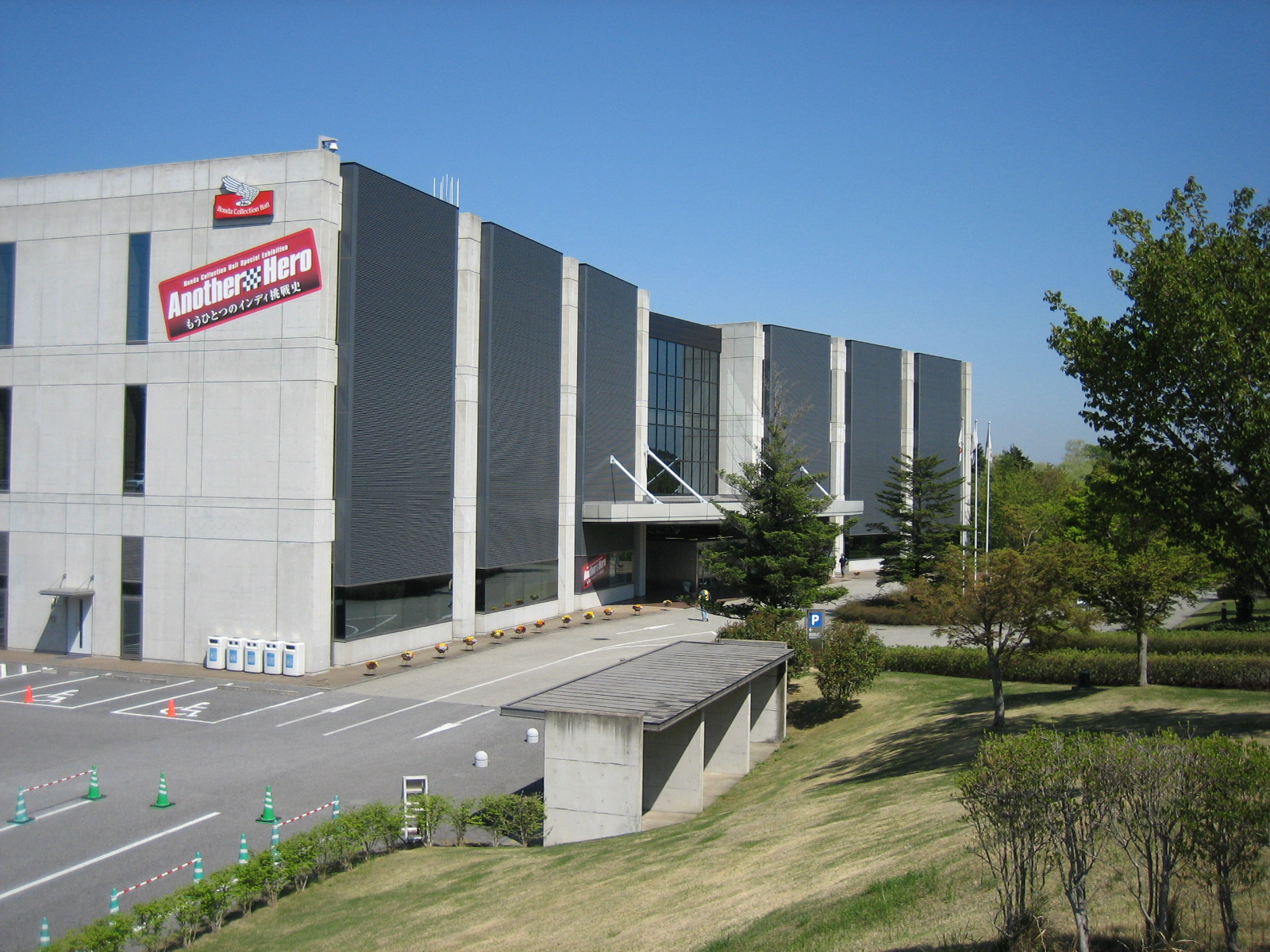
ツインリンクもてぎ開業（1997年）。常設展示施設のホンダコレクションホール（画像の建物）が設置される（1998年開館）。

- 夏頃、第3期F1活動に向けた準備を秘密裏にスタートする旨、本田技術研究所内でアナウンスが行われる[371][注釈 159]。
- 7月、イギリスGPに際して、無限とジョーダンが翌年以降のエンジン供給についての契約を結んだことを発表する（この時点では2年契約）[372]。
- 7月23日付けの『読売新聞』朝刊1面の記事を発端として、ホンダの2000年F1復帰説、そして同社の創立50周年の1998年に何らかの発表がされるということが噂され始める[373][注釈 160]。
- 8月、栃木県茂木町に建設されたツインリンクもてぎが開業する。
- 11月、ブリティッシュ・アメリカン・タバコ（BAT）の支援を受けたクレイグ・ポロックが、ティレルを買収する（発表は12月2日[374]）。ポロックは1998年はティレルのまま参戦し、1999年からはレイナードによる新体制で参戦を始めると表明し、ハーベイ・ポスルスウェイトをはじめとするティレルのスタッフは1999年以降の行き場を失う[375]。ポロックらによる新チーム（BAR）の結成とティレルスタッフの放出という、このふたつの出来事は後にどちらもホンダの第3期F1参戦に大きく関わってくることになる。
- 12月、鈴鹿サーキット内のホンダコレクションホールが閉館する（移転のため）[178]。
- （時期不明）ホンダがジョーダンの買収についての打診を水面下で行う[376]。
- この年、日本国内の四輪自動車販売において、ホンダが目標としていた年間の販売台数80万台を達成する[377]。

1998年（復帰表明）
- この年はホンダの創立50周年にあたる。年明け頃から、ホンダ関係者からのリークの形でホンダのF1復帰についての噂が出始める[378]。
- 初頭、1999年からフルワークスチームとして参戦するということで、F1参戦に向けたプロジェクトが始動する[379]。本田技術研究所が単独で車体まで開発することは現実的ではなかったため、ハーベイ・ポスルスウェイトら、ティレルのスタッフをプロジェクトに迎える[379]。
- 初頭、クレイグ・ポロックがBATのトム・モーザー（Tom Moser）とともに来日し、ホンダに対してエンジン供給を打診する[380][注釈 161]。
- 2月、テスト用車両（RA099）の車体を製作するため、イタリアの車体コンストラクターのダラーラとの接触を開始する[379][注釈 162]。
- 2月、ホンダがチームとしてF1に参戦する意向をFIAに伝える[375]。
- 3月9日（開幕戦オーストラリアGP決勝日）、ホンダ社長の川本信彦の名義でプレスリリースが出され、「車体開発を含めた形のF1復帰に向けて、具体的な検討に入った」と明かされる[378][375][注釈 163]。
- 3月21日、ツインリンクもてぎ内に設立されたホンダコレクションホールの一般公開が始まる[W 57]。展示車両は鈴鹿サーキットの旧施設から移され、レストア設備も備えた常設展示施設となり[W 57]、F1車両も含めた動態保存の方針も明確になる[176][注釈 164]。
- 4月27日、川本信彦がホンダの社長を退任し、吉野浩行がホンダの5代目社長に就任することが発表される[377][375]（6月付人事）。
- 保坂武文がホンダのF1プロジェクトリーダーに就任する。
- 5月8日、イギリス・ブラックネル（英語版）にホンダレーシング・デベロップメント（HRD, Honda Racing Development Limited）が設立される[386][W 58]。HRDにはポスルスウェイトら旧ティレルのスタッフを中心とした70名ほどが在籍することになる[387][注釈 165]。
  - チームマネージャーはルパート・マンウォリング、テクニカルディレクターはハーベイ・ポスルスウェイト、チーフデザイナーはティム・デンシャムという、旧ティレルのスタッフを主体とした体制が構築される[389]。
- 7月、ホンダ社長の吉野浩行により、福井威夫がホンダのF1参戦計画の総責任者に内々に任命される[390][注釈 166]。
- 9月下旬、第15戦ルクセンブルクGP（ニュルブルクリンク）に際してF1委員会の会合が開かれ、その中で、2000年からの参戦を前提として、ホンダがコンコルド協定に参加することが正式に承認される[391][377][375]。これにより、ホンダに特例として「12番目のチーム」としての参戦権が与えられる[391][注釈 167]。
- 9月24日、ホンダが創立50周年を迎える。
- 10月23日、ホンダ社長の吉野浩行が「F1復帰は2000年になる見通し」と発言する[377][375]。
- 12月15日、イタリア・バイラーノにおいて、試作車「RA099」のシェイクダウンが行われる（ドライバーはヨス・フェルスタッペン）[392][379][375][注釈 168][注釈 169]。
- 12月21日、ホンダの定例の年末社長懇談会において、ホンダ社長の吉野浩行が、前週にF1車両のテストを行ったことと1999年も引き続き走行テストを行うことを認める発言をする[392][384][379][394][375][注釈 170]。

1999年
- 1月15日から16日にかけて、ムジェロでRA099の非公開テストが行われる[389]。
- 1月23日から25日にかけて、ヘレス合同テストにRA099が参加する[375]。参加した3日間の内、初日と2日目にトップタイムを記録し、他チームを驚愕させる[389][375][注釈 171]。
- 2月8日、バルセロナ合同テストにRA099が参加する[375]。
- 2月28日、シルバーストン合同テストにRA099が参加する[375]。
- 3月初め、F1の1999年シーズンが開幕。ティレルの参戦権のみを引き継ぐ形でブリティッシュ・アメリカン・レーシング（BAR）が参戦を始める。この年のBARはルノー系のスーパーテックエンジンを搭載する。
- 3月23日、ホンダ本社で経営会議が行われ、F1参戦についても話し合われるが、参戦の是非や参戦形態について、結論が出ずに終わる[395][396][注釈 172]。
- 3月下旬、BARとエンジン供給に向けた交渉を始める[397][396]。
- 3月（日付不明）、ホンダがハーベイ・ポスルスウェイトにフルワークスチームによる参戦という方向には進まない旨を通知し、そのことを口外しないよう伝える[398][注釈 173]。
- 春過ぎ、本田技術研究所が独自開発した自然吸気V10エンジンのプロトタイプがベンチテストを始める[199]。
- 4月（15日以前）、F1関係者の間で「ホンダがコンストラクターとしての参戦を断念してエンジンサプライヤーとして復帰する」、「その供給先はBARになる」との憶測が流れ始める[399][375]。
- 4月15日、RA099の単独テストのためHRDのテストチームが訪れていたバルセロナで、テクニカルディレクターであるハーベイ・ポスルスウェイトが急死する[399][396]。これにより、HRDは技術部門の責任者を失うが、ホンダはF1参戦に向けた計画に変更はないとHRDに伝える[399]。
  - この一件により、ホンダは「エンジンサプライヤーとしての復帰」を発表するタイミングを逸し、すぐには発表できない状況となる[398]。一方、FIAからは「12番目のチーム」としての参戦枠の扱いについて明確な答えをすぐ出すよう要求され[398]、板挟みとなる。
- 5月19日から20日にかけて、バルセロナ合同テストにRA099が参加する[375]。20日のテスト終了後の午後5時、HRDのスタッフたちにプロジェクトの終了とHRDの解散が突然告げられる[400][401]。
- 5月20日、BARが2000年まで結んでいたスーパーテックとの契約を解消することを発表する[402]。
- 5月21日、ホンダがエンジンサプライヤーとしてF1に復帰することを発表し、エンジン供給契約をBARと結んだこともあわせて発表する[402][375][注釈 174]。
  - 本田技術研究所の社長である福井威夫がF1参戦計画の最高責任者に就任することが発表される[403]。
  - イギリスのHRDは改組され、テストチームは解散され[402]、HRDも事実上の解散状態となり、ホンダ内ではその扱いについて再検討が行われる。
  - BARと車体の開発でも協力関係を結ぶことを表明する[404]。
  - 同日、ジョーダンと無限ホンダが2001年まで契約を延長することを発表する[402][405]。
- 9月7日、ツインリンクもてぎで、RA099が日本国内における初走行を行う（ドライバーは中嶋悟）[375]。
- 9月、ホンダからの依頼を受けた日石三菱が、ホンダ製F1エンジン用に最適化した燃料とエンジンオイルの開発を始める[406][注釈 175]。
- 10月1日、HRDが新たな役割とともに再スタートを切る[407]。田中詔一が再編された新HRDの社長に任命される[407][408][403]。
- 10月26日（31日決勝の日本GPの直前）、東京都内で2000年の参戦体制の発表が行われ、RA000Eエンジンが披露される[375]。
- 12月7日、シルバーストンサーキットにおいて、BAR・ホンダ（BAR・002とホンダ・RA000Eエンジン）が初テストを行う（ドライバーはジャック・ヴィルヌーヴ）[409][375]。

2000年（エンジン供給開始）
- 2月1日、イギリス・ブラックリー（英語版）のBARファクトリーに土井清行らHRDの車体開発チームが常駐するようになり、車体の共同開発が始まる[407]。
- 3月、開幕戦オーストラリアGPが開催され、BAR・ホンダが参戦を始める。（第3期参戦の始まり）
  - ドライバーはジャック・ヴィルヌーヴとリカルド・ゾンタ。BARのチーム代表はクレイグ・ポロック。車体の開発責任者はテクニカルディレクターのエイドリアン・レイナード。
- 3月30日、日石三菱がBAR・ホンダに燃料（ガソリン）とエンジンオイルを供給することを発表する[406]。これにより、第3戦サンマリノGP（英語版）から、燃料とエンジンオイルはエルフ製（有償）に代えて日石三菱製に順次変更されていく（2001年以降はENEOSブランドが使用される）[406]。
- 6月29日、第9戦フランスGP（英語版）を前に、ホンダが翌年からジョーダンにもエンジンを供給することを発表する[410][411][注釈 176]。この時点で無限ホンダの翌年以降の扱いは発表されず、不透明なものとなる[412]。
- 10月、第16戦日本GPで、ミハエル・シューマッハがフェラーリに移籍して初となるチャンピオンタイトルを獲得する。以降、2004年にかけてシューマッハとフェラーリが選手権を席巻する。
- 11月2日、無限がF1活動を停止し来季は参戦しないことをプレスリリースで発表し、無限ホンダはF1における活動を終了する[413][414][注釈 177]。

2001年
- BARがマルコム・オースラーをテクニカルディレクターに起用（チーフデザイナーから昇格）。
  - レギュラードライバーは前年のゾンタに代わってオリビエ・パニスを起用し、テストドライバーに佐藤琢磨らを起用。
- 3月、開幕戦オーストラリアGPが開催され、BAR・ホンダに加えて、ジョーダン・ホンダが参戦を始める。
  - ジョーダンのチーム代表はエディ・ジョーダン。車体の開発責任者はテクニカルディレクターのエグバル・ハミディ[注釈 178]。
- 4月29日、第5戦スペインGPでジャック・ヴィルヌーヴが3位となり、BAR・ホンダにとっての初表彰台を獲得する。
- 7月、第12戦ドイツGPの開催を前に、ジョーダンがハインツ＝ハラルド・フレンツェンを電撃的に解雇し、同レースではリカルド・ゾンタをスポット起用する[415]。
- 8月半ば、第13戦ハンガリーGP（英語版）が開催され、このレースからジョーダンがジャン・アレジを起用する[415]。
- 10月29日、ジェフ・ウィリスがウィリアムズからBARに移籍することが発表される（ガーデニング休暇の後、翌年3月1日付けで移籍）[416]。
- 11月、ゲイリー・アンダーソンがジョーダンに復帰する[417][W 60]。
- 11月、本田技術研究所において体制変更が行われる[418]。
  - 木内健雄が研究所付きという形でレース部門に復帰する[418][419]。
  - 橋本健が車体技術開発責任者に就任する[411]。
  - 西澤一俊がHRDのテクニカルディレクターから、栃木研究所のパワートレイン開発責任者に異動する[418]。
- 12月7日、BARにおいて、チーム代表のポロックが更迭され、後任にデビッド・リチャーズが就任する[411][403]。

2002年
- 3月1日、ジェフ・ウィリスがBARのテクニカルディレクターに就任する[411]。
- 3月3日、開幕戦オーストラリアGPが開催され、佐藤琢磨がジョーダン・ホンダからF1デビューを果たす。
- 3月28日、BARのシャシーを製造していたレイナードが倒産する。
- 4月、オトマー・サフナウアーがHRDの副社長に就任[W 61]。同時期にBARではニック・フライが加入し、マネージメントディレクターに就任する[420][411]。
- 4月、第4戦サンマリノGP（英語版）で、本来は開幕戦仕様として投入する予定だったエンジンをようやく投入する[421][注釈 179]。同レースでジョーダンのジャンカルロ・フィジケラがホンダ陣営にとってのシーズン初ポイントを獲得する[421]。
- 7月7日、第10戦イギリスGP（英語版）で、BARのジャック・ヴィルヌーヴとオリビエ・パニスがダブル入賞し、この年のチーム初ポイントを獲得する。
- 7月22日、BARがジェンソン・バトンと翌年以降のドライバー契約（2年契約）を結ぶ[W 62]。それに伴い、オリビエ・パニスはチームを離脱することになる[注釈 180]。
- 8月18日、ホンダが同年をもってジョーダンへのエンジン供給を終了することを発表する[411]。
- 10月1日、木内健雄がホンダのF1プロジェクトリーダー（エンジン開発の責任者）に就任する[418][423]。

2003年
- この年からBARのスポンサーとなり資金提供を始めるとともに、BARとの間でジョイント・レーシングボードを作り、チーム運営にも踏み込むようになる[424][注釈 181]。
- 3月、中本修平がエンジニアリングディレクターに就任[411]。
- 4月、吉野浩行がホンダの社長を退任し、福井威夫がホンダの6代目社長に就任することが発表される[411]。
- 4月、第4戦サンマリノGP（英語版）に際して、サーキットを訪れた福井威夫がBARの買収について質問され「必要があればその可能性もある」と答え（それまでは否定していた）、フルワークスチームとすることを示唆する[425]。
- 10月、ジャック・ヴィルヌーヴが最終戦（第16戦）日本GPを欠場し、佐藤琢磨が代役として出走し、6位入賞を果たす。ヴィルヌーヴはそのままチームを去る。

2004年

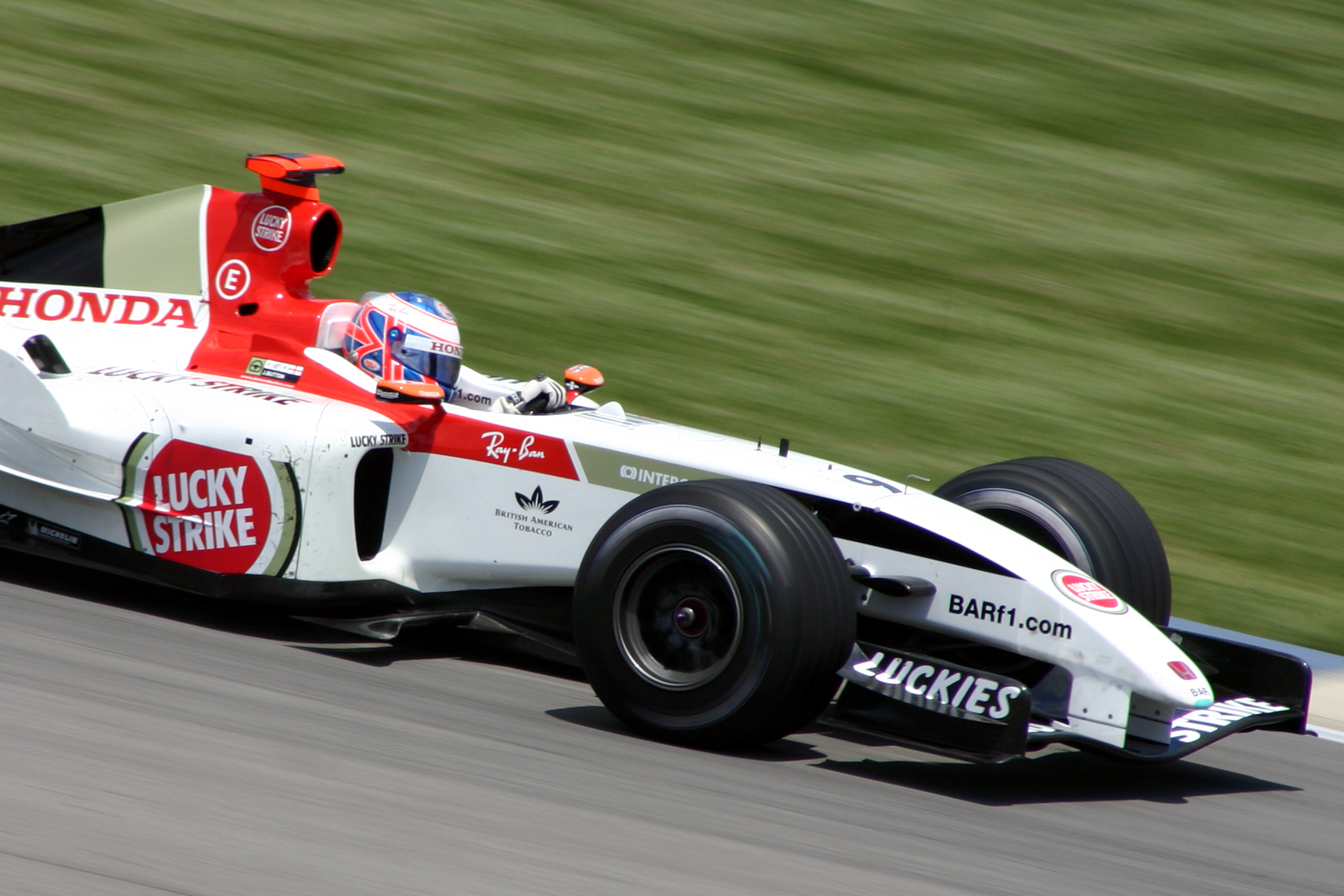
優勝こそないものの、2004年はバトンと佐藤で計11回の表彰台を獲得した。

- 前年までBARのファクトリーにホンダのエンジニアが10名ほど常駐していたが、この年からその体制をやめ、車体開発はBARに任せる体制にする[426]。
- 4月24日、第4戦サンマリノGPにおいて、ジェンソン・バトンがBAR・ホンダとして初となるポールポジションを獲得。
- 6月20日、第9戦アメリカGPにおいて、佐藤琢磨が3位表彰台を獲得する。日本人ドライバーがホンダエンジン搭載車でF1の表彰台を獲得した初の例となる。
- 7月23日、ホンダとBARが2007年まで契約を延長することを発表する[427]。
- 8月5日、ウィリアムズがジェンソン・バトンが翌年から加入することを発表する。BARの契約も残っていたことから、二重契約状態となったバトンの契約問題（通称「バトンゲート」）が発生する[427]。
- 10月、バトンの契約問題について、FIAの契約承認委員会（CBC）が、2005年の契約についてはBARと結んだ契約を有効とする裁定を下す[428]。
- 10月、BAR・ホンダがこの年のコンストラクターズ選手権においてランキング2位を獲得[411]。優勝こそなかったものの、コンストラクターズランキングとしては、この年が第3期の最高成績となる。
- 11月、2006年からの使用が義務付けられたV8エンジンの開発がスタートする[360]。
- 11月19日、ホンダがBARのチーム株式の45%を取得したことを発表する[411][429][注釈 182]。同時に、リチャーズがBARのチーム代表・CEOの職から更迭され、フライが後任として同職に就任する[411][429]。

2005年
鈴木亜久里（写真は2008年）佐藤琢磨（写真は2006年）2005年の鈴木亜久里のチーム設立の動きと佐藤琢磨のシート喪失から、スーパーアグリが設立されることになった。
- 1月、前年末のホンダの資本参加を受けて、BARチームの運営会社の名称が「British American Racing GP Limited」から「BAR Honda GP Limited」に変更される[429][W 63]。
- 2月、鈴木亜久里がホンダに対して、BATが保有するBAR株式（55%の全部もしくは一部）を買い取り、チームの共同オーナーとなり、ホンダとともにチーム運営を行いたいという提案を行う[431][432][注釈 183]。以降、7月まで、この件についての話し合いが数度にわたって持たれた[433]。
- 4月、田中詔一が定年退職に伴いHRDの社長を退任し、ホンダ本社のモータースポーツ部長である和田康裕（英語版）が兼務する形でHRDの社長に就任する[434][435]。この人事に伴い、和田、フライと親交のあったジル・ド・フェランがBARのスポーティングディレクターに就任する[435][注釈 184]。
- 4月24日、第4戦サンマリノGPでバトンが3位、佐藤が5位で完走を果たしたが、最低重量規定違反で失格となる[436]。加えて、予備燃料タンクの存在が発覚してレギュレーション違反に問われる[436]。
- 5月5日、サンマリノGPにおけるBARの違反に対して2戦の出場停止処分が下り、BARは第5戦スペインGPと第6戦モナコGPを欠場する[434]。
- 5月9日、F1に参戦している他の自動車メーカーと共同でグランプリ・マニュファクチャラーズ・アソシエーション（GPMA）を結成する。
- 5月、ヘレスサーキットにおいて、RA004Eをベースに2気筒削ってV8化した先行エンジン（データ収集用）を用いて、他チームに先駆けてV8エンジンの実走テストを行う[360]。
- 7月、鈴木亜久里が2月に提案した買収案について、ホンダは検討の末、断りの返事をする[431][432][437][注釈 185]。
- 8月、2006年用V8エンジンの試作機のベンチテストが始まる[360]。
- 8月16日、BARが翌年からルーベンス・バリチェロを起用することを発表する[411][注釈 186]。
- 9月21日、第17戦ブラジルGPに先立ち、BARが翌年もジェンソン・バトンが残留することを発表する。同時に、佐藤琢磨がBARから参戦しないことが明らかとなる[411][注釈 187]。佐藤をレギュラードライバーとして起用しないことが明らかになったことで、ホンダは日本において激しい非難を浴び、対策の検討を余儀なくされる[437]。
- 10月3日、鈴木亜久里がホンダ（HRD社長の和田康裕とホンダ広報部長の大島裕志）から、F1参戦に必要なエンジンや車体（BAR・007）の供給など、全面的な支援の約束を取り付ける[440][432]。
- 10月4日、ホンダが東京本社で会見を開き、BARの残りの全株式をBATから取得して、同チームを完全子会社化することを発表する[439]。この会見の席上、佐藤琢磨の去就を問われ、同席していたHRD社長の和田康裕は「（このシーズンの時点で存在しない）11番目のチーム」が参戦する可能性を示唆する[440][439]。
- 10月25日、鈴木亜久里にF1用の車体を供給することができなくなったことを伝える[441][注釈 188]。
- 11月1日、東京のホンダ本社で鈴木亜久里がスーパーアグリF1の参戦発表を行い、ホンダのエンジンを使用することを表明する[443][注釈 189]。
- 12月、ホンダがBARのチーム株式を100%取得し、翌年からフルコンストラクターの「ホンダレーシングF1チーム」（HRF1）として参戦することを発表する。

2006年（フルワークス体制初年度）

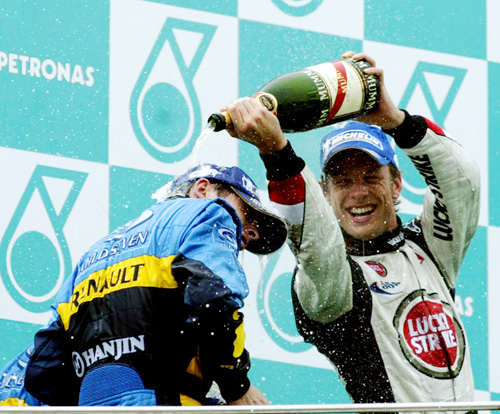
2006年マレーシアGPの表彰式。この年、バトン（画像・右の人物）は自身の初優勝を含め、3回の表彰台を獲得した。

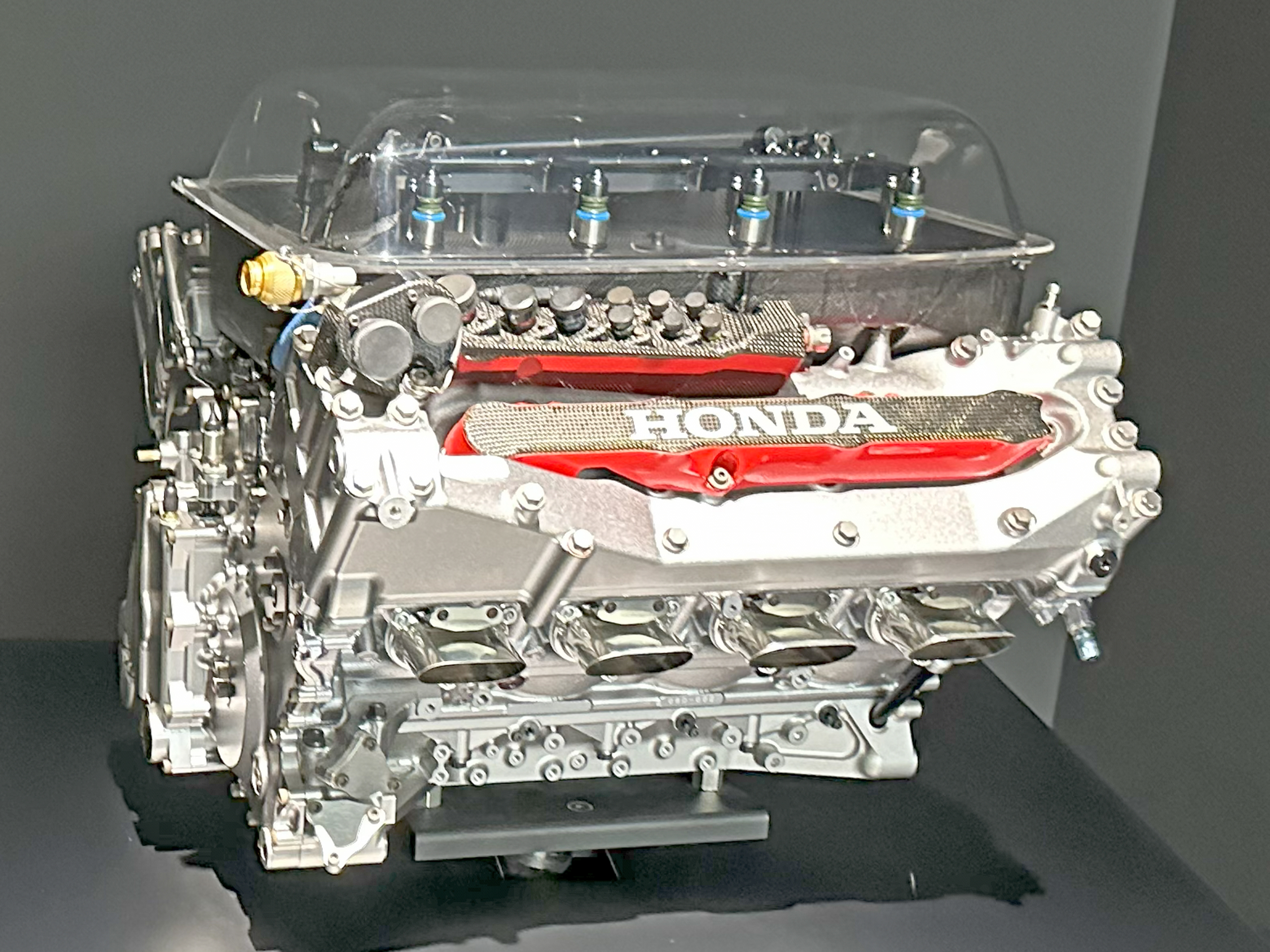
RA806Eエンジン（2006年）。ホンダとしては初のV型8気筒エンジン。

- エンジンの規則が変わり、この年からそれまでの3リッター・V10エンジンに代わって2.4リッター・V8エンジンとなる。
- 1月、BARチームがHRF1となったことに伴い、チームの運営会社の名称が「BAR Honda GP Limited」から「Honda GP Limited」に改められる[注釈 190]。
- 2月、新チームのスーパーアグリが、ホンダエンジンを搭載したSA05のシェイクダウンを行う[444]。
- 3月、開幕戦バーレーンGPが開催される。ホンダは1968年以来38年ぶりにフルワークスチームとしてF1に参戦し、スーパーアグリ・ホンダも参戦を開始する。
- 3月19日、第2戦マレーシアGPで、ジェンソン・バトンが第3期のホンダチームとしては初となる表彰台を獲得する。
- 4月、第3戦オーストラリアGPで、ジェンソン・バトンが第3期のホンダチームとしては初となるポールポジションを獲得する[注釈 191]。
- 6月20日、テクニカルディレクターのジェフ・ウィリスが事実上更迭され、中本修平がシニア・テクニカルディレクターに就任[445]。
- 7月12日、ブラックリーのファクトリーで建設されていた新風洞が完成し、記念セレモニーが行われる[W 65][W 66]。
- 8月6日、第13戦ハンガリーGPで、ジェンソン・バトンが第3期では唯一となる優勝を挙げる。

2007年

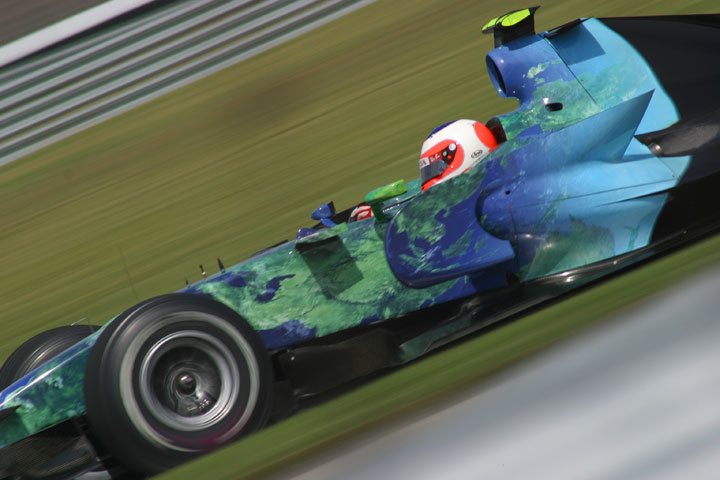
RA107（2007年）。特徴的な「アースカラー」が施された。

- 3月10日、HRF1が体制発表を行い、「アースカラー」の「RA107」を発表する。
- 7月、HRF1がジル・ド・フェランとの契約を解除し、「スポーティングディレクター」の肩書はチームマネージャーのロン・メドウズが引き継ぐ（メドウズの職務内容に変更はない）。
- 11月、ロス・ブラウンがHRF1のチーム代表に就任する[411][436]。

2008年（最終年）
- この年から共通ECUが導入され、独自のECU開発はできなくなる。
- 3月、本田技術研究所（栃木研究所）の技術者たちが、童夢の風洞実験施設である風流舎（滋賀県米原市）で、翌年に向けた空力の開発を1ヶ月余りに渡って行う[446][447]。この実験の過程で、ダブルディフューザーが着想され、試案の検証が行われる[446][447]。（詳細は「ホンダ・RA109K」を参照）
- 4月下旬、イギリス・サンタポッドの直線コースで、翌年に導入予定のKERSの機能確認車「RA1082」（ベース車体はRA106）をシェイクダウンする（ドライバーはアレックス・ブルツ）[448]。これは当時参戦していた10チームの中でKERS搭載車両を用いた最初の走行にあたる[448][449]。その後、シェイクダウン時を含め同車により計4回の実走テストを行う[448][注釈 192]。
- 5月6日、東京で鈴木亜久里が会見を開き、スーパーアグリが経営破綻したことと、F1から撤退することを発表する[450]。
- 9月1日、F1に参戦している他のコンストラクターと共同でフォーミュラ・ワン・チームズ・アソシエーション（FOTA）を結成する。
- 9月15日、アメリカ合衆国において、投資銀行のリーマン・ブラザーズが経営破綻し、世界金融危機に拍車がかかり、日本では日経平均株価が翌月までにほぼ半値にまで暴落する。（リーマン・ショック）
  - 9月下旬、ホンダは社内に緊急タスクフォースを立ちあげ、2009年3月期の業績が厳しいものになると予測し、赤字転落を避けるため、F1からの撤退や市販車の設備投資の凍結を決定する[W 67][注釈 193]。
- 11月2日、最終戦（第18戦）ブラジルGPが開催され、両ドライバーとも入賞圏外で周回遅れの完走となり、前年に続いて低調なシーズンを終える。結果として、このレースが第3期最後のレース参戦となる。
- 11月13日、イギリス・ケンブルで、ウィンターテスト用車両の「RA1089」（ベース車体はRA108）をシェイクダウンする[448]。
- 11月（日付不明）[注釈 194]、ホンダ本社の取締役会で、F1からの撤退の方針が決定される[451]。
- 11月24日、ツインリンクもてぎで記者会見が開かれ、中本修平の退任とHRCへの転籍（二輪への復帰）が発表される[W 70]（12月1日付人事）。
- 11月28日、イギリス・サンタポッドの直線コースで、「RA1089」のチェック走行が行われる（ドライバーはアンソニー・デヴィッドソン）[448]。問題のないことが確認できたため、同車は12月9日のヘレス合同テストに参加するため準備が進められたが、結果として、この時の走行が第3期で最後の実走テストとなった[448]。
- 11月末[451]もしくは12月初め[452]、ホンダの大島裕志が、HRF1のニック・フライ（CEO）とロス・ブラウン（チーム代表）をヒースロー空港近くのホテルに呼び出し、ホンダ本社がこの年をもってF1から撤退する意向であることを伝える[452][451][453][注釈 195]。
- 12月1日（月曜）、ニック・フライとロス・ブラウンが、HRF1の数名の幹部にのみ、ホンダが撤退の意向を伝えてきたことを伝える[454][W 71][注釈 196]。
- 12月3日、ロンドンで開催されたFOTAの会議において、ホンダの撤退の意向が他チームにも伝えられる[W 73][注釈 197]。
- 12月4日、ホンダ本社の取締役会でF1からの撤退が正式に決定する[W 72]。
- 12月5日
  - 午後（日本時間）、ホンダ社長の福井威夫が緊急の記者会見を開き、F1からの「撤退」を発表する[455][411][W 74][W 75][W 76][注釈 198]。（第3期参戦の終わり）
  - HRF1で、ファクトリー内の従業員全員に撤退が知らされる[454]。
- 以降、日本の本田技術研究所による開発は終了し、開発中だった車体（RA109K）の開発はHRF1のエンジニアに託される。

2009年
- 2月23日、福井威夫がホンダの社長を退任し、伊東孝紳がホンダの7代目社長に就任することが発表される[411]（4月1日付人事）。
- 3月6日
  - F1チームの運営会社である「Honda GP Limited」（HRF1）をロス・ブラウンに売却したことが発表される。ホンダの撤退発表後もブラックリーのチームを維持して2009年シーズンへの参戦準備を進めていたブラウンは[W 71]、新会社「Brawn GP Limited」を設立し[W 63]、ホンダF1チーム（HRF1）を引き継いだ新チーム「ブラウンGP」を発足させる。
  - シルバーストンサーキットにおいて、ブラウンGPがブラウン・BGP001（エンジンはメルセデスHPE製）のシェイクダウン走行を行う。
- 3月29日、開幕戦オーストラリアGPが開催され、ホンダF1チームを引き継いで参戦したブラウンGPがデビュー戦で1-2フィニッシュという快挙を果たす[注釈 199]。その後もシーズン前半戦を席巻し、ジェンソン・バトンがこの年のチャンピオンとなり、チームはダブルタイトルを獲得する。
- 7月、ホンダ社長の伊東孝紳がF1について「われわれが新しい分野に挑戦できる余地がほとんどないので、シリーズの現状を考えれば、もし経済が回復したとしても、復帰を望むことはないでしょう」と語り、復帰の意思がないことを改めて述べる[W 77]。
- 11月、ダイムラーがブラウンGPを買収し、翌年からF1に自社チーム（メルセデスGP）として参戦させることを発表する。
  - これにより、マクラーレンは1995年以来保っていたメルセデスのワークスチームとしての待遇を失うことが確定し、新たなワークスエンジンを探し始めることになり、これは第4期のホンダの復帰にも関係してくることとなる。

### 参戦車両（2000年 - 2008年）
- エンジン供給先

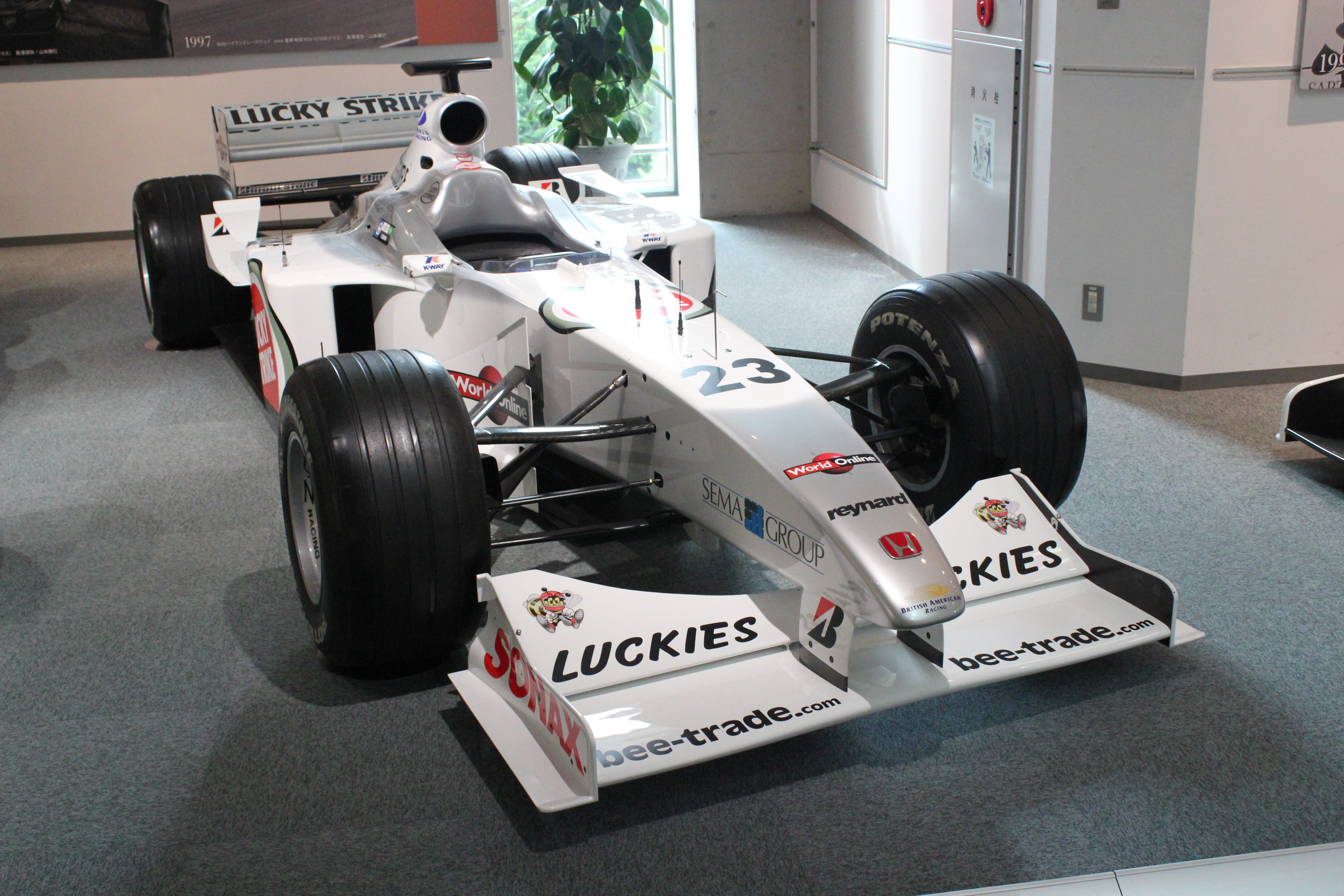
BAR・002（2000年）
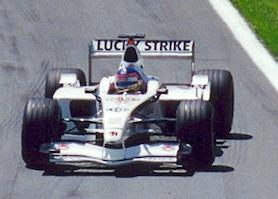
BAR・003（2001年）
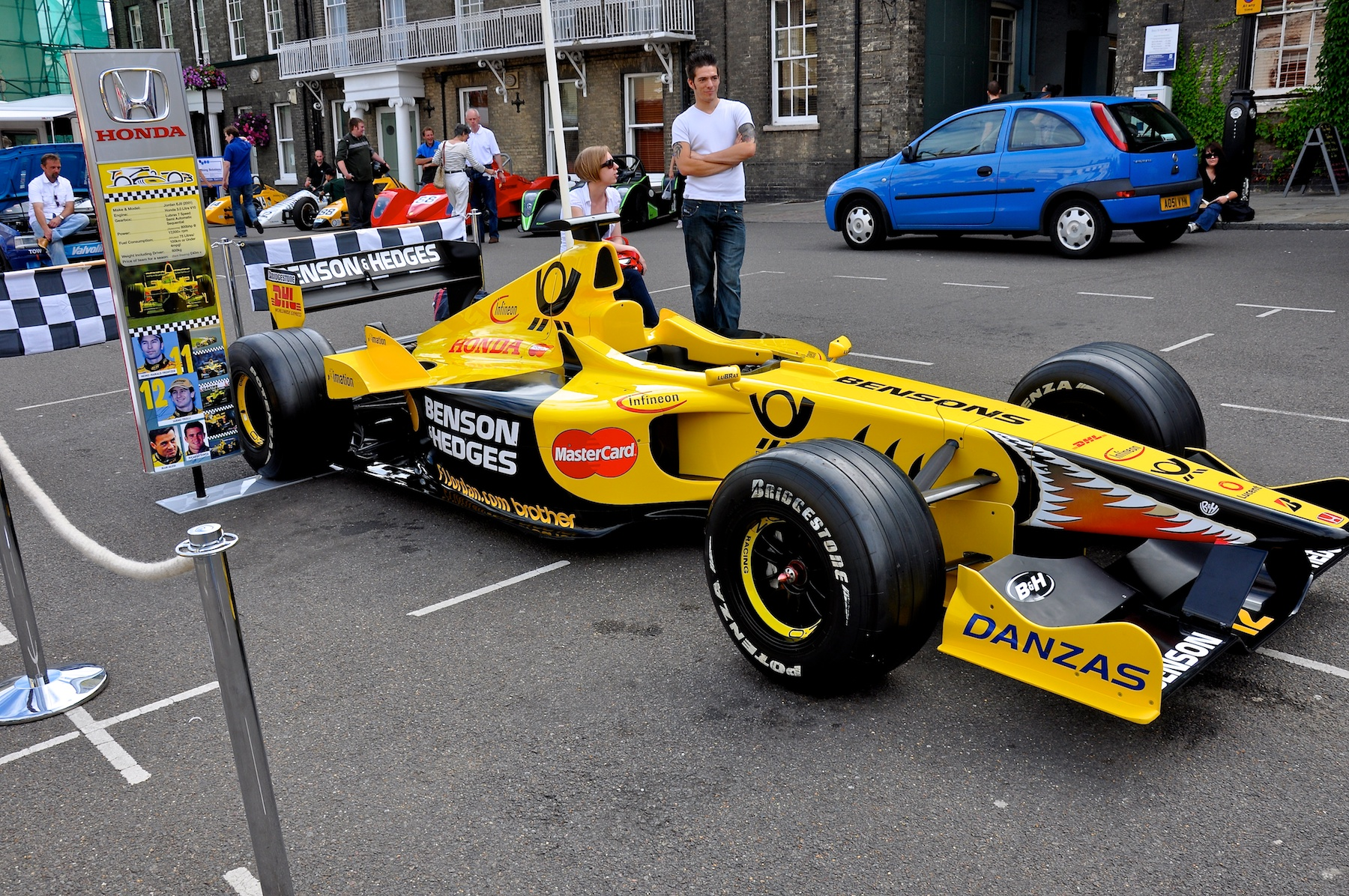
ジョーダン・EJ11（2001年）
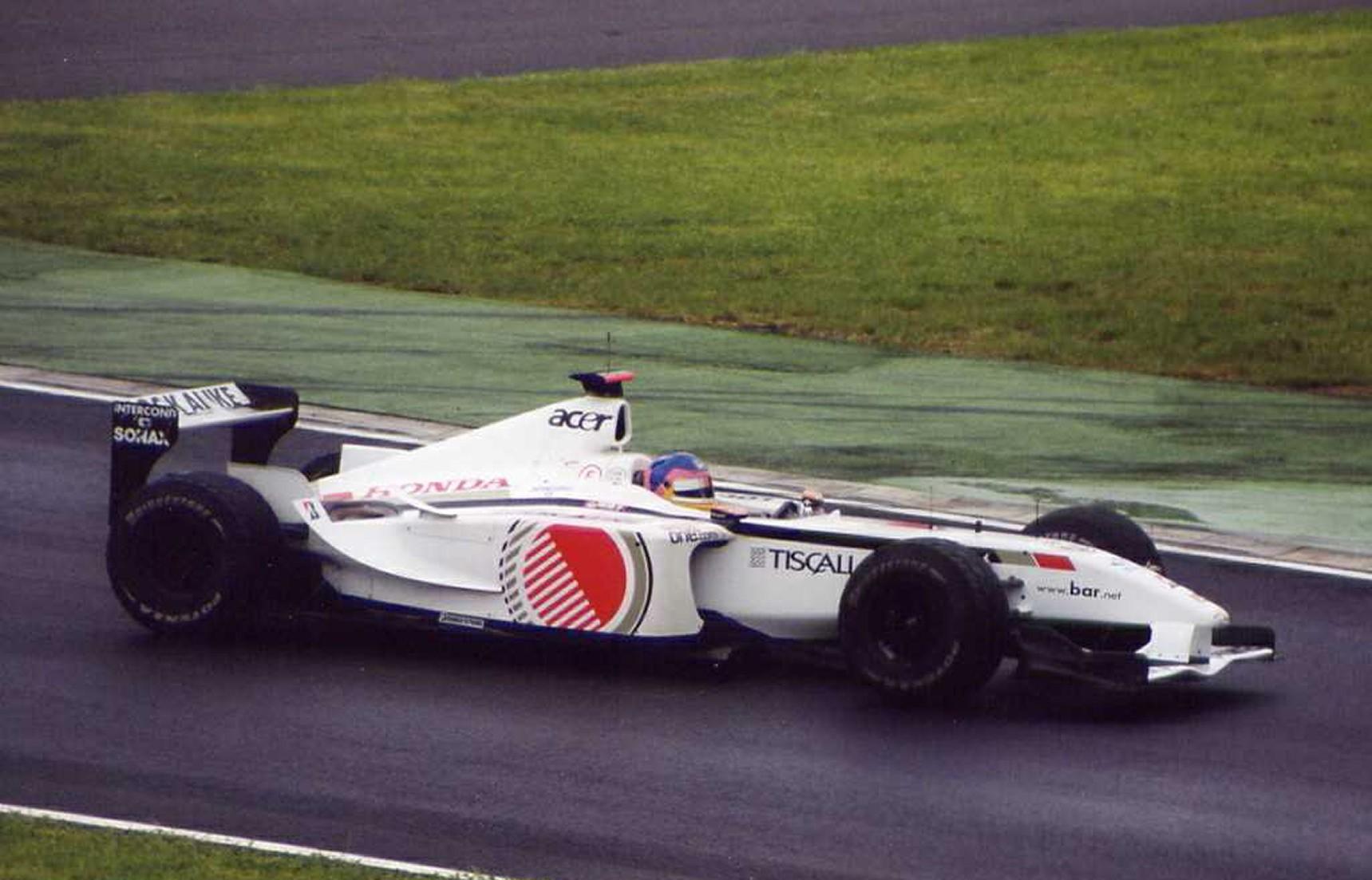
BAR・004（2002年）
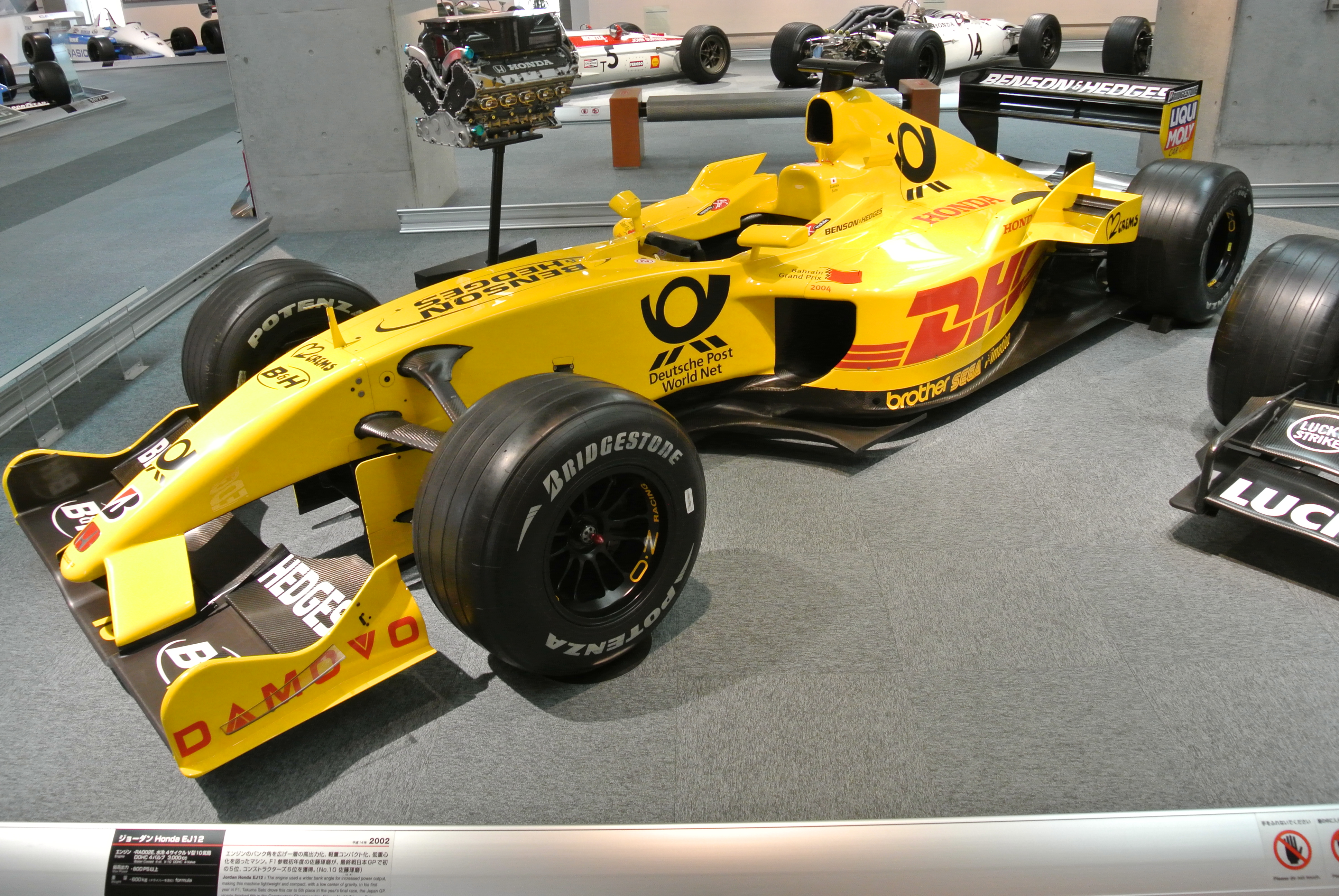
ジョーダン・EJ12（2002年）
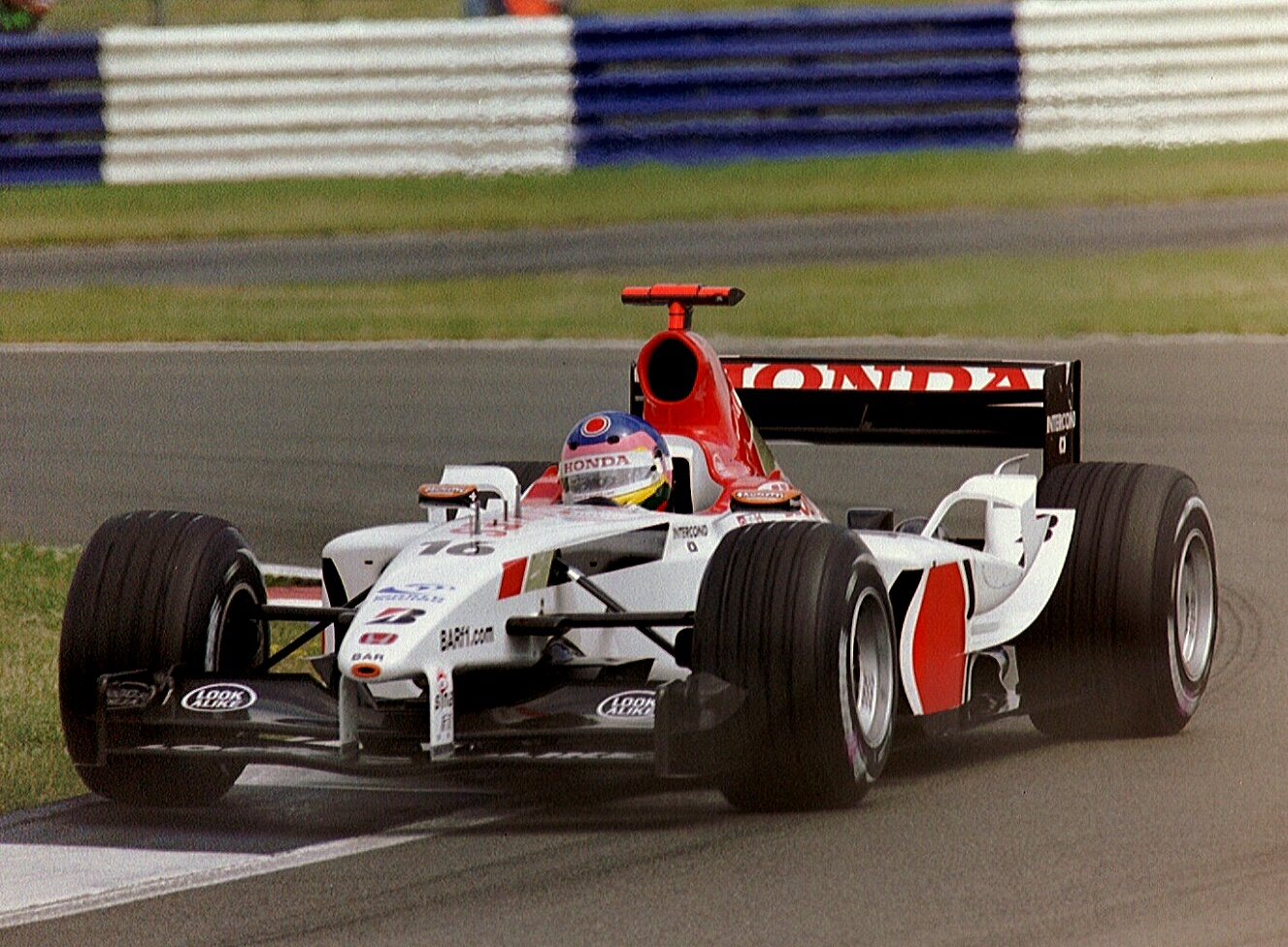
BAR・005（2003年）
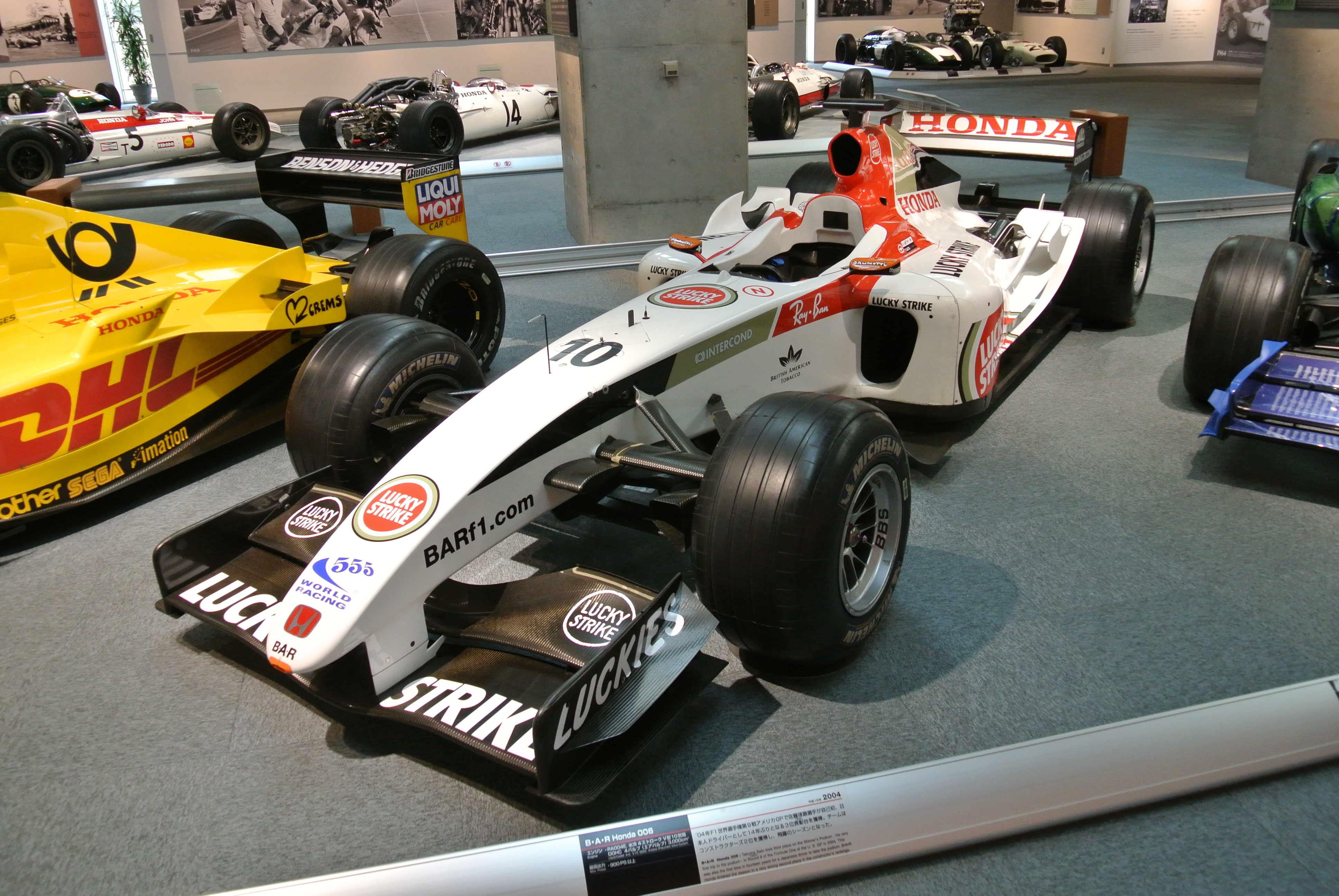
BAR・006（2004年）
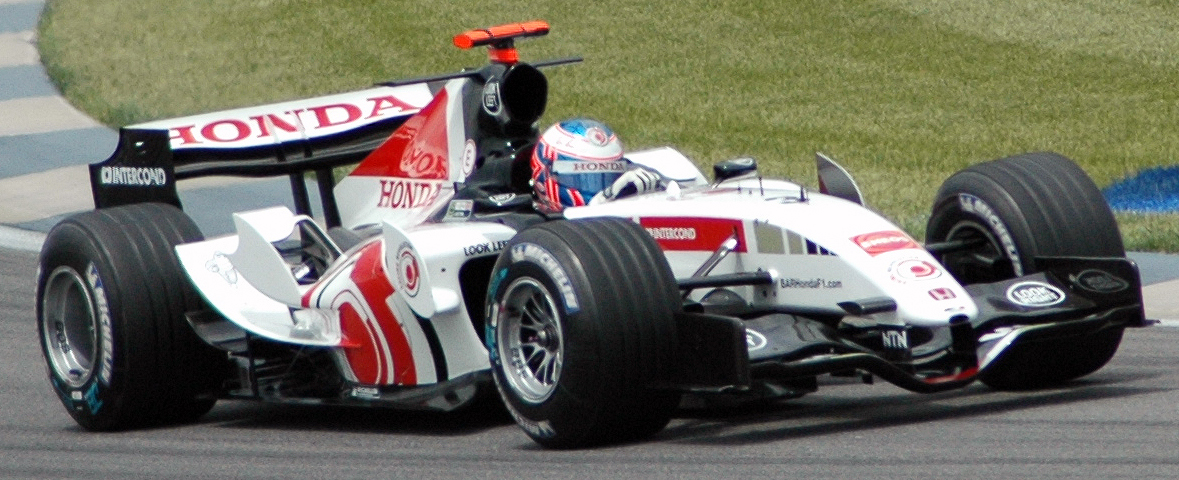
BAR・007（2005年）
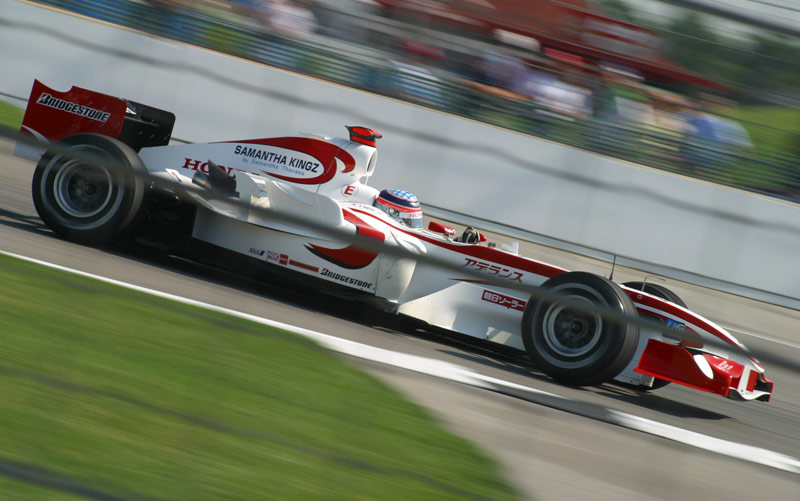
スーパーアグリ・SA05（2006年）
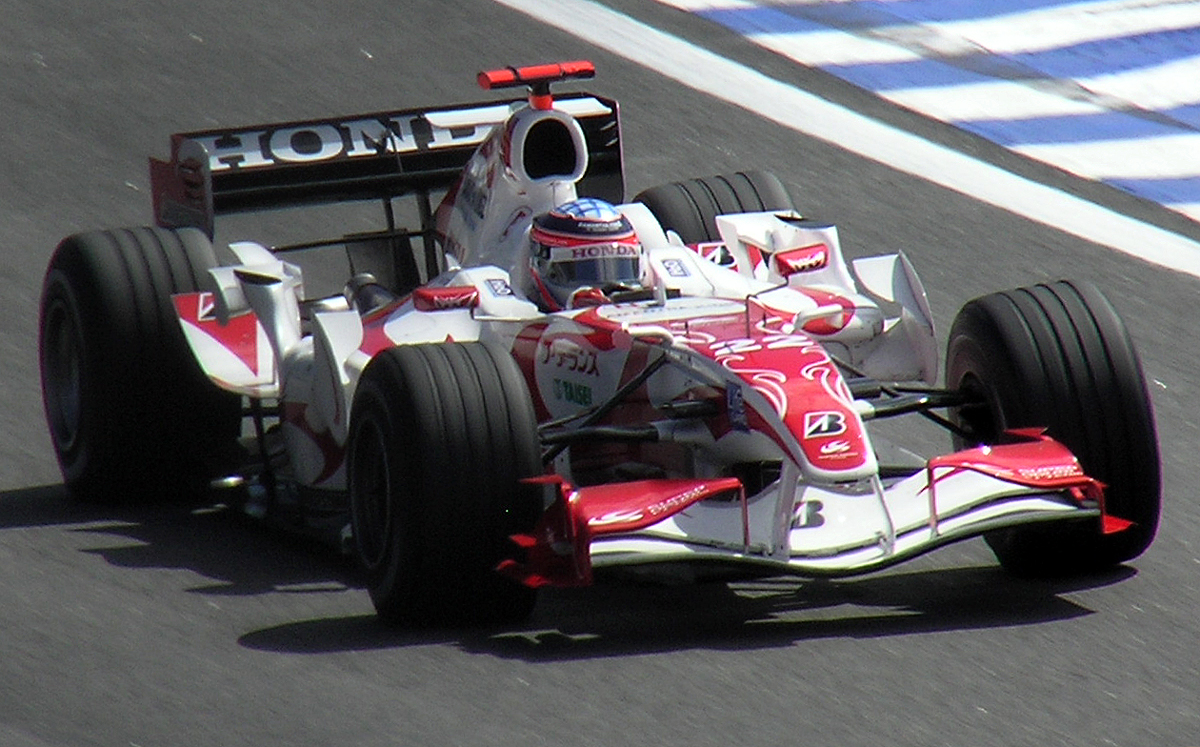
スーパーアグリ・SA06（2006年）
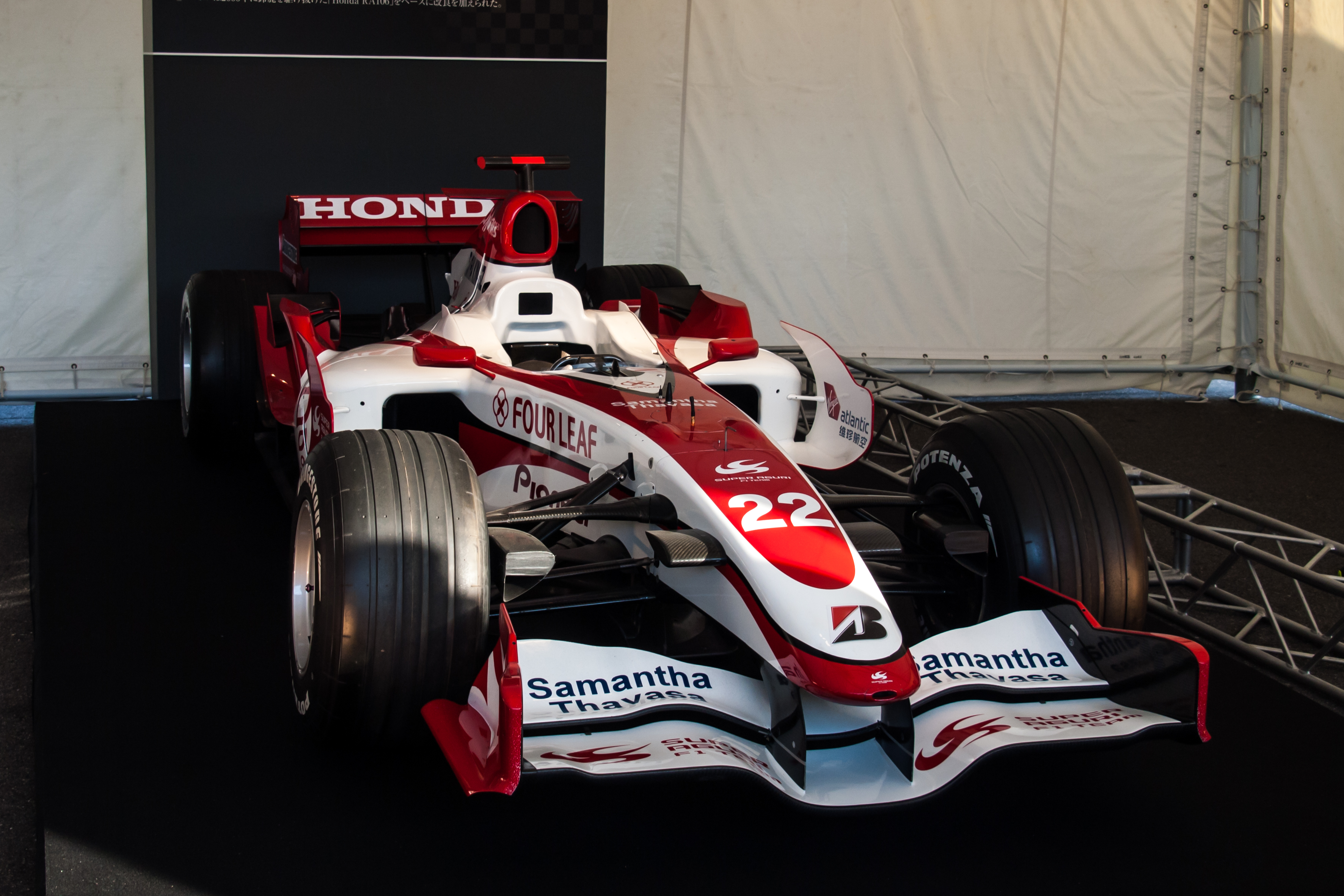
スーパーアグリ・SA07（2007年）
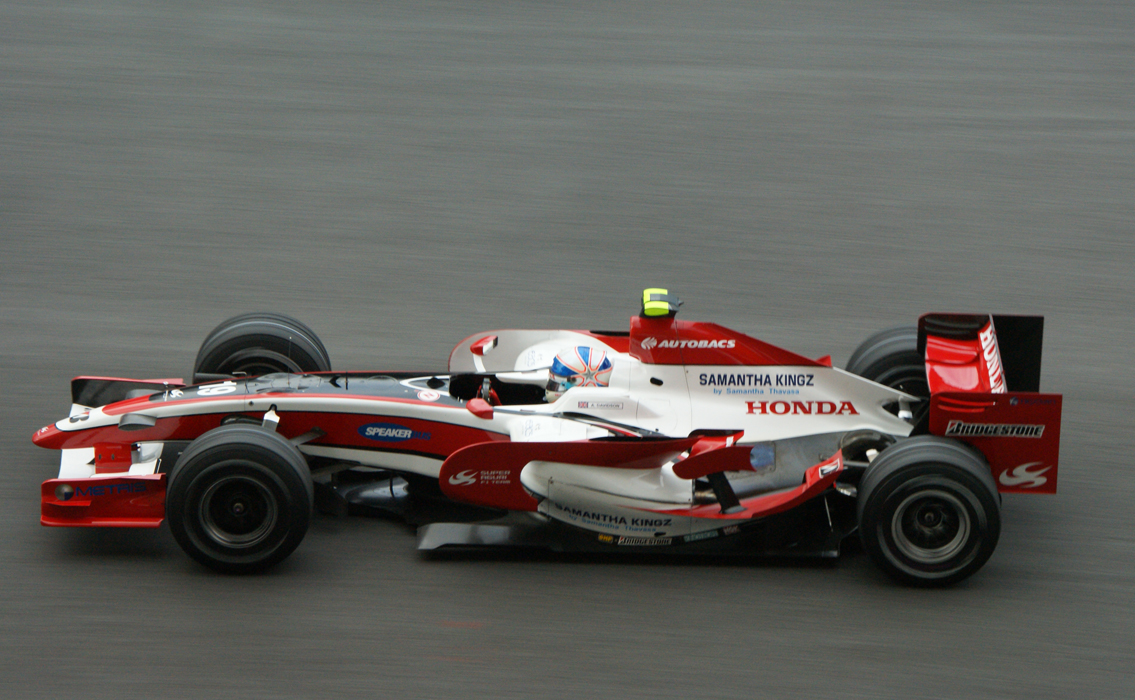
スーパーアグリ・SA08A（2008年）

- フルワークスチーム

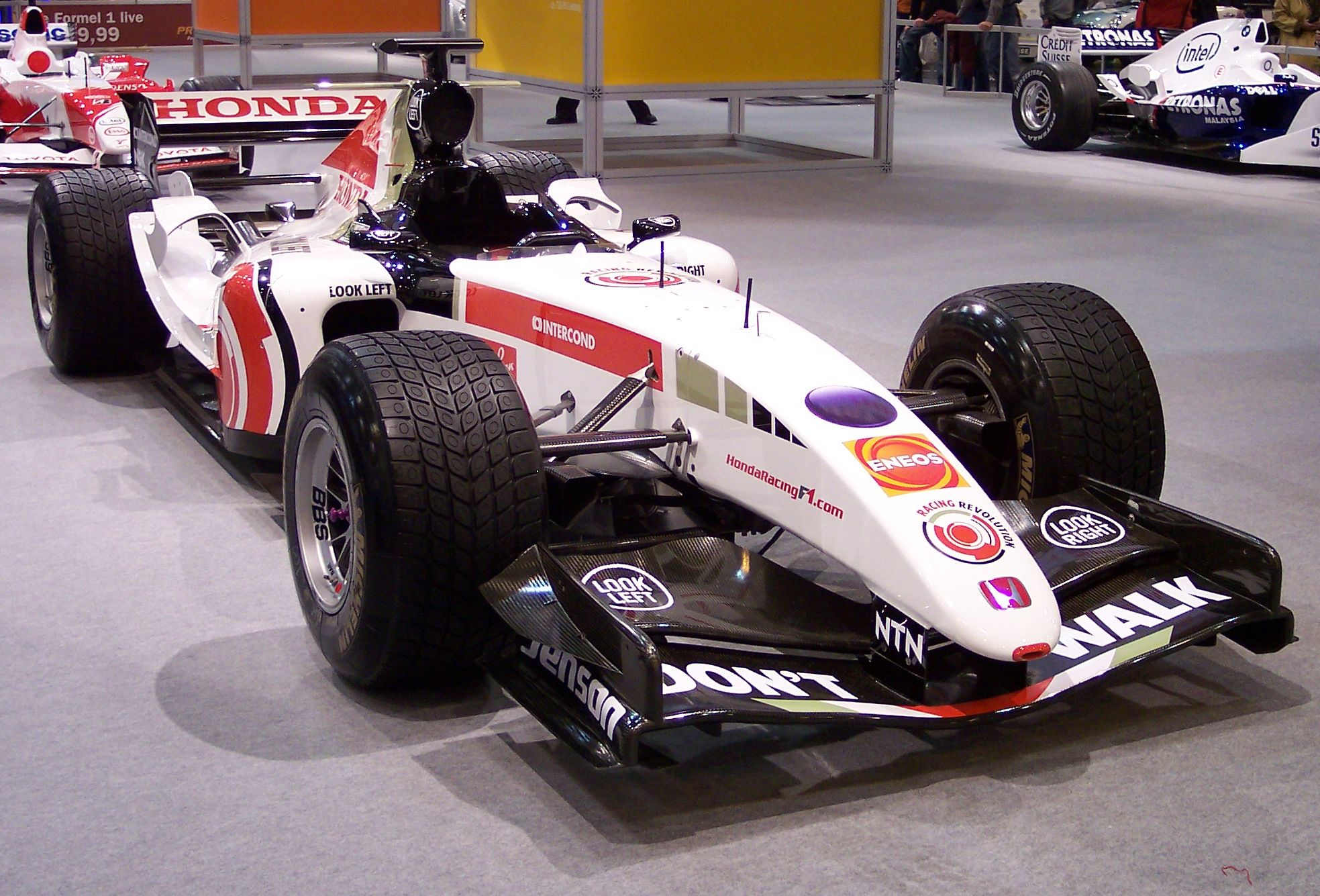
RA106（2006年）
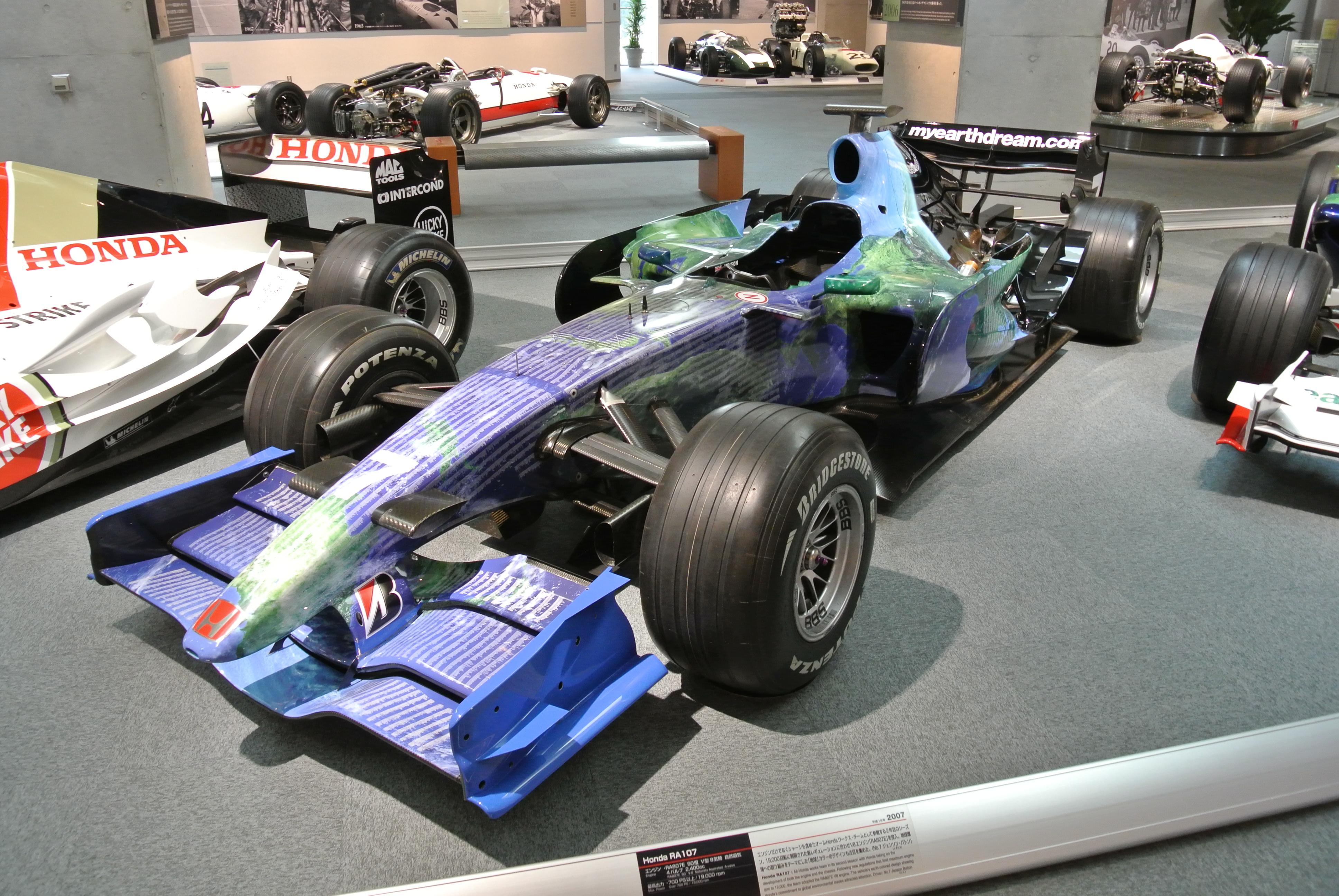
RA107（2007年）
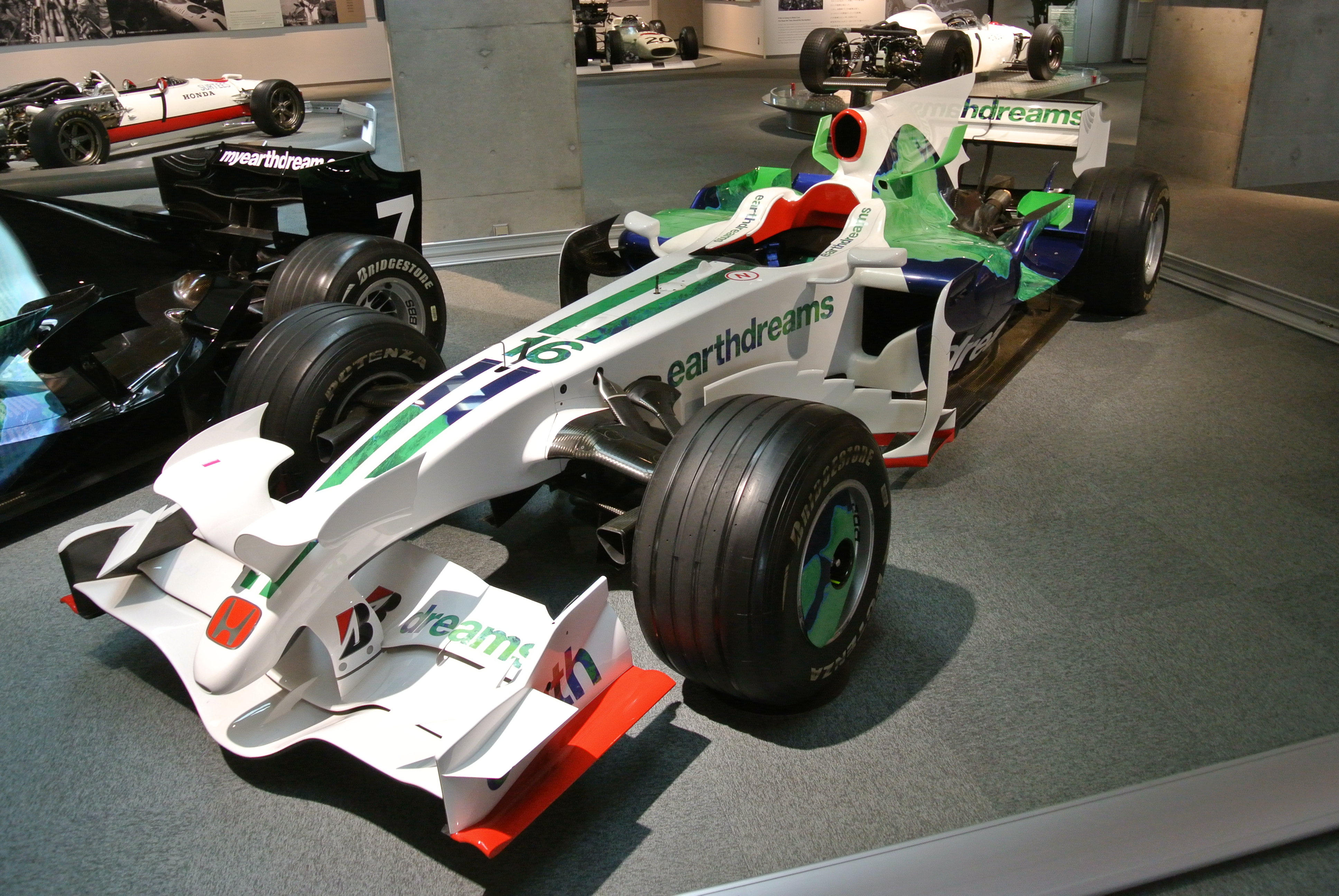
RA108（2008年）

## 第4期（2015年 - 2021年）
2010年
- 5月、FIAの主催でF1の次期エンジン（パワーユニット）に関する検討会議が行われ、後藤治を介してホンダも招待され、本田技術研究所の櫻原一雄[注釈 200]がオブザーバーとして出席する[457]。この会議の結果として、同年12月にFIAは「F1は2013年から1.6リッター直列4気筒ターボエンジンを採用する」旨を発表する[W 78][注釈 201]。

2011年
- 7月14日、FIAがF1で2014年から適用されることになるテクニカルレギュレーション（技術規則）の策定を完了し[W 79]、22日に暫定版として公表する[W 80]。原動機については、ターボチャージャー搭載の1.6リッターV型6気筒となるほか、従来の内燃機関（ICE。エンジン）とKERS（2014年以降は「MGU-K」と呼ばれるようになる）に加え、熱回生を行う「MGU-H」が導入されることが規定される[W 81]。それら一式は総称して「パワーユニット（PU）」と呼ばれることになる。
  - F1に参戦中のフェラーリ、ダイムラー（メルセデス）、ルノーの3メーカーは同年中にPUの開発に着手する[W 82][注釈 202]。

2012年
- 夏頃、本田技術研究所のモータースポーツ開発室によって四輪レースの参戦カテゴリーの検討が「頂点レース」を軸にして行われ[458][459]、F1が良いという結論となり、報告を受けた本田技術研究所の経営陣もそれに同意を示す[458]。その後、提携するチームを検討する中で、マクラーレンが第一候補となる[458]。
- 時期不明（夏から12月の間）、ホンダの経営会議で、F1参戦（復帰）が承認される[458]。
- 12月、本田技術研究所において、F1参戦に向けて人員が集められ始める[460]。

2013年（復帰表明）
- 2月、翌年からパワーユニットが導入されることになったF1についてホンダ社長の伊東孝紳が「一生懸命勉強中です」と外部に発言し、復帰についての憶測が出る[461]。
- 2月、栃木県さくら市の施設において、モータースポーツのためだけの新しい研究所（HRD Sakura）を立ち上げることを決定する[457]。4月、この時点で建設済みだった建物（A棟）の内部の工事が始まる[457]。
- 時期不明、マクラーレン・グループ（英語版）[注釈 203]の取締役会でホンダとの提携について話し合いが行われ、ロン・デニス[注釈 204]は反対票を投じたが、マーティン・ウィットマーシュとマンスール・オジェは賛成し、提携は承認される[462]。
- 5月、F1用パワーユニットの開発が始まる[463][注釈 205]。
- 5月16日、ホンダの東京本社で、ホンダ社長の伊東孝紳がマクラーレン・グループのCEO兼マクラーレンチーム代表のマーティン・ウィットマーシュとともに記者会見を開き、2015年からF1にパワーユニットのサプライヤーとして復帰し、マクラーレンに供給を開始する予定であることを発表する[461]。
- 秋、試作のV型6気筒エンジン（ICE単体）のベンチテストが初めて行われる[463][注釈 206]。

2014年

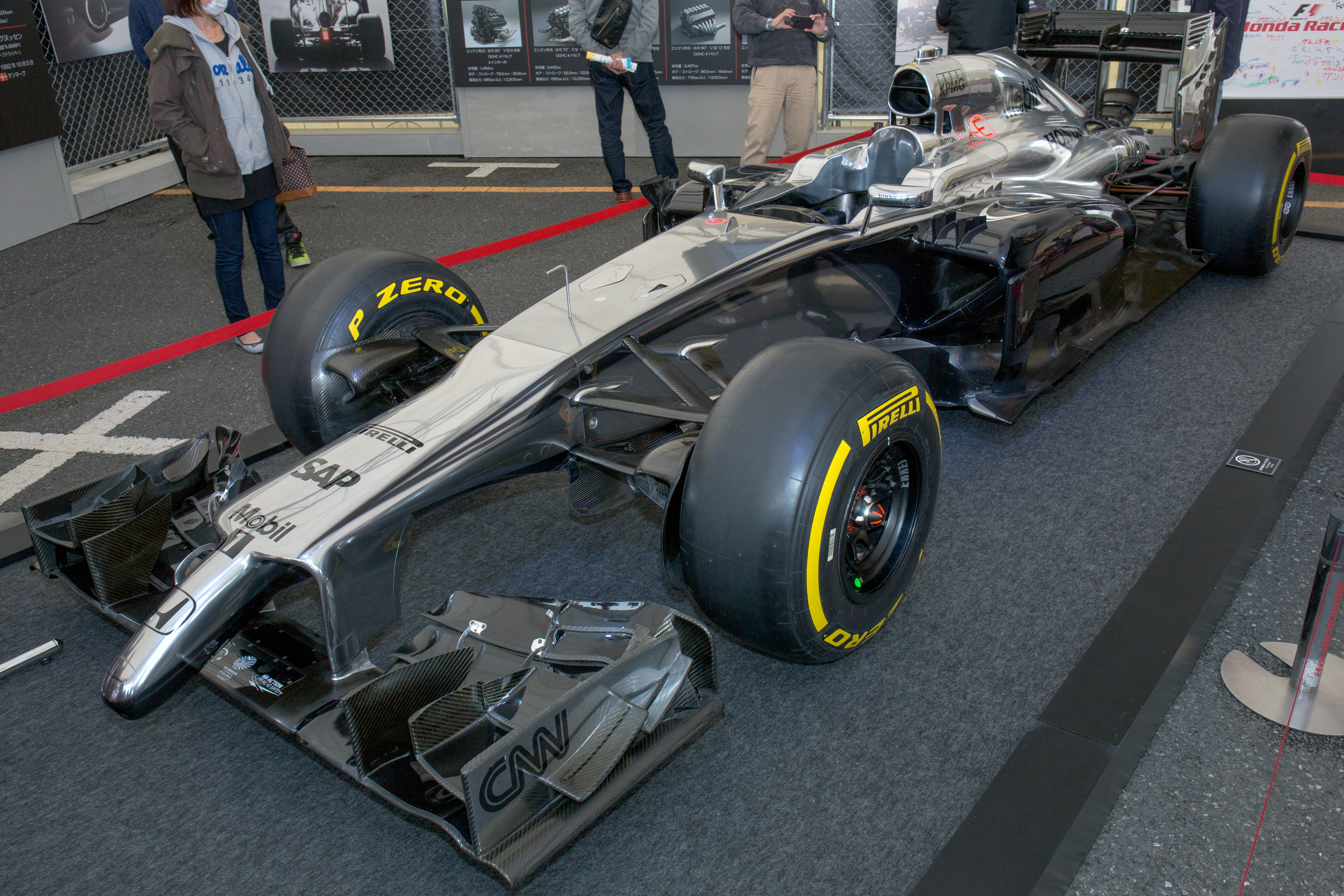
マクラーレン・MP4-29H/1X1（2014年）

- 1月、栃木県さくら市のHRD Sakuraの建物（A棟）が完成し、開発の人員が入り始める[464][458][注釈 207]。
- 1月16日、マーティン・ウィットマーシュがマクラーレン・グループのCEOから解任され、ロン・デニスがCEOに就任（復帰）することが発表される[W 85]。
- 1月29日、エリック・ブーリエが2月3日付でマクラーレン・レーシングのCEO兼レーシングディレクター（チーム代表）に就任することが発表される[W 86]。ブーリエはホンダとの最終年となる2017年まで通してマクラーレンのチーム代表を務めることになる。
  - ホンダとの提携を推進していたマーティン・ウィットマーシュは未勝利に終わった前年の成績不振の責任を取るという形でマクラーレン・グループにおいてもマクラーレン・レーシングにおいても任を解かれ、その後、同年8月にマクラーレンを離脱する[462]。
- 初め頃、ERS、MGU-Hのエネルギーマネージメントについて、本田技術研究所でシミュレーションが始まる[465]。
- 3月、F1の2014年シーズンが開幕。このシーズンからパワーユニットを原動機とする新規則が施行される。初年度のこの年はメルセデスがシーズンを席巻し、11月に閉幕するまでの全19戦で16勝をあげる。以降の年もほぼ同様にメルセデスの優勢が続く。
- 4月、HRD Sakuraが正式にオープンする[464]。
- 秋、MGU-KとMHU-Hの試作品が製造され、実物を用いたテストが始まる[465]。
- 11月25日、最終戦アブダビGP後のヤス・マリーナ・サーキットで、F1の合同テストが行われ、ホンダ製パワーユニットを搭載したマクラーレン・MP4-29H/1X1が特例的な措置により参加する[458]。

2015年（パワーユニット供給開始）
- 2月23日、伊東孝紳がホンダの社長を退任し、八郷隆弘がホンダの8代目社長に就任することが発表される（6月付け人事）[W 87]。
- 3月、開幕戦オーストラリアGPが開催され、マクラーレン・ホンダが参戦を始める。（第4期参戦の始まり）
  - ドライバーはフェルナンド・アロンソとジェンソン・バトン。チーム代表はエリック・ブーリエ。
- 10月、第16戦アメリカGPに際してバーニー・エクレストンの仲介によりホンダとレッドブルがPU供給に関するミーティングを行うが、ロン・デニスが拒否権を行使して物別れとなる[466][467][注釈 208]。

2016年
- 2月23日、F1の総責任者の新井康久が退任し、その後任に長谷川祐介が就任することを発表する（3月1日付人事）。同時に、ホンダ本社にF1担当専務執行役員のポストが新設され、本田技術研究所社長の松本宜之が兼務する体制となることが発表される。
- 4月、山本雅史がホンダのモータースポーツ部部長に就任する[469][注釈 209]。
- 5月1日、第4戦ロシアGP決勝日に際して、スクーデリア・トロ・ロッソのフランツ・トストからの接触があり、パワーユニット供給の要望を受ける[469][468][470]。この時はマクラーレンとの契約があったため断る[469][注釈 210]。
- 8月、ジェンソン・バトンが引退の意向をロン・デニスに伝えるが、慰留され「休養」という形にするよう勧められる[471]。
- 9月1日、ヨースト・カピートがマクラーレン・レーシングのCEOに就任する。しかし、マクラーレン内の組織変更（ロン・デニスの退陣）に巻き込まれ4ヶ月ほどで離脱する。
- 9月3日、第14戦イタリアGPに際して、翌年はフェルナンド・アロンソとストフェル・バンドーンのラインナップとなり、ジェンソン・バトンはリザーブドライバーとなることをマクラーレンが発表する[W 88]。
- 10月、ザウバーとパワーユニット供給に関する交渉を始める[W 89]。
- 11月15日、マクラーレンの株主総会で、ロン・デニスがマクラーレン・グループの会長・CEOから解任されることが決定する[W 90]。
- 11月21日、ザク・ブラウンがマクラーレン・グループのエグゼクティブ・ディレクターに就任することが発表される[W 91]。

2017年
- 2月27日から3月2日にかけて開催されたオフシーズンテスト（バルセロナ）に設計を根本的に見直した新骨格エンジンを投入するが、初日から連日トラブルが続き満足な走行ができずに終わる[472]。マクラーレンとフェルナンド・アロンソはこれに激怒し、ホンダとマクラーレンの亀裂が深まる。
- 4月半ば、第3戦バーレーンGPが開催され、フリー走行初日にバンドーン車のMGU-Hがトラブルを連発して走行不能となり、予選出場も危ぶまれる事態となる[469]。準ホームレースでもあることから[注釈 211]、マクラーレンはこの失態を生んだホンダに激怒する[469][473]。他方、ホンダ（山本）としてもマクラーレンと組み続けてよいか疑問を覚え[469][474][注釈 212]、山本は帰国後にホンダ社長の八郷にマクラーレンとの契約見直しを直訴する（八郷は山本をたしなめてこの時点では保留となる）[474][475]。
- 4月[注釈 213]、マクラーレンとの契約解消に向けた具体的な交渉が始まる[472][W 92]。
- 4月30日、2018年からザウバーにパワーユニットを供給すると発表する[468][476][W 93]。
- 6月21日、ザウバーの親会社のロングボウ・ファイナンスが、ザウバー・グループCEOでチーム代表のモニシャ・カルテンボーンがチームから離脱することを発表する[W 94]。
- 7月、第9戦オーストリアGPに際して、ホンダとレッドブル陣営との話し合いの場が極秘にもたれ、レッドブルのヘルムート・マルコと顔合わせが行われ、今後の密会について約束する[477]。
- 7月12日（水曜）、ザウバーはフレデリック・バスールが新たなチーム代表に就任することを発表する[W 95]。
- 7月13日（木曜）[477]、第10戦イギリスGPに際して、ホンダの山本雅史とレッドブルのヘルムート・マルコの間で、翌年のスクーデリア・トロ・ロッソへのPU供給についての話し合いが行われる[477][W 96][注釈 214]。
- 7月17日（月曜）、フレデリック・バス―ルが正式にザウバーの新代表に就任する。ロングボウ社の意向に従い、バスールはホンダとの提携解消の交渉を行い、同日中に提携の白紙撤回についてザウバー（バスール）とホンダ（山本）の間で合意が持たれる[478][W 97]。
- 7月27日、ホンダとザウバーが4月に行った合意を白紙撤回する旨を発表する[W 98]。
- 9月初め、第13戦イタリアGPが開催される。
  - 2日（土曜）、すでにルノーとの翌年の契約をまとめつつあったマクラーレンからホンダ（山本）に対して、契約終了の話が即答を求める形で切り出される[469][479][480]（マクラーレンからの「三行半」）。マクラーレンがルノーを使用する代わりにホンダはトロ・ロッソに供給するという案が提案され、すでにトロ・ロッソとの話を進めていたホンダとしては理想的な申し出だったが、経営会議で承認を受ける必要があることから回答を週明けまで保留する[479][480]。
  - 3日（日曜）、ルノーのシリル・アビテブールらと交渉を行い、ルノーユーザーのトロ・ロッソをホンダが引き取ることで合意する[469][479][478][注釈 215]。また、アビテブールはレッドブル（ルノーとの関係が険悪なものとなっていた）を引き取ることも（この時は半ば冗談として）ホンダに要望する[469][479]。
- 9月初め（イタリアGP翌週）、ホンダの経営会議でマクラーレンとの契約終了と、翌年からのスクーデリア・トロ・ロッソへの供給が承認される[469]。
- 9月15日（金曜）、第14戦シンガポールGPに際して、マクラーレンとの供給契約がこの年をもって終了することと[W 99]、2018年からスクーデリア・トロ・ロッソにパワーユニットを供給することを発表する[481]。
- 10月、第16戦日本GPの前にレッドブルのクリスチャン・ホーナー、ヘルムート・マルコ、エイドリアン・ニューウェイ、ドライバーらがHRD Sakuraを密かに訪問する[466][482][注釈 216]。

2018年
- 1月1日、ホンダはF1の参戦体制を見直し、それまで一人の総責任者が担っていた業務をサーキットにおける業務とHRD Sakuraにおける技術開発業務に分け、それぞれ別人が担当する形に改めた[483]。
  - 田辺豊治がテクニカルディレクター（サーキットにおける業務の長）に就任し、浅木泰昭がHRD Sakuraのセンター長兼LPL（ラージプロジェクトリーダー、開発責任者）に就任した。
- 3月、開幕戦オーストラリアGPが開催され、トロ・ロッソ・ホンダが参戦を開始する。
  - ドライバーはピエール・ガスリーとブレンドン・ハートレイ。チーム代表はフランツ・トスト。
- 5月、第6戦モナコGPに前後した時期にレッドブルがホンダからのPU供給を受けることを内々に決定し[467]、両者の間で供給に関する覚書が交わされ[483]、次戦カナダGP直後に契約締結に向けた交渉が正式に始まる[483]。
- 6月19日、第8戦フランスGPを前に、ホンダが翌年からレッドブルにPUを供給することを発表する。

2019年
- 3月、開幕戦オーストラリアGPが開催され、トロ・ロッソ・ホンダに加えて、レッドブル・ホンダが参戦を開始する。
  - ドライバーはマックス・フェルスタッペン[注釈 217]とピエール・ガスリー。チーム代表はクリスチャン・ホーナー、車体の開発責任者はエイドリアン・ニューウェイ。
- 6月、第9戦オーストリアGPで、マックス・フェルスタッペンが第4期で初となる優勝を挙げる。
- 11月、第20戦ブラジルGPで、フェルスタッペンが優勝すると同時に、トロロッソ・ホンダのガスリーが2位表彰台を獲得し、ホンダエンジン搭載車両としては1991年日本GP以来となる1-2フィニッシュを達成する[W 100]。

2020年
- 5月、八郷がF1撤退を決意し、本社でのミーティングで山本にその旨を伝える[484]。
- 6月、ホンダの経営会議でF1撤退が正式に決定。ただしそのことは現場責任者の田辺・浅木らには伏せられた[485]。
- 8月[注釈 218]、ホンダが2021年限りで撤退する意向であることをレッドブル（ヘルムート・マルコのみ）に伝える[486]。
- 9月6日、第9戦イタリアGPで、ピエール・ガスリーが優勝する。パワーユニット時代になって初めて、同一パワーユニットを搭載した2チームが同一シーズンで優勝を記録した例となる。
- 9月、F1からの撤退についてHRD SakuraとHRD-UKに正式発表前に通知があり[487][486]、HRD Sakuraは2022年に投入予定だった新骨格PUを2021年に投入することを決定し[486]、9月末に開発が始まる[488]。
- 10月1日、山本がフォーミュラワン・グループCEOのチェイス・キャリー（英語版）と面会し、F1撤退の決定を伝える[485]。
- 10月2日、ホンダはオンラインで記者会見を開き、ホンダ社長の八郷隆弘が2021年をもってホンダがF1活動から撤退することを発表する[467][W 101]。
- 11月6日、日本自動車殿堂（JAHFA）が歴史遺産車の追加を行い、RA272がF1車両としては初めて選出される[W 102]。

2021年（最終年）
- 2月11日、FIA、フォーミュラワン・グループ、チーム、エンジンマニュファクチャラーによるF1コミッション会合が開催され、2022年から次世代パワーユニットが導入されるまでの期間はパワーユニットの開発を凍結することが全会一致で合意される[467][W 103]。
- 2月15日、レッドブルが新会社「レッドブル・パワートレインズ」（RBPT）の設立を発表[467]。あわせて、ホンダからパワーユニットの知的財産権を引き継ぐことに合意が成立したことを公表し、ホンダ撤退後の2022年から2025年までホンダ製パワーユニットを引き続き使用することを表明する[467][W 104][注釈 219]。
- 2月19日、八郷隆弘がホンダの社長を退任し、三部敏宏がホンダの9代目社長に就任することが発表される（4月1日付け人事）[W 106][W 107]。
- 5月23日、第5戦モナコGPが開催され、マックス・フェルスタッペンが優勝し、この段階でフェルスタッペンとレッドブルはそれぞれの選手権のランキングで首位となる。
- 7月、撤退後の2022年に関しては移行の年と位置付け、HRD Sakuraが引き続きレッドブル用PUの組立を行い、レッドブル及びRBPTをサポートすることが明かされる[W 105]。
- 10月7日、ホンダが、翌年以降は四輪のモータースポーツ活動についてもホンダ・レーシング（HRC）が統括することを発表する[467][W 108][W 109]。
- 12月12日、最終戦アブダビGPが開催され、優勝したマックス・フェルスタッペンがドライバーズタイトルを獲得する。ホンダエンジン搭載車によるものとしては、1991年以来のタイトル獲得となり、第4期参戦の最後のレースで有終の美を飾る。（第4期参戦の終わり）

### 参戦車両（2015年 - 2021年）

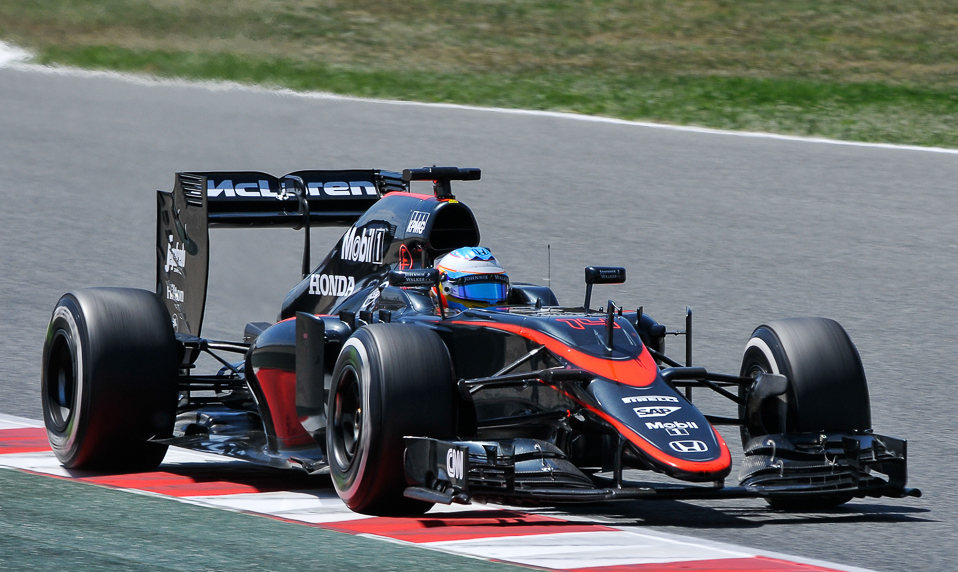
マクラーレン・MP4-30（2015年）
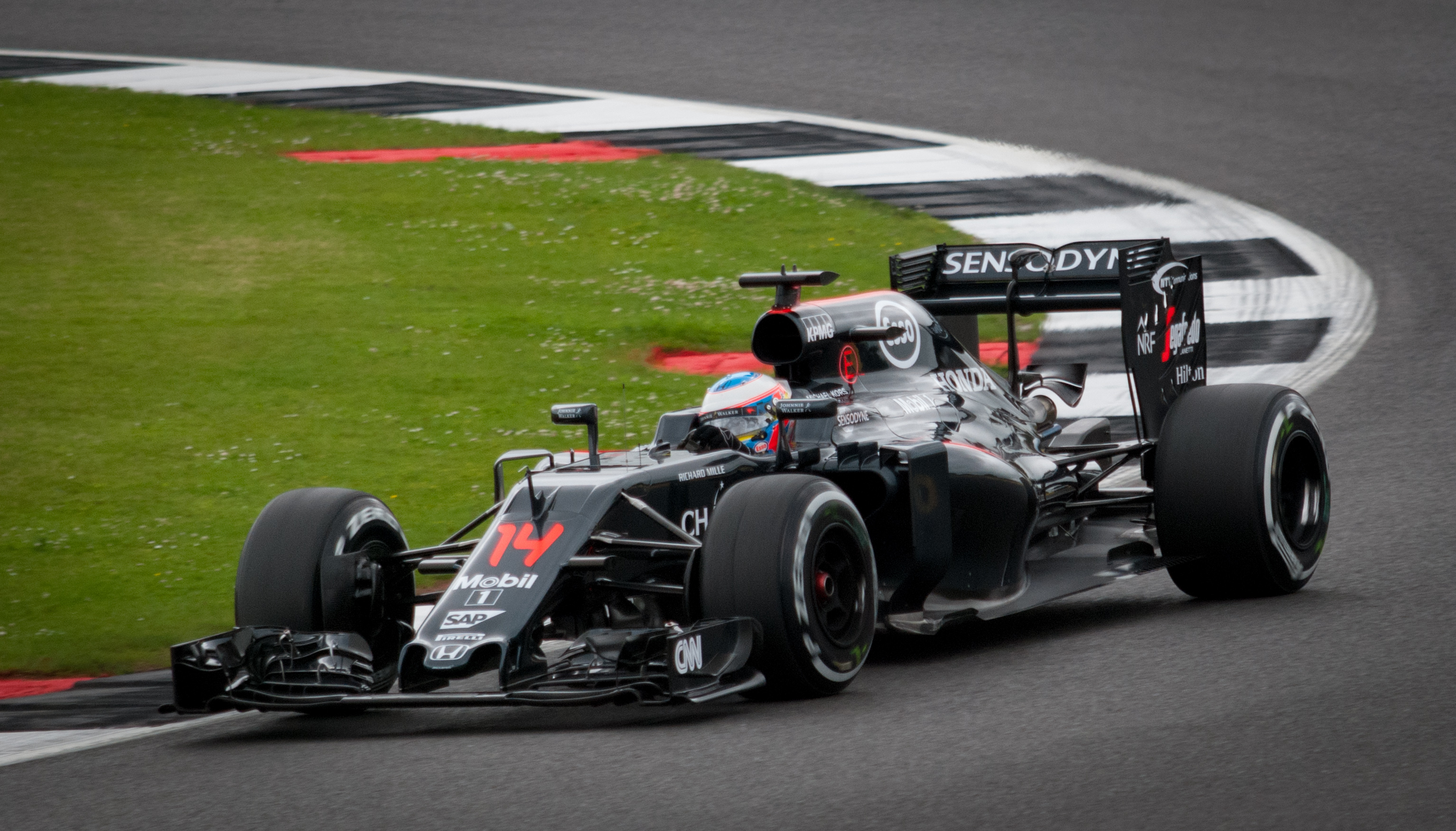
マクラーレン・MP4-31（2016年）
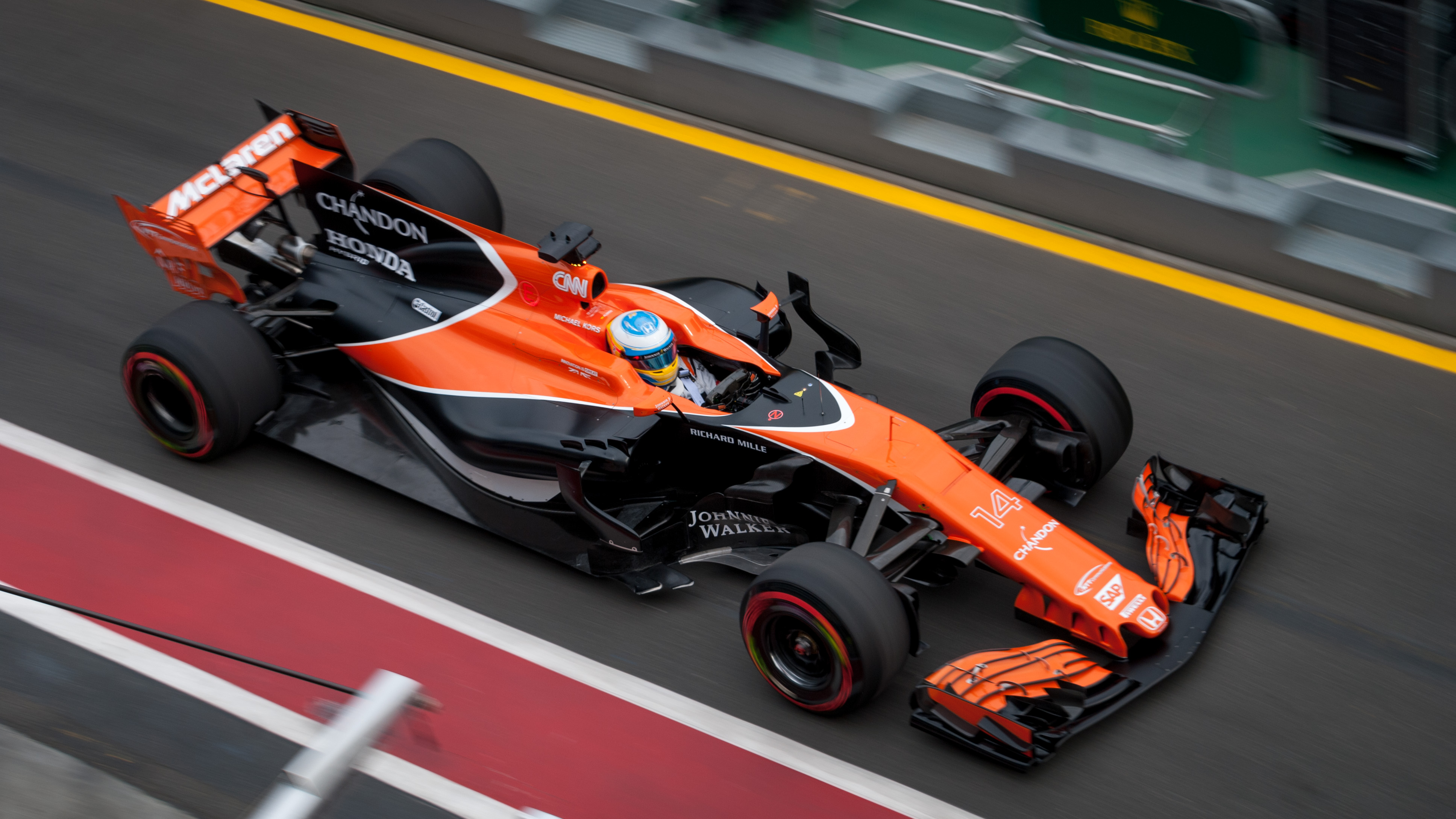
マクラーレン・MCL32（2017年）
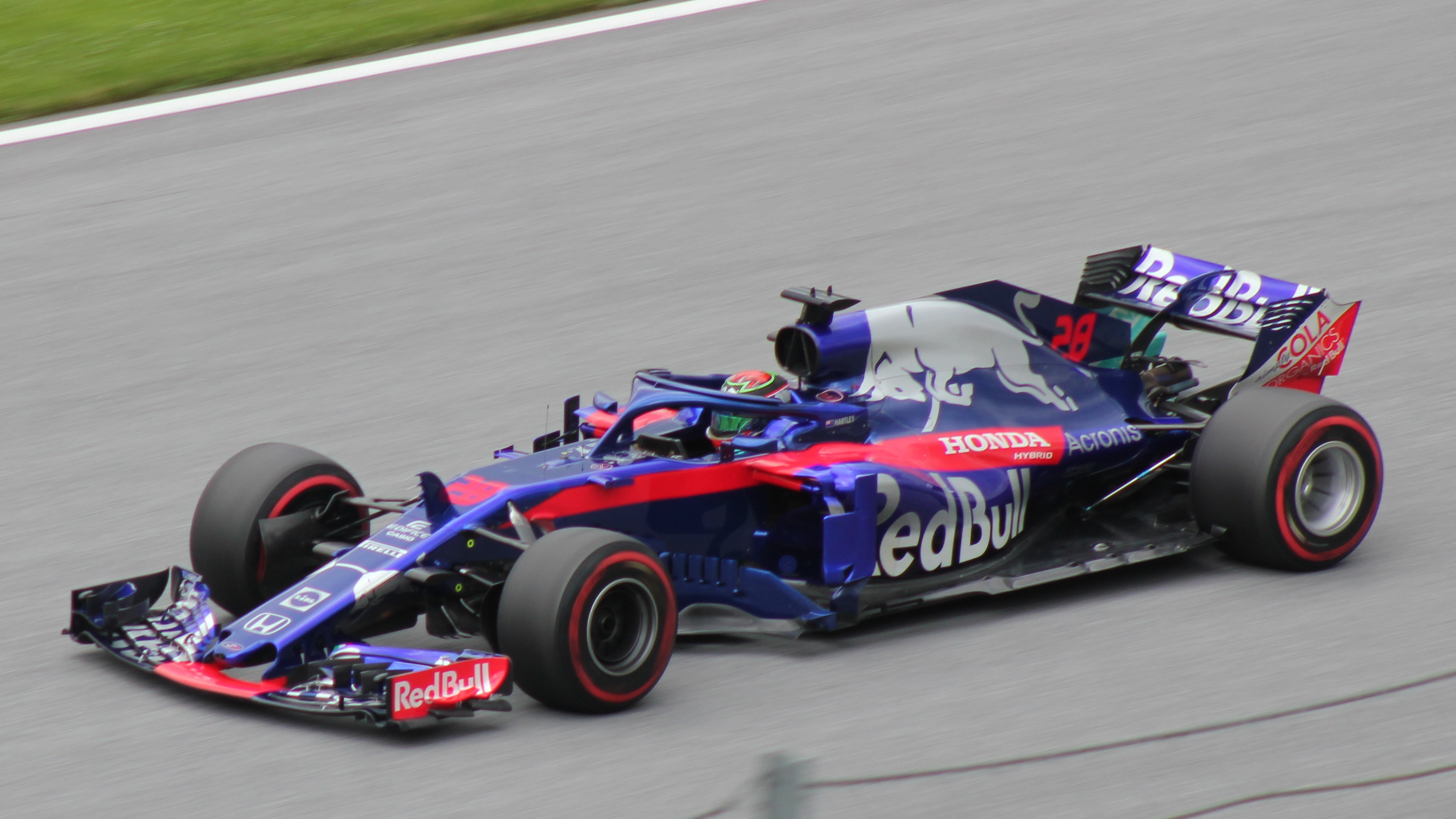
トロ・ロッソ STR13（2018年）
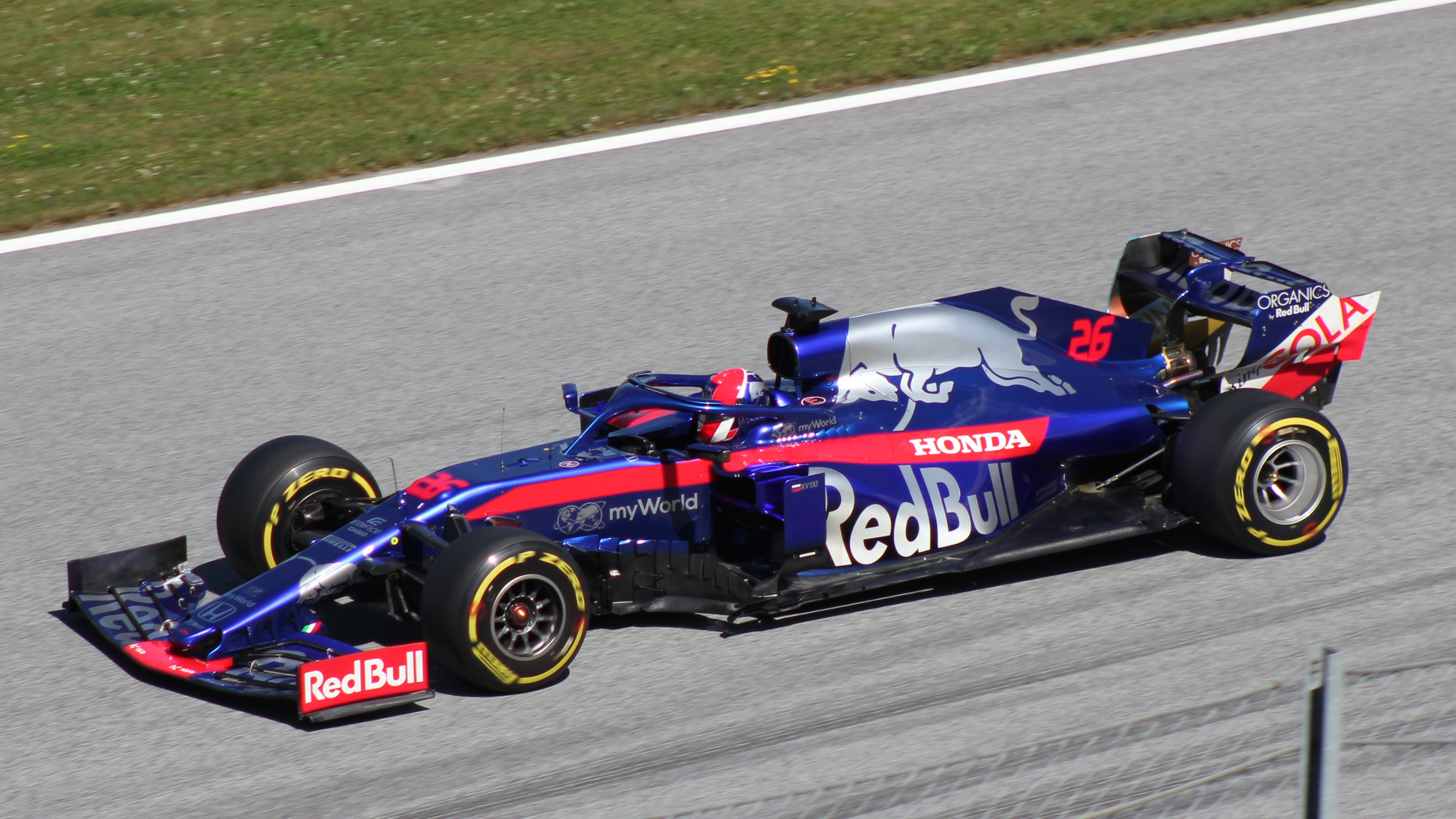
トロ・ロッソ STR14（2019年）
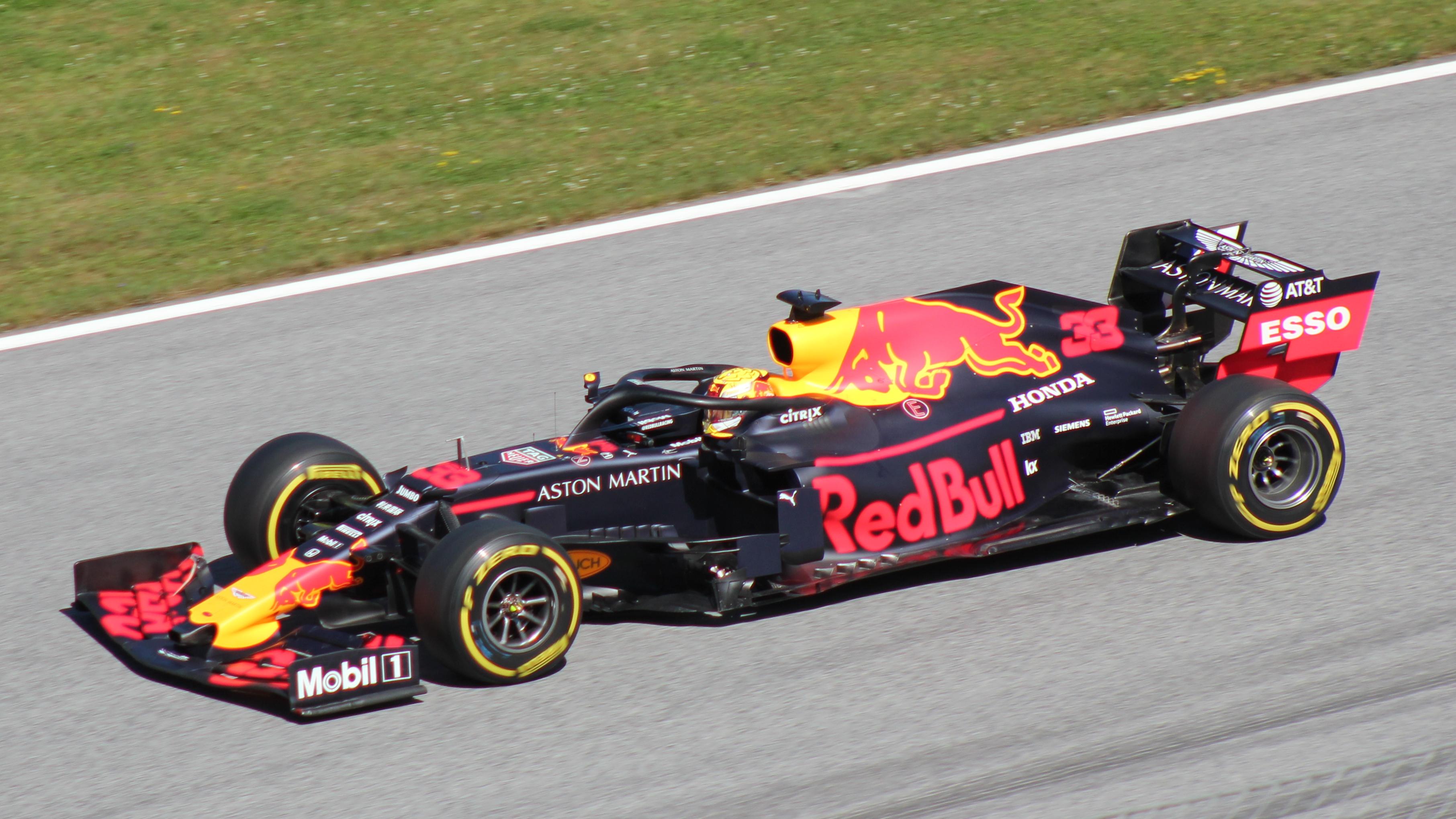
レッドブル・RB15（2019年）
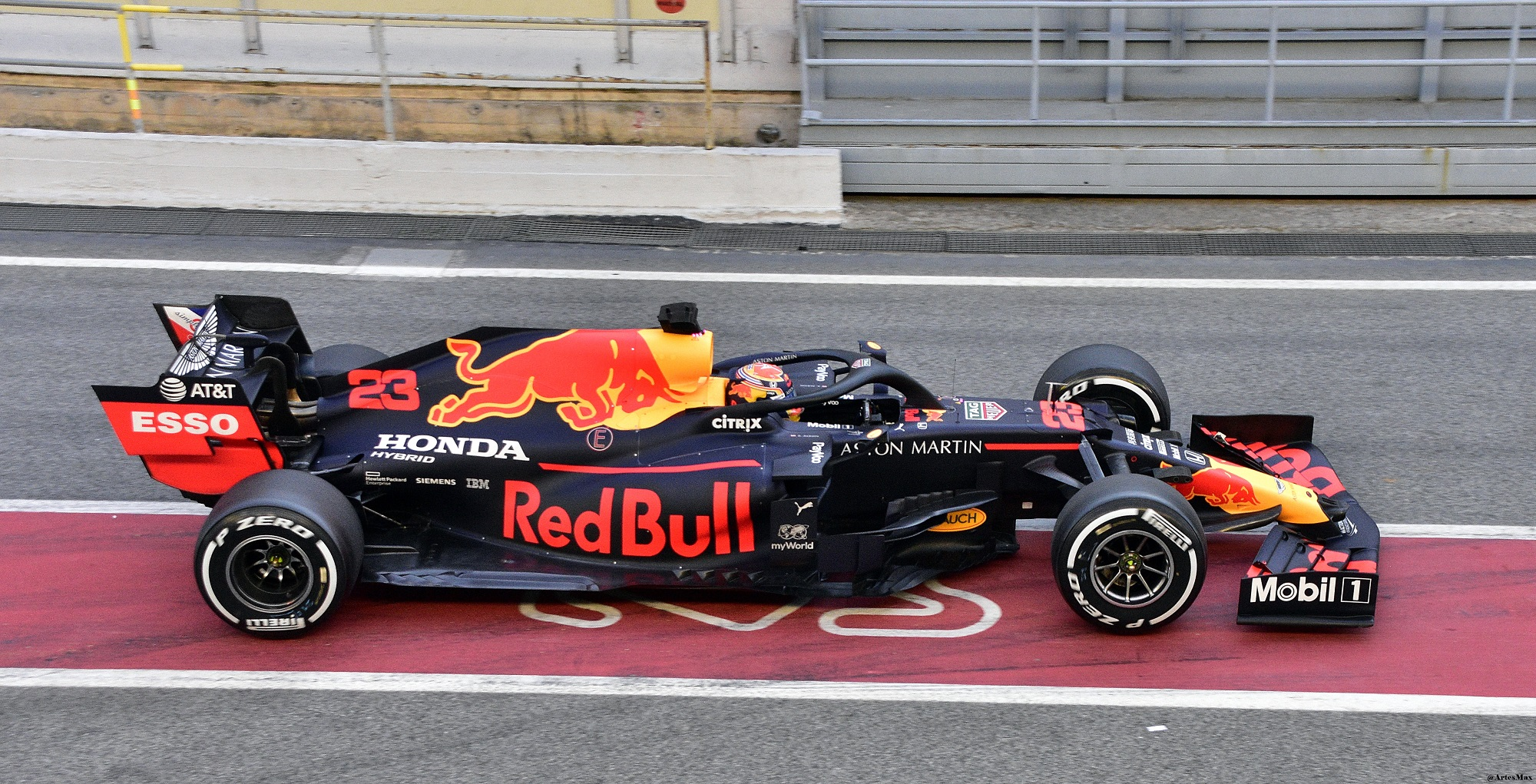
レッドブル・RB16（2020年）
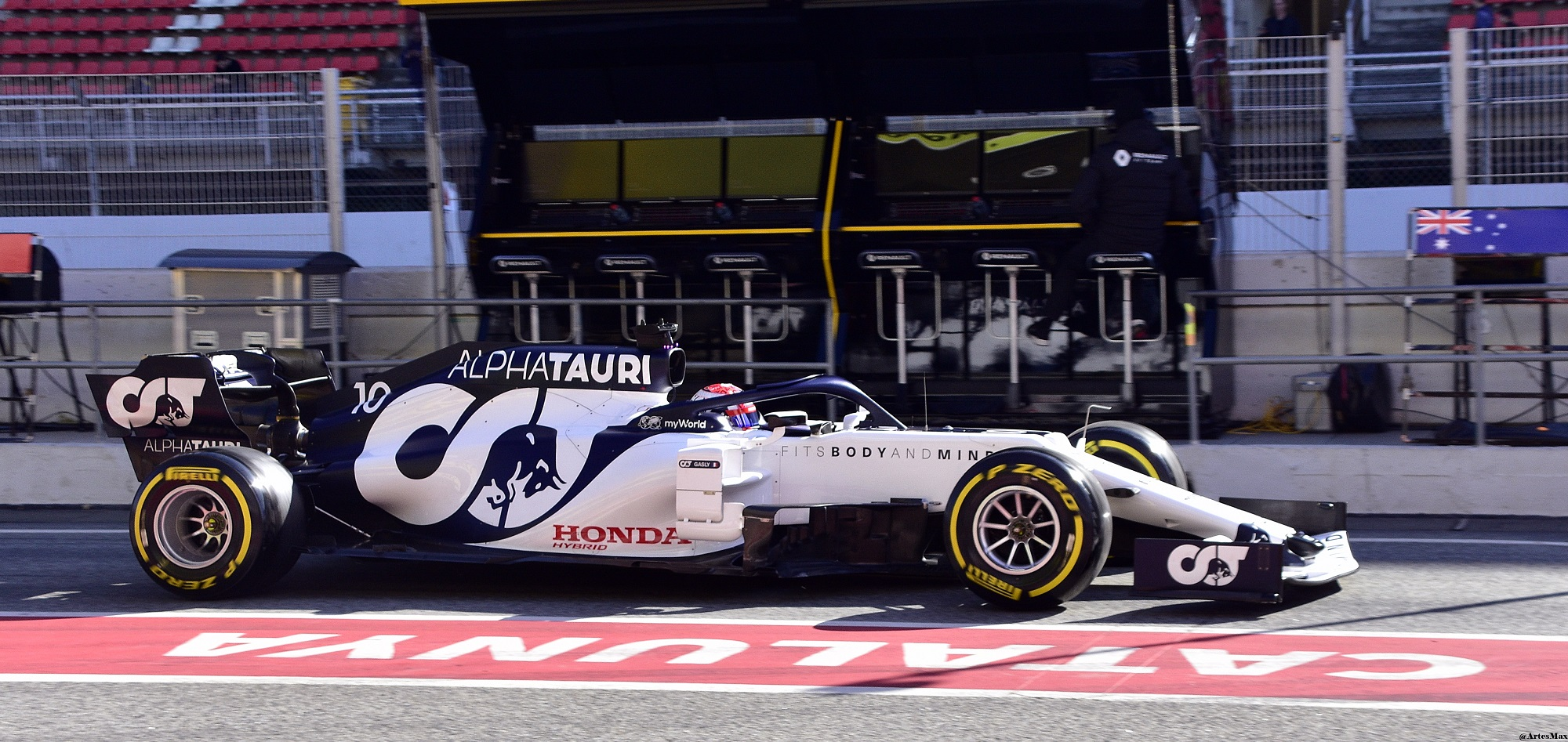
アルファタウリ・AT01（2020年）
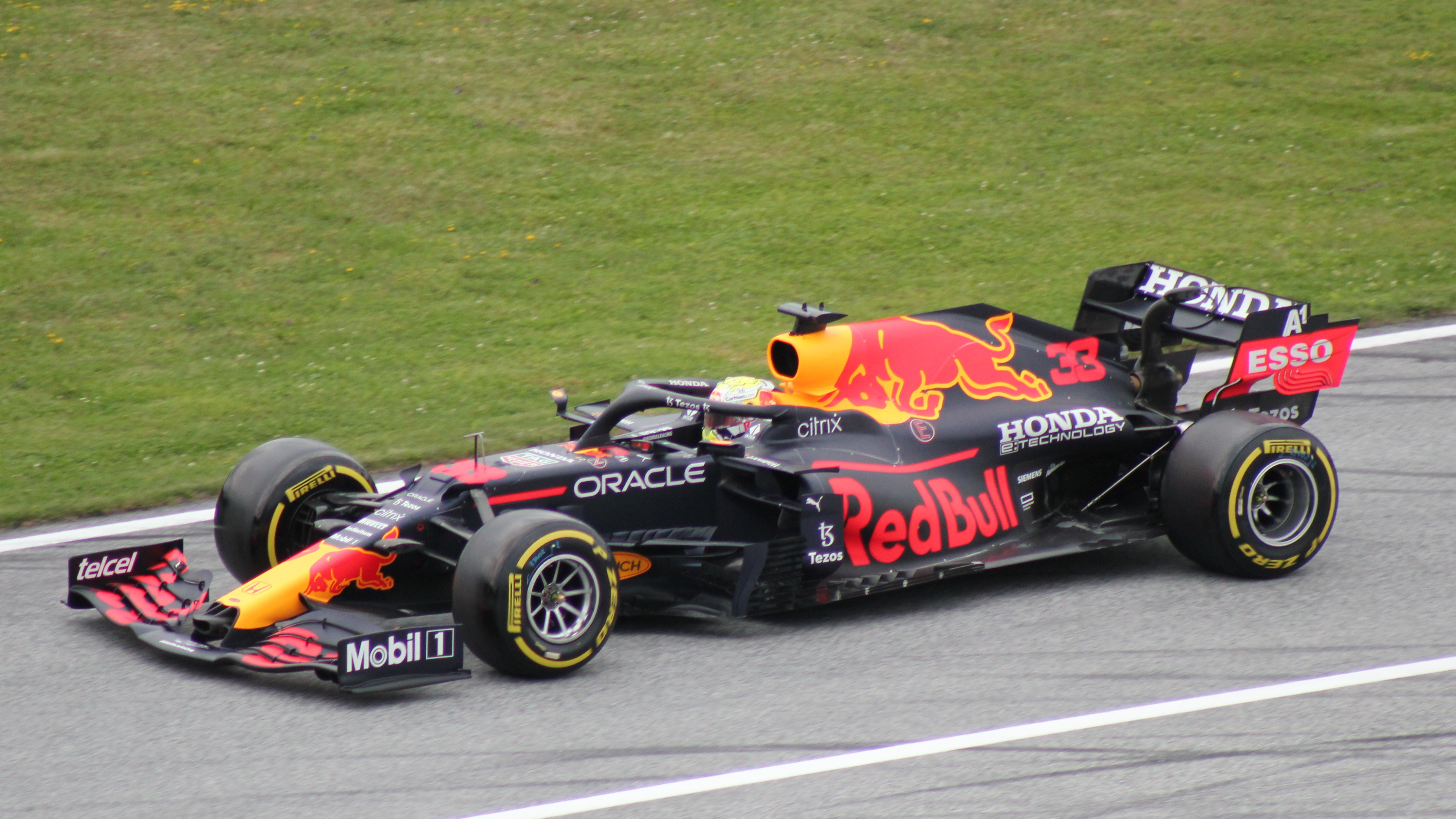
レッドブル・RB16B（2021年）
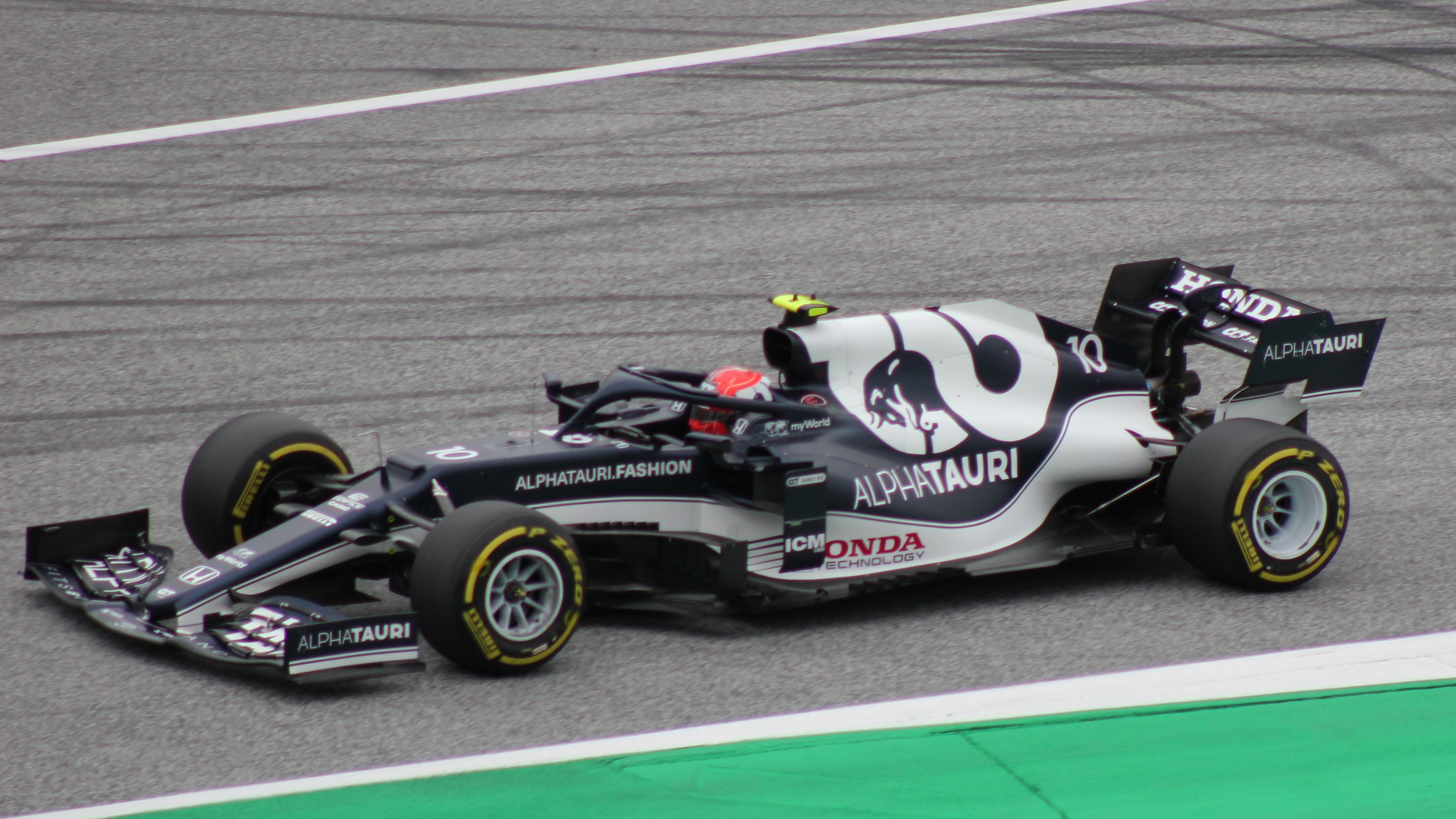
アルファタウリ・AT02（2021年）

## 第5期（2026年予定 - ）
2022年
- 8月2日、レッドブル・RBPTへの技術支援を2025年末まで延長することを発表する[W 110][W 111]。
- 8月16日、FIAの世界モータースポーツ評議会が2026年以降のF1パワーユニットのレギュレーションを承認したことが発表される[W 112]。
  - 2026年以降のパワーユニットの開発にあたり、製造者に予算上限（コストキャップ）が設けられ、2025年までは年間9500万ドル（約127億円）[注釈 220]、2026年以降は1億3000万ドル（約174億円）を年間予算の上限とすることが定められる[W 113]。その他、ベンチテストの稼働時間などにも制限が設けられる[W 113]。
- 11月、ホンダが、2026年からのパワーユニットサプライヤーとして製造者登録を行う[W 114][注釈 221]。
  - 製造者登録を行ったことが公にされたことで、F1の参戦チームから供給に向けた打診が送られるようになる[W 114]。

2023年（復帰表明）
- この年はホンダの創立75周年にあたる。
- 年明け、アストンマーティンF1との間で、2026年以降のパワーユニット供給に向けた交渉が本格化する[W 114]。
- 4月、アストンマーティンF1と、2026年以降のパワーユニット供給契約が正式に結ばれる[W 114]。
- 5月24日、ホンダの東京本社で、ホンダ社長の三部敏宏、ホンダ・レーシング（HRC）社長の渡辺康治が、アストンマーティングループのオーナーであるローレンス・ストロール、レース部門CEOのマーティン・ウィットマーシュとともに記者会見を開き、2026年からF1にパワーユニットのサプライヤーとして復帰し、アストンマーティンF1チームに供給を開始する予定であることを発表する[W 115]。
- 9月24日、ホンダが創立75周年を迎える。
  - 同日、第17戦日本GPの決勝レースが開催され、レッドブル・ホンダRBPTがコンストラクターズタイトルを獲得する。これにより、ホンダの名前が入ったエンジン・PUを使用した例としては、1991年以来のコンストラクターズタイトル獲得となる[W 116]。
- 11月27日、最終戦アブダビGPが開催され、マックス・フェルスタッペンが優勝したことにより、レッドブル・ホンダRBPTは年間22戦21勝（勝率95.45％）を記録し、それまで1988年のマクラーレン・ホンダが保持していた1シーズンの最高勝率記録（16戦15勝・勝率93.75％）を更新する[W 117][注釈 222]。同時に、コンストラクターとしてのレッドブル、PUサプライヤーのホンダRBPTは、それまでメルセデスが保持していた年間の最多勝利数記録（19勝/2016年）を更新する。

2024年
- 2月28日、HRCの欧州現地法人として、イギリスに「HRC UK」を設立（公表は3月27日）[W 118]。

2025年
- 3月4日、第4期のイギリス拠点だった建物をRBPTよりリースバックし、HRC UKの社屋として使用することを明らかにした[W 119]。